# Pollionnay
Pollionnay (Polyonay en francoprovençal lyonnais) est une commune française, située dans le département du Rhône en région Auvergne-Rhône-Alpes, à 17 km à l'ouest de Lyon.

## Géographie
Les informations de cette section sont issues du bulletin municipal.

### Situation

#### Localisation, communes limitrophes

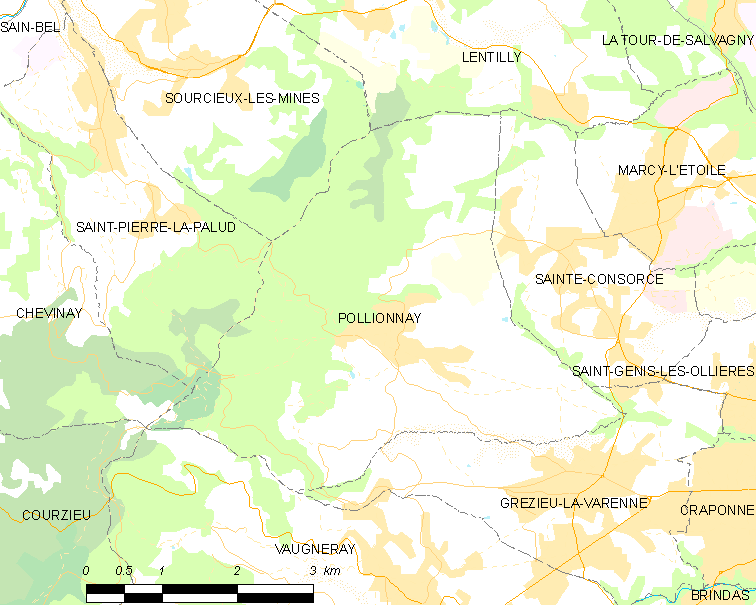
Carte de Pollionnay et des communes avoisinantes.

Pollionnay est située à 18 km à l'ouest de l'agglomération lyonnaise, à l'amorce du territoire des monts du Lyonnais. Cette position géographique péri-urbaine lui permet de bénéficier de l'armature commerciale et économique de l'agglomération lyonnaise, tout en bénéficiant d'un cadre de vie de grande qualité. Ces éléments font de la commune de Pollionnay un secteur attractif, soumis à une forte pression urbaine. Larny, les Mandrières, les Martines, la Poizatière, la Rapaudière, Ponce et Valency sont les principaux hameaux.
| Saint-Pierre-la-Palud | Sourcieux-les-Mines | Lentilly           |
| Chevinay              | Pollionnay          | Sainte-Consorce    |
| Courzieu              | Vaugneray           | Grézieu-la-Varenne |

### Climat
Pour des articles plus généraux, voir Climat d'Auvergne-Rhône-Alpes et Climat du Rhône.
En 2010, le climat de la commune est de type climat océanique dégradé des plaines du Centre et du Nord, selon une étude du Centre national de la recherche scientifique s'appuyant sur une série de données couvrant la période 1971-2000. En 2020, Météo-France publie une typologie des climats de la France métropolitaine dans laquelle la commune est exposée à un climat de montagne ou de marges de montagne et est dans la région climatique  Nord-est du Massif Central, caractérisée par une pluviométrie annuelle de 800 à 1 200 mm, bien répartie dans l’année. 
Pour la période 1971-2000, la température annuelle moyenne est de 11,1 °C, avec une amplitude thermique annuelle de 17,4 °C. Le cumul annuel moyen de précipitations est de 762 mm, avec 8,5 jours de précipitations en janvier et 6,8 jours en juillet. Pour la période 1991-2020, la température moyenne annuelle observée sur la station météorologique de Météo-France la plus proche, « Brindas », sur la commune de Brindas à 5 km à vol d'oiseau, est de 12,2 °C et le cumul annuel moyen de précipitations est de 717,6 mm,. Pour l'avenir, les paramètres climatiques de la commune estimés pour 2050 selon différents scénarios d'émission de gaz à effet de serre sont consultables sur un site dédié publié par Météo-France en novembre 2022.

### Relief
Des monts et des combes boisées avec un plateau agricole en pente douce. Un aspect particulier avec à la fois de vastes échappées visuelles en direction des Monts d'Or, de l'agglomération lyonnaise - et parfois jusqu'au Bugey et aux Alpes, mais également un territoire perçu d'assez loin, du secteur de La Croix Laval et du Poirier, de Chaponost et Brignais. Ces perceptions très lointaines sur les coteaux de Pollionnay leur confèrent une sensibilité paysagère spécifique. Ce territoire communal est globalement dominé par les boisement et les parcelles agricoles.

### Géologie
La commune s'inscrit en bordure « est » de l'ensemble géologique du Massif central, pour lequel les terrains granitiques et siliceux (roches métamorphiques) sont prédominants. La quasi-totalité du territoire est constituée d'un type de roche de granite alcalin.

### Hydrographie
Ce territoire se situe dans le bassin versant de l'Yzeron (144 km2), de nombreux cours d'eau le traversent : le Poirier, le Larny, le Verdy, le Rizoud, le Ratier, les Presles, le Bouillon et le Mercier. L'Yzeron fait l'objet d'un "contrat de rivière". Concernant le Ratier, la qualité de l'eau est médiocre d'où les travaux d'assainissement en fin de réalisation.
Pollionnay fait partie du syndicat intercommunal de distribution d'eau potable du sud-ouest lyonnais qui exploite principalement des puits de captage sur les communes de Brignais et de Vourles, et sur la zone de captage de Chasse sur Rhône en cas de besoin.

### Voies de communication
- Voies routières
- Pistes cyclables
- Chemins de randonnée

#### Transports en commun
La commune est desservie par la ligne 147 des cars du Rhône, qui la relie à Lyon (Gorge de Loup), en passant par Vaugneray, chef-lieu du canton, et Craponne d’une part et à Marcy l'Étoile d'autre part, en passant par Sainte-Consorce.

## Toponymie
On mentionne le mot polesinus, policinus, pollicinus, pullicinus "mons, collis, locus editior" c'est-à-dire "la montagne, la colline, le lieu le plus élevé", qui en raison de la position géographique de la commune pourrait convenir.
On trouve Puliniacus, Pullenai, Poyllenay, Poillenay, Pollenay, Pollonay, Polloigniacum, Pouillenay, Poillionay, Pollionay, aux XIIIe et XIVe siècles ; Pollionnay apparaît dès le XVIIe siècle, mais jusqu'à une époque récente le nom a été fréquemment orthographié Pollionay (notamment sur les cartes postales).

## Blason de la commune
| Blason de Pollionnay | Blason  | Écartelé : aux premier et quatrième de gueules à trois merlettes d’or, aux deuxième et troisième d’azur à la fasce ondée d’argent. |
| Blason de Pollionnay | Détails | Le blason fait référence à celui de la famille Merle-Mauvoisin (aux premier et quatrième d'or à trois merlettes d’or l - le merle de Rebé -, aux deuxième et troisième d’or à la fasce ondée de gueule - Mauvoisin de Rebé-), mais ne reprend pas les émaux. Jacques de Rébé est seigneur de Pollionnay de 1596 à 1608 et son blason est sculpté sur le retable de la chapelle de Lorette. Blason adopté par le Conseil municipal en 1979. |

## Histoire

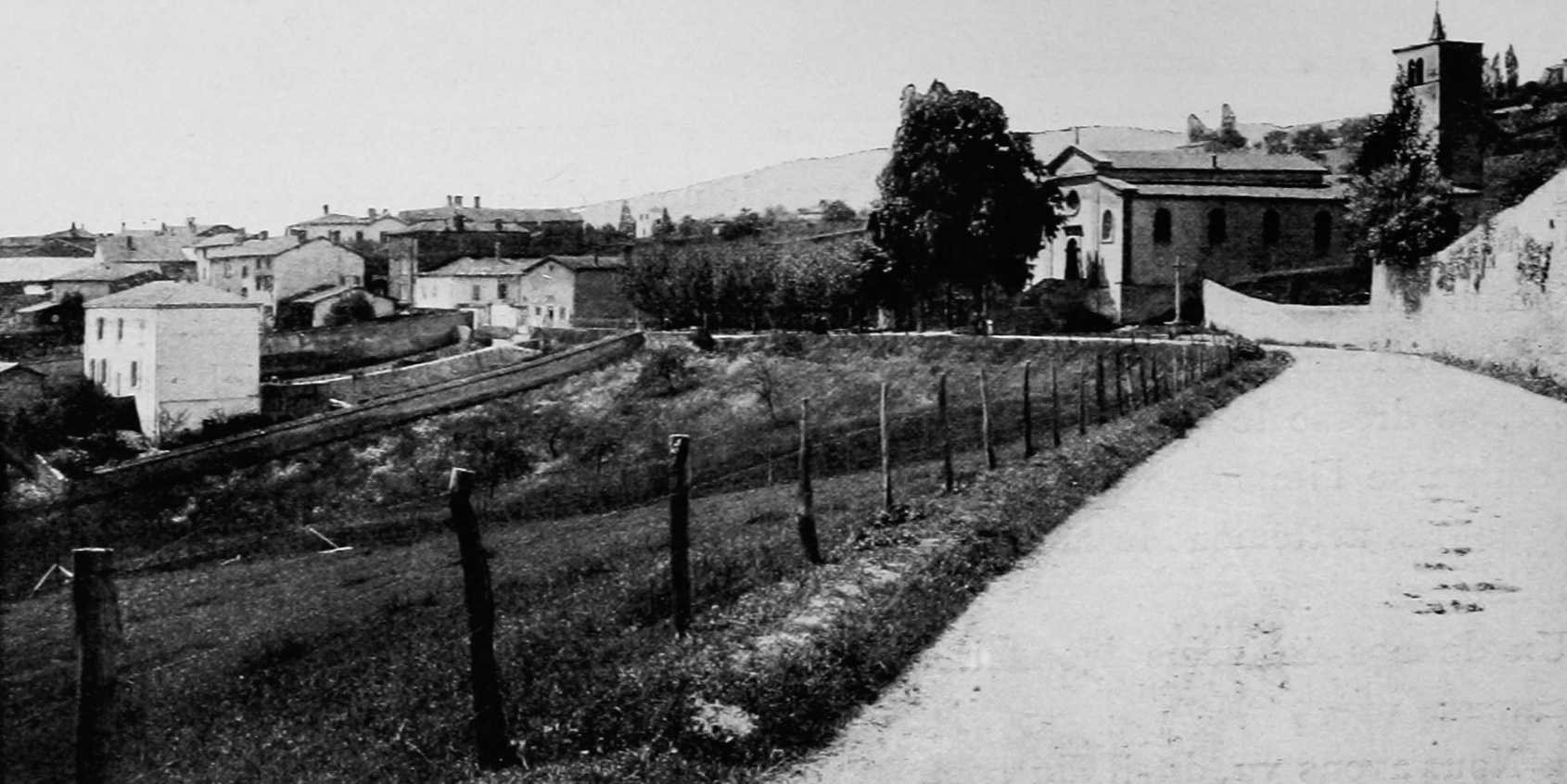
Pollionay en 1901.

### Présentation géographique

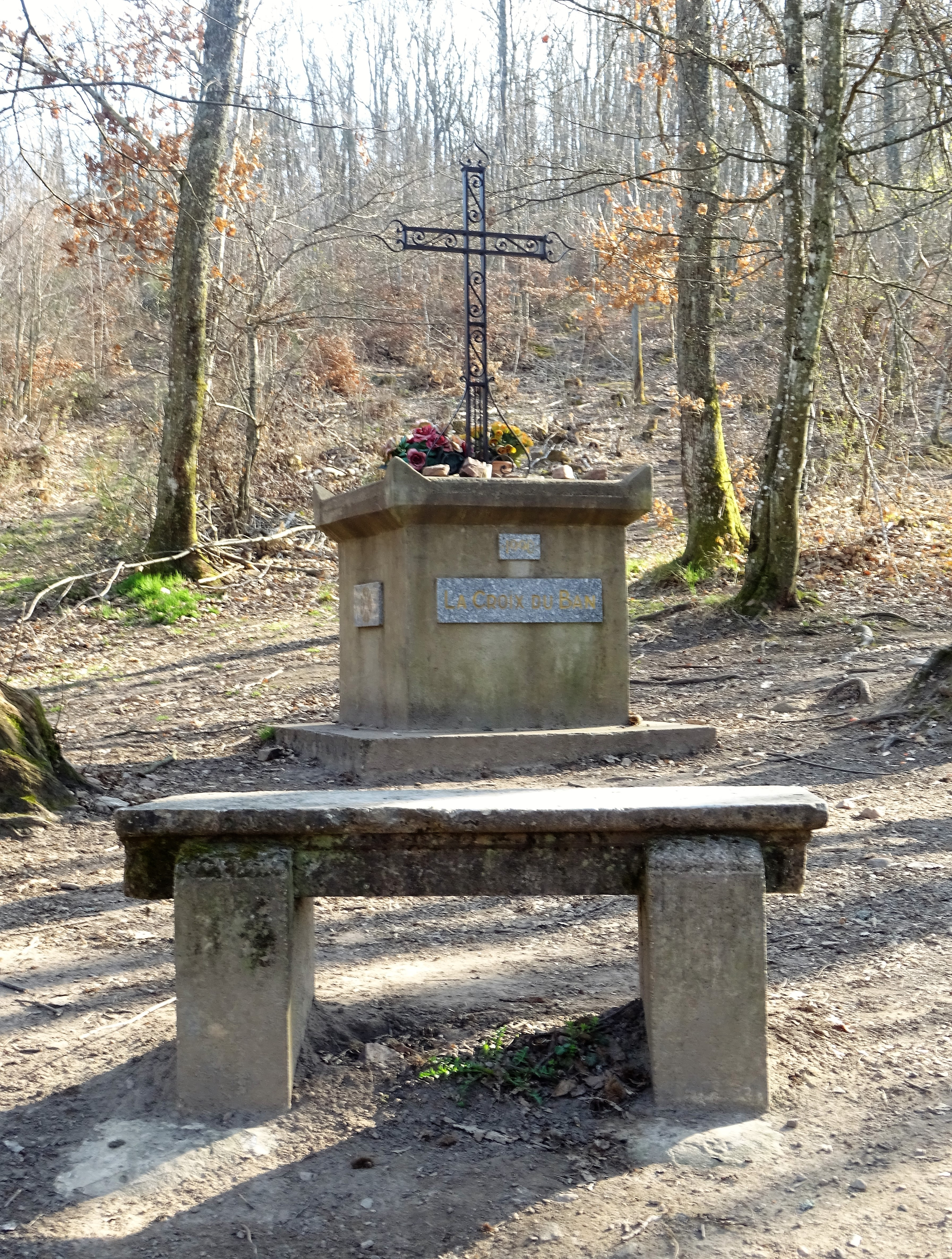
Croix du ban.

On peut classer schématiquement en trois catégories les communautés villageoises qui se sont constituées au Moyen Âge dans la largeur du Plateau lyonnais à savoir, d’est en ouest, celles qui forment banquette au voisinage du Rhône, celles dont l’assiette est proprement tabulaire et celles qui trouvent leur limite sur la crête des monts du Lyonnais. Le territoire de la commune de Pollionnay appartient à cette dernière catégorie. La crête, longuement étirée sur cinq kilomètres culmine au sud-ouest à Saint-Bonnet-le-Froid (787 mètres) puis s’incline en une pente assez régulière vers le nord-est jusqu’au mont Mercruy (566 mètres) à peine échancrée par le col de la Luère (713 mètres), la Croix-du-Ban (604 mètres) et le col de Fontrijole (501 mètres). Sur une largeur d’environ 1,5 km, ce versant oriental des monts du Lyonnais accuse une forte pente jusque vers 450 mètres. Il est découpé en lanières par un dense chevelu de ruisseaux et est uniformément boisé. En contraste, la partie humanisée de la commune se présente comme un entonnoir formant le raccord de pente modérée avec la partie tabulaire du Plateau lyonnais jusqu’au point le plus bas de la commune à 292 mètres au pont Rapaud.

Ce pont est à la convergence du ruisseau du Mercier qui marque au sud la limite avec la commune de Grézieu-la-Varenne et du Ratier. Seule la partie nord avec le ruisseau du Poirier qui sépare Pollionnay de Lentilly a son écoulement distinct mais l’ensemble fait partie du bassin-versant de l’Yzeron via le ruisseau de Charbonnières. Le sous-sol de la commune est dans sa totalité taillé dans le gneiss.

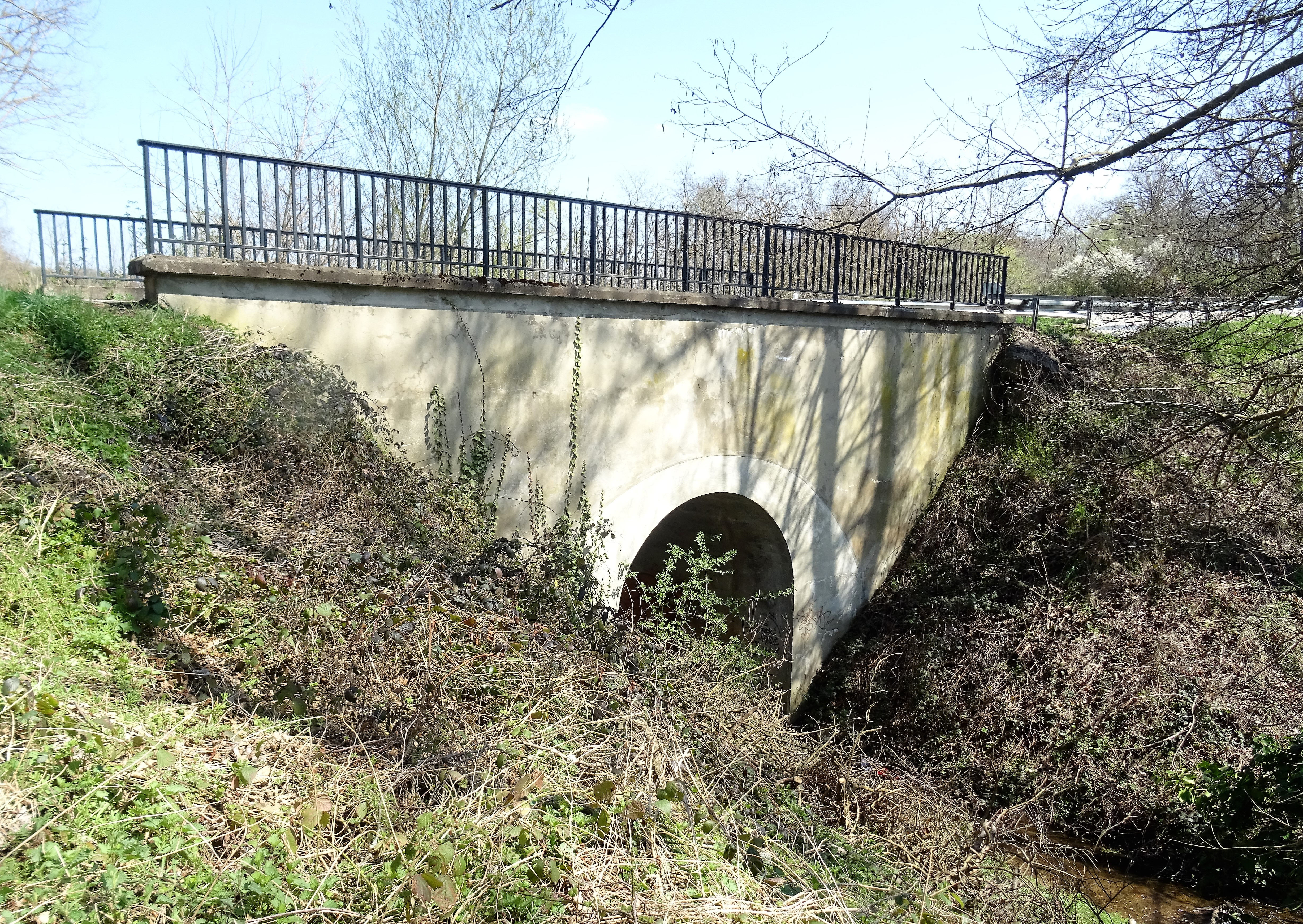
pont Rapaud
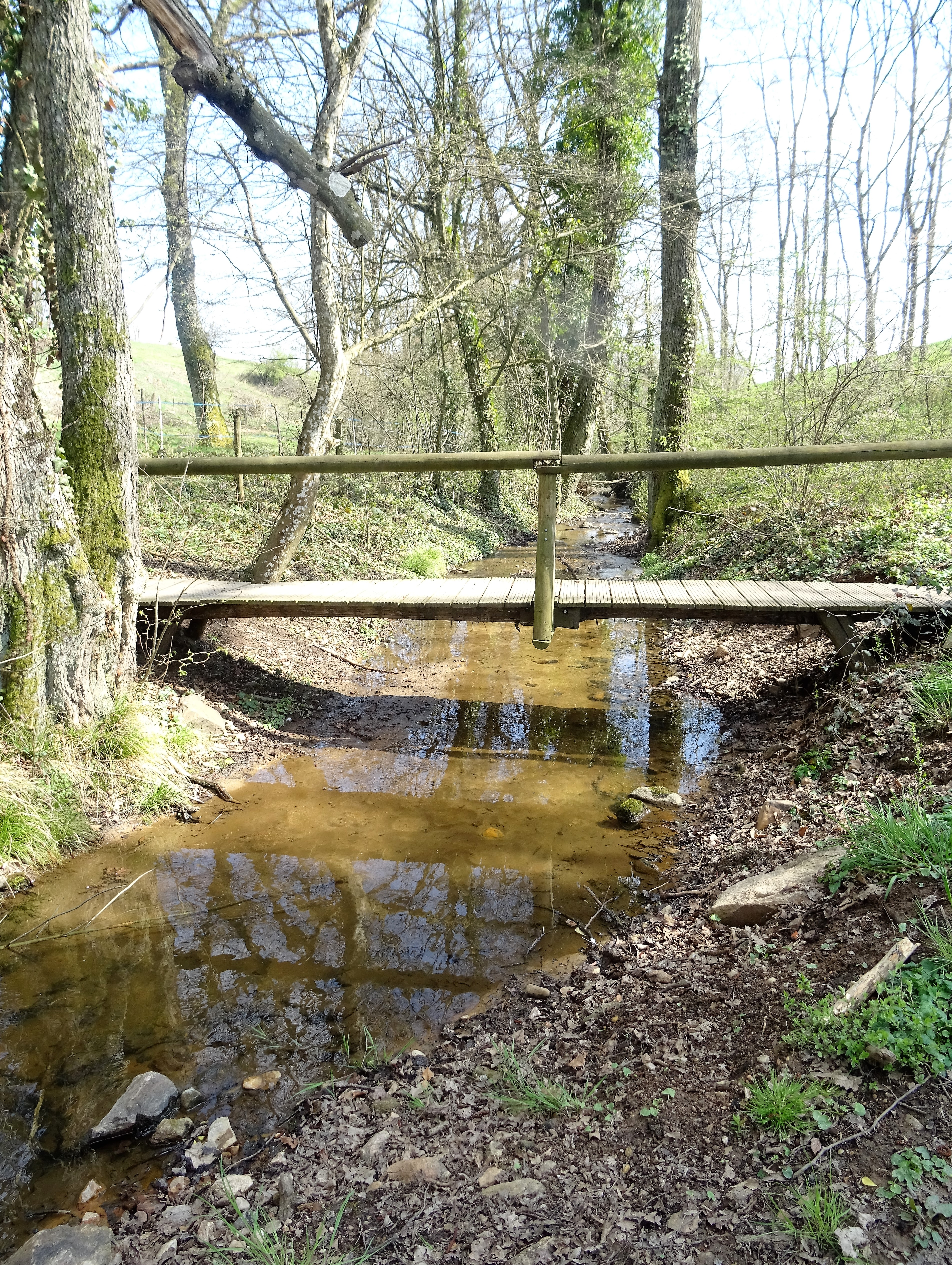
passerelle sur le Ratier
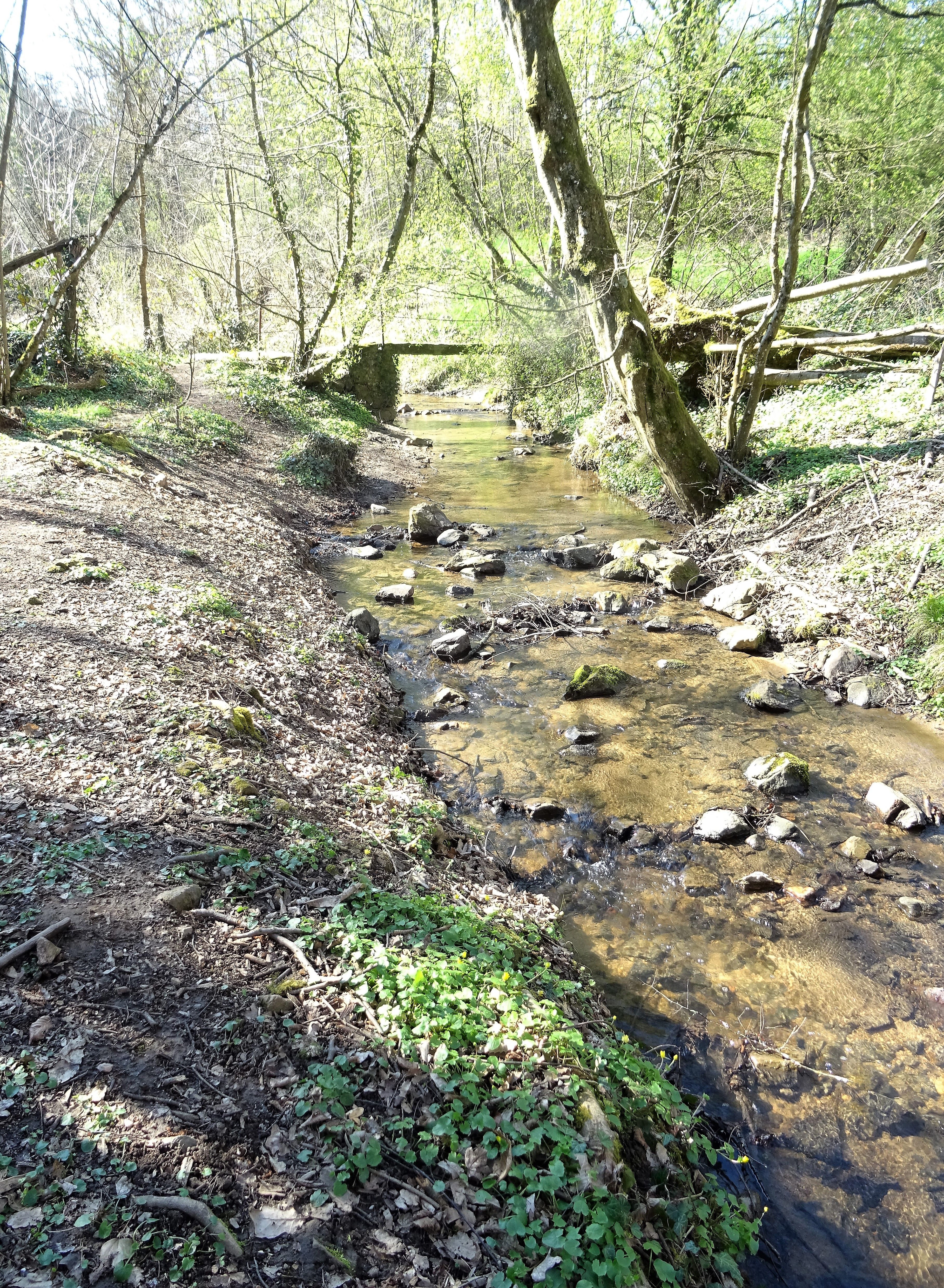
ruisseau du Mercier

Dans le pré-inventaire, sont énumérés onze hameaux. Les plus importants par leur population jalonnent la base de la partie montagneuse à des altitudes voisines : ce sont, du nord au sud, Larny (408 mètres), Valency (430 mètres) et le chef-lieu (430 mètres) grossi de son prolongement des Presles. On pourrait souligner bien des similitudes avec la commune voisine de Vaugneray des points de vue physique et humain.

### Peuplement médiéval

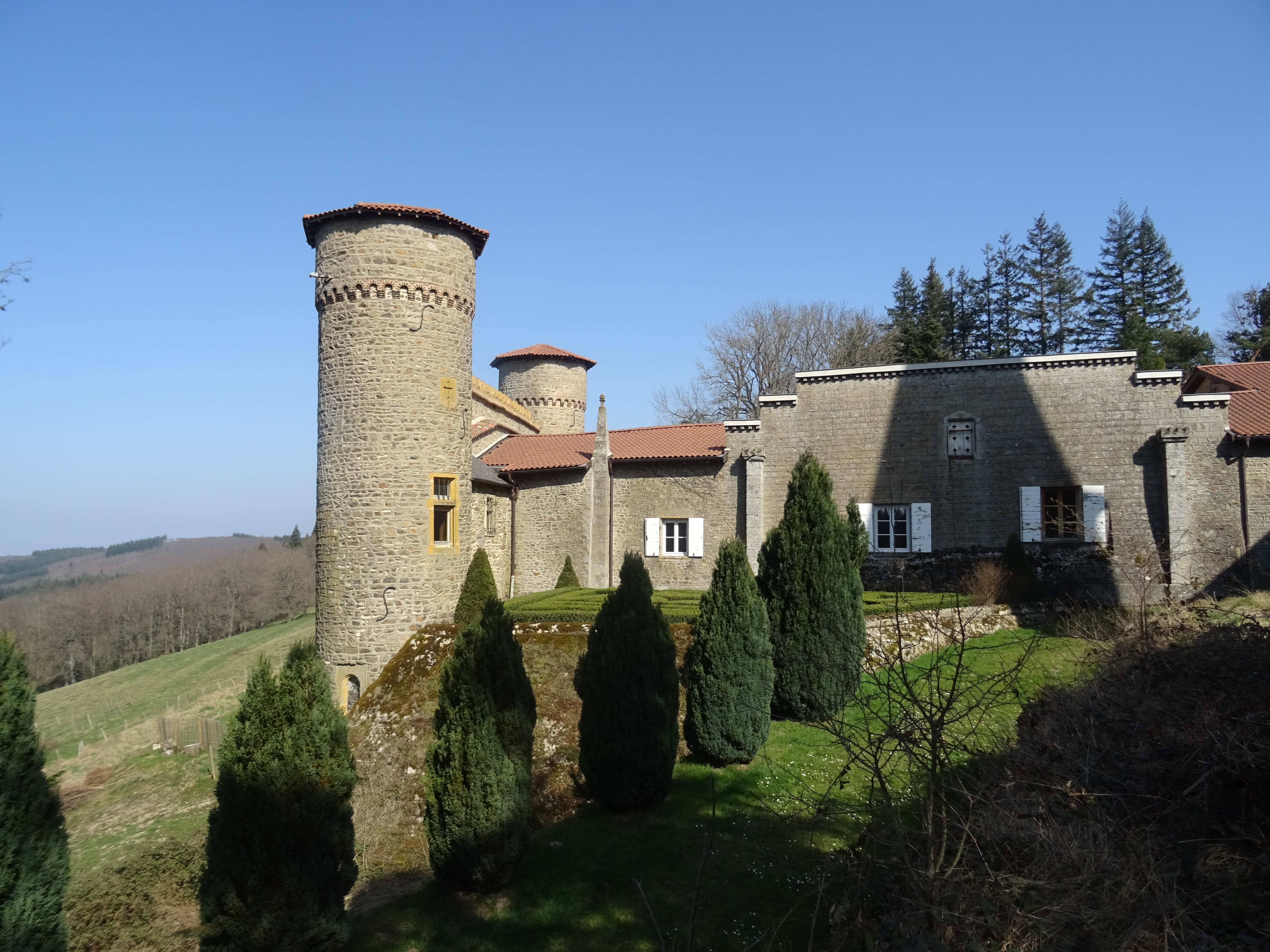
château de Saint-Bonnet-le-Froid

Rien ne permet d’affirmer une présence humaine sur le territoire de la commune aux temps gallo-romains. On attribue généralement une origine latine aux toponymes en -y comme c’est ici le cas pour Pollionnnay, Larny et Valency. La seule proposition sur ce point est celle qui fait de Pollionnay le domaine d’un certain Paulianus mais elle se donne elle-même comme pure hypothèse. Toutefois, il vaut la peine de préciser que le chemin de randonnée qui conduit du chef-lieu de Vaugneray à Saint-Bonnet-le-Froid en limite sud de la commune est bien l’héritier de la voie d’Aquitaine reliant Lugdunum (Lyon) à Burdigala (Bordeaux) sous l’empire romain. Le souvenir s’en était perdu pour ne laisser place qu’à un épisode moins ancien : c’est par ce même chemin qu’en 722 fut translaté vers l’Auvergne le corps de l’évêque Bonnet, archevêque de Clermont (pas encore Ferrand) douze ans après son décès à Lyon lors d’un concile.

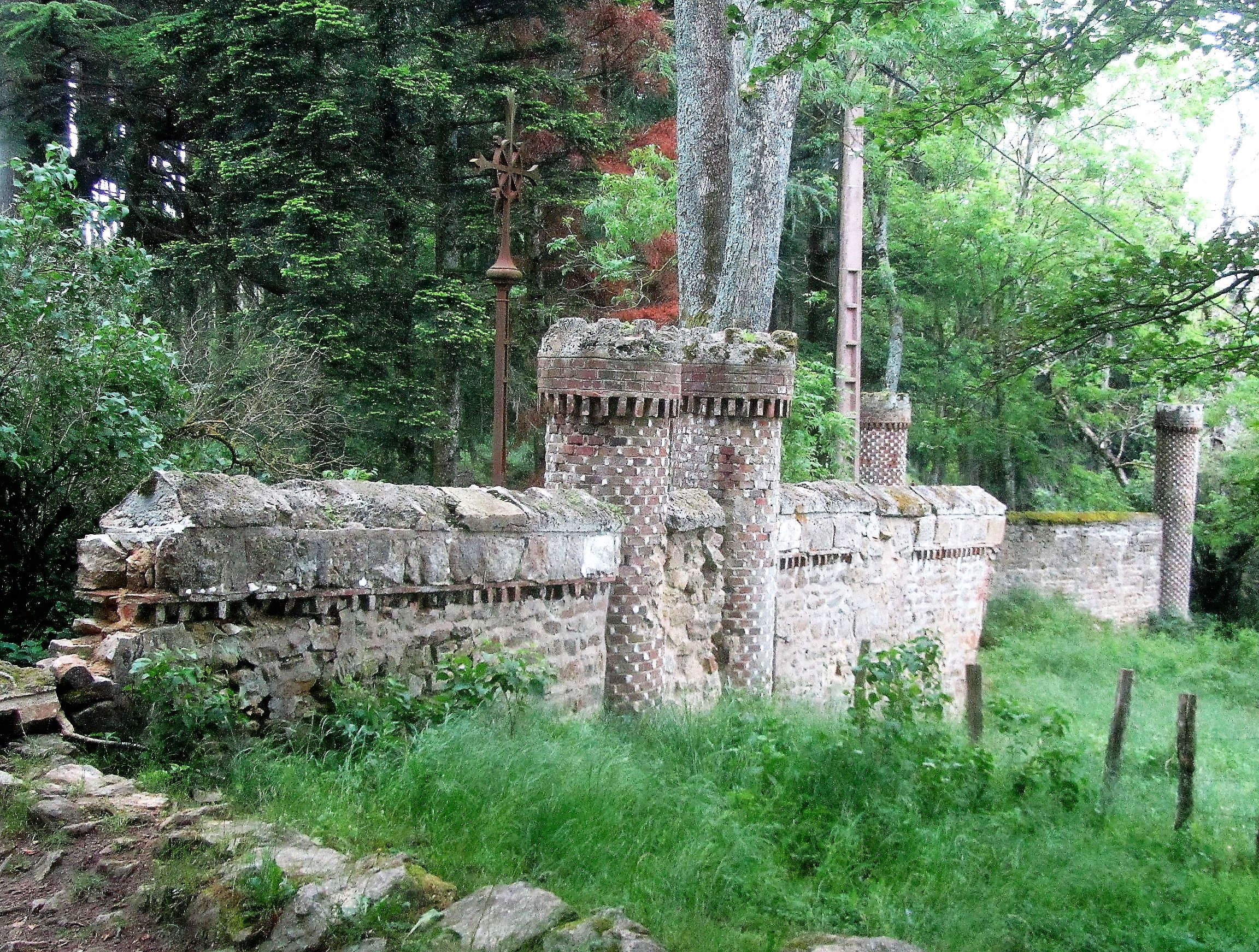
enceinte du domaine de Saint-Bonnet-le-Froid

En revanche, il est possible de tirer argument des toponymes de nombreux hameaux ou lieudits pour dater leur fondation du Moyen Âge ou postérieurement. Au début du deuxième millénaire a commencé pour l’Europe occidentale une ère de grande croissance et l’essor démographique s’est accompagné d’intenses défrichements. L’autonomisation concomitante de la langue française par rapport au latin s’est traduite par l’apparition de l’article, ignoré des Romains ! D’où la floraison de toponymes où celui est décliné sous ses variantes en genre et en nombre. Dans la liste établie par le pré-inventaire il paraît 2 fois comme une élision  avec  l’, 17 fois avec le, 18 fois avec les et 20 fois par la. Le front pionnier des essarts (défrichements) s’est arrêté à la base des pentes montagneuses. La terminaison en -ière, la plus fréquente, révèle une concentration résidentielle de familles portant le même patronyme comme La Poizatière, où résidaient les Poizat, la Quinsonnière où vivaient les Quinson, la Cozonnière où demeuraient les Cozon…toutes familles encore présentes sur les lieux au cours des XVIIIe et XIXe siècles. Le nom de certains lieux peut faire référence à des caractéristiques du milieu naturel : les Flachères sont des zones de résurgences humides ; les Combes sont des fonds de vallée. Parfois est ainsi précisé le couvert végétal dominant : naturel comme pour les Presles ; cultivé en chanvre comme la Chenevière, boisé en châtaignier comme Chatanay.
Sans doute le gneiss sur lequel est fondé tout le territoire ne facilite-t-il pas les pratiques agricoles mais il est le plus souvent décomposé superficiellement par l’érosion en gore sur lequel peuvent se former des sols propres à la culture. Mais ce gore est lui-même perméable et les eaux de pluie s’infiltrent jusqu’au contact de la roche saine. Il peut se faire qu’une source apparaisse en surface. On parle localement de font. La Fons Pareins se situe dans la vallée du Bouillon dans la partie montagneuse à l’ouest du col de la Luère. La Font de Fumoy en descend également à l’ouest du hameau de Ponce. Elle a été captée très anciennement et une conduite faite de tuyaux de grès placés dans un canal garni de tuileau convoie les eaux jusqu’au bassin d’une ferme en plein cœur du hameau. L’ensemble des habitants venait s’y approvisionner. Dans les bas de la commune, sous la butte de Pipora (434 mètres d’altitude) en limite de Sainte-Consorce la Raze prend sa source. A sa confluence avec le Ratier à 322 mètres son cours a été aménagé en petit lac collinaire avant de se jeter dans le Ratier.

Cependant, dans la majorité des cas, l’approvisionnement en eau était assuré par le creusement de puits jusqu’à la nappe phréatique au contact de la roche saine. On peut même aller jusqu’à dire que le nombre exceptionnel de puits est une particularité de Pollionnay. Le pré-inventaire en énumère 49 encore identifiables. Chaque famille voulant disposer d’une alimentation autonome, ils sont spatialement regroupés à proportion du nombre d’habitants. On en compte 8 pour le hameau de Valençay, autant dans le secteur de la Pozatière ; 5 à la Cozonnière. Le pré-inventaire les a classés en quatre types selon leur présentation extérieure. Les 18 du premier type sont quadrangulaires sous leur toit en pan incliné de tuiles rondes (exemple des Mandrières). Ceux du deuxième type au nombre de 14 n’en diffèrent que par le plan circulaire (exemple de la Poizatière). Plus originaux, les 10 exemplaires du type 3, ont une forme de guérite voûtée et sont construits en petites pierres fortement maçonnées (exemple de la Sigodière). Les 7 de la dernière catégorie sont intégrés dans le mur d’un bâtiment (angle de remise, en retrait sous l’auvent d’un portail) et donc sans toiture spécifique. Il faut aller dans la cour de l’ancien château pour trouver le puits à margelle ronde sous la casquette à poulie dont la silhouette nous est la plus familière (exemple des Balladières).

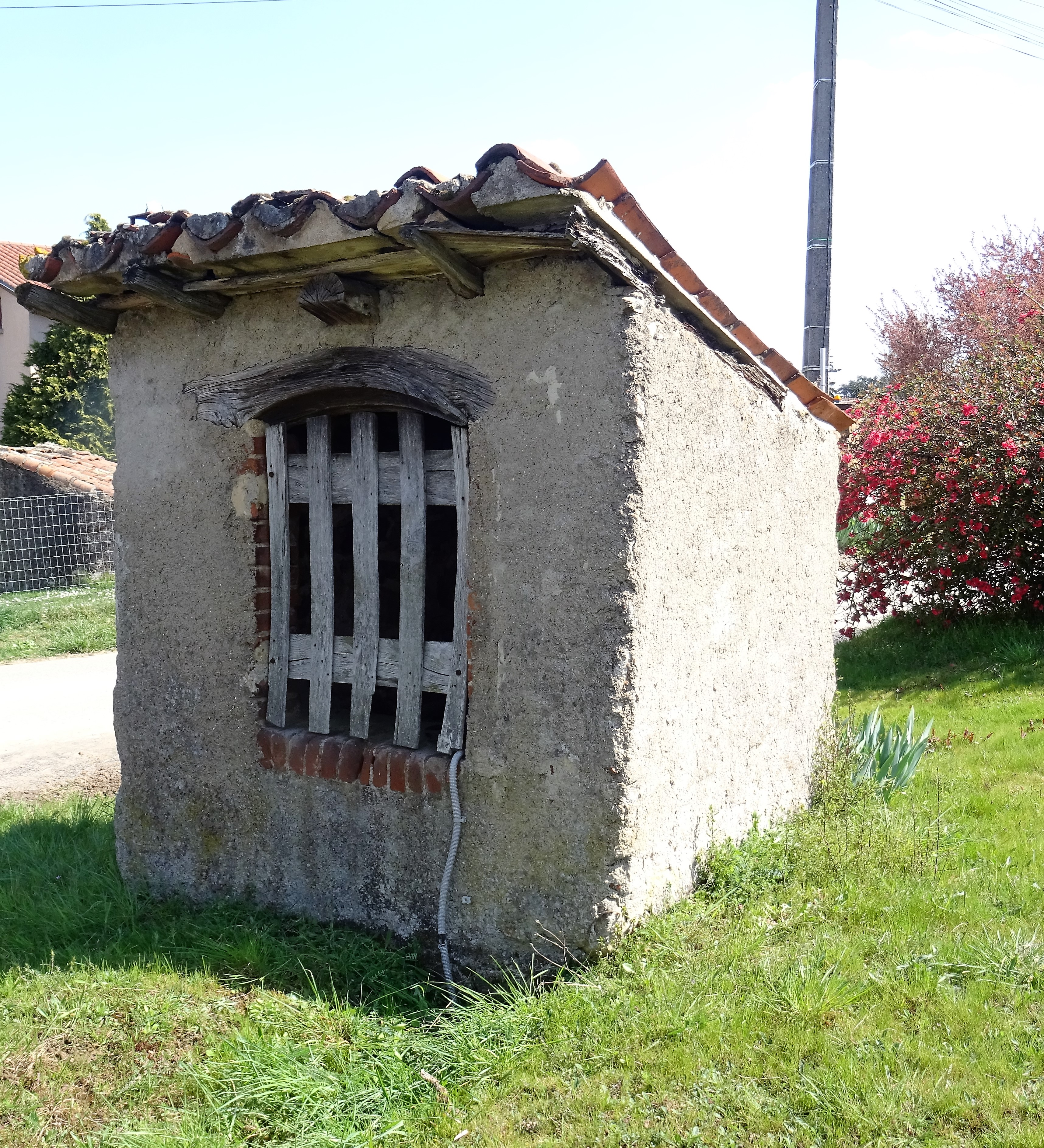
puits à la Rapaudière (type 1)
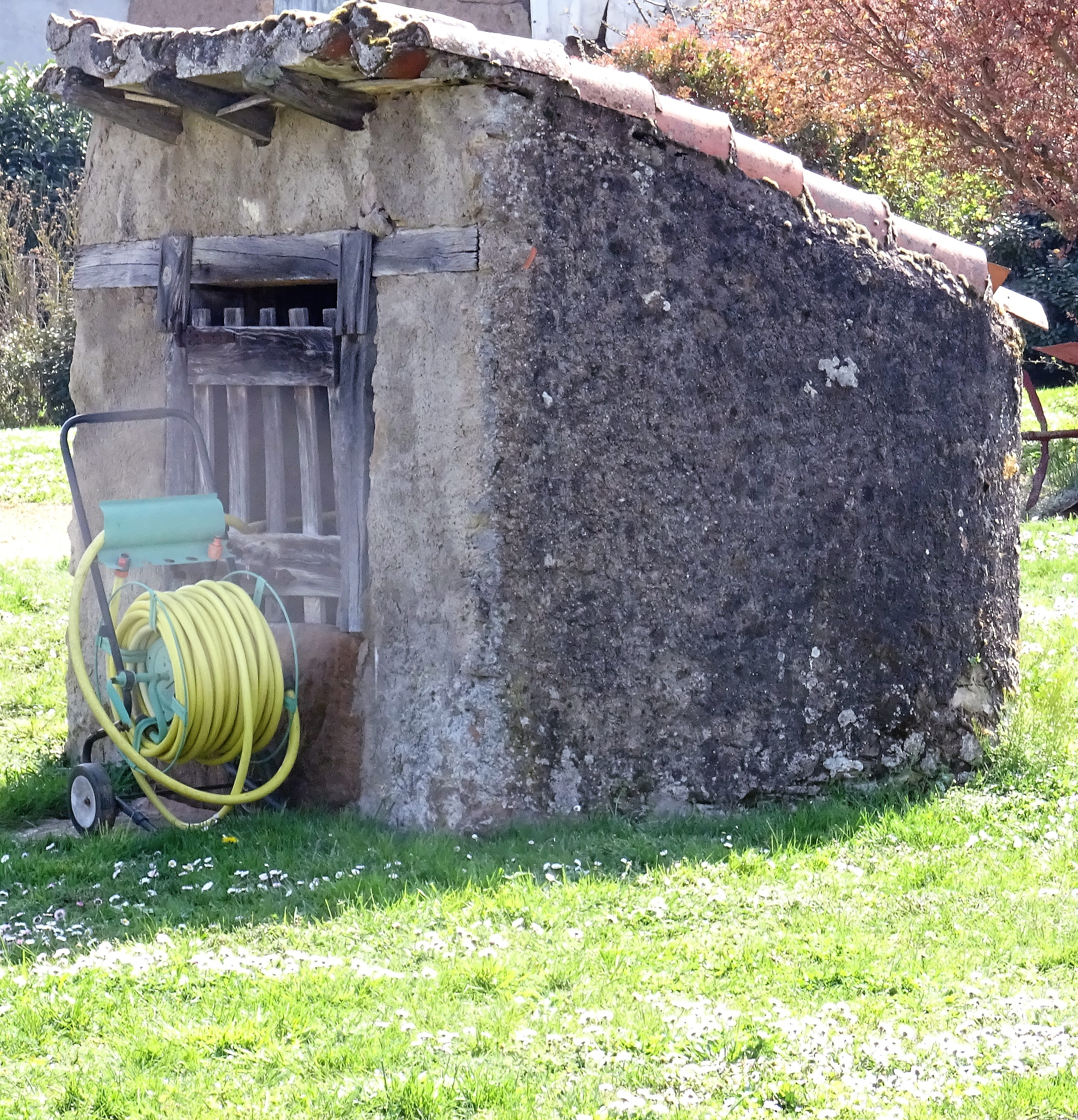
autre puits à la Rapaudière
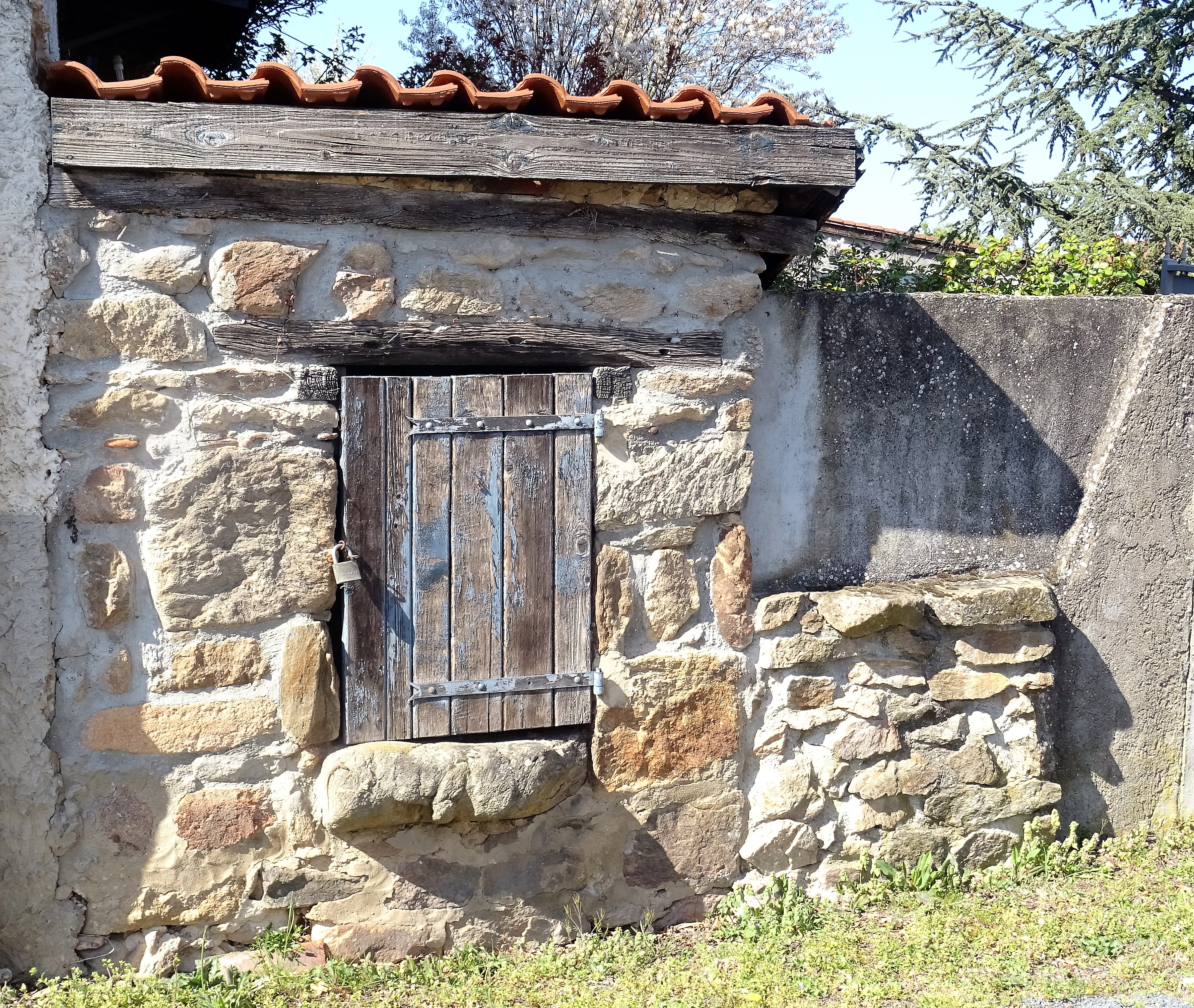
puits à Sarrazin (type 4)
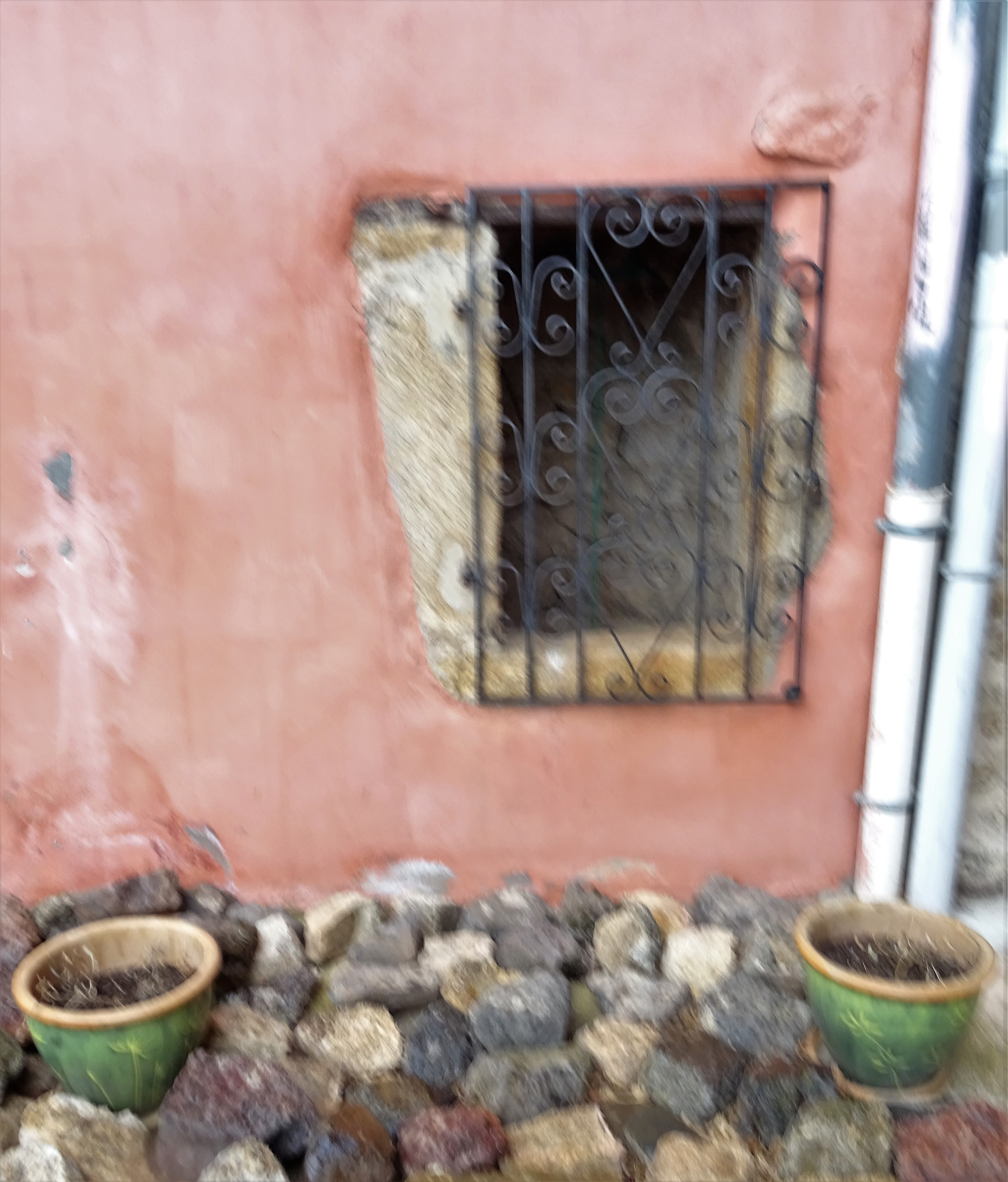
type 4 à la Quinsonnière

### La formation de la commune
Raideur de la pente avec replats limités, découpage en lanières par l’incision des ruisseaux : ces contraintes naturelles n’ont pas facilité l’établissement d’un chef-lieu en un point central. Les premiers lieux de rassemblement Larny et Pollionnay, ont été religieux. Pour Larny, en 1228, il est question de la vente d’un bois à l’Eglise lyonnaise de Saint-Just présente en ce lieu. Son statut d’église paroissiale est attesté par un document de 1313. La présence d’un cimetière à proximité conforte l’idée de l’intérêt constant porté à ce hameau par les chanoines lyonnais. S’agissant de Pollionnay, le doyen du chapitre lyonnais de Saint- Jean, décédé entre 1185 et 1187, a enrichi d’un bois par son don l’obéance de Pulianico ; dans une charte de la même époque, il est question d’un autre don fait par dame Ylissendis et Hugo Artardus : il ne s’agissait de rien moins que de « l’église de saint Didier de Puliniaco avec ses dépendances, des terres et des bois ». Cette notion d’obéance est propre à l’Eglise lyonnaise. Si, venant d’ecclésiastiques, elle implique évidemment un lien de nature religieuse, il faut préciser que « les chanoines [des chapitres] issus de la noblesse régionale veulent vivre comme des seigneurs laïcs et constituent ces obéances comme des seigneuries avant tout pour les droits juridiques (haute justice…) plus que pour l’assise foncière ».
Par la suite, toutes les initiatives vont être à l’avantage de Pollionnay à qui, déjà, Renaud de Forez, archevêque de Lyon de 1193 à 1226, avait donné la préférence dans sa politique pour s’assurer le contrôle du Lyonnais en faisant fortifier la place comme beaucoup d’autres dans le diocèse. De manière plus décisive, en 1256, les chanoines de Saint-Jean se désintéressent de leurs droits sur Pollionnay et en aliènent la seigneurie à un bourgeois lyonnais roturier Barthélemy de Fuer avec l’assentiment du pape ! Dès lors l’histoire de ce territoire se confond avec celle des familles qui se sont succédé comme propriétaires : ce sont après les de Fuer (1255-1293) les d’Albon (1293-1385 ou 1390) puis les Pompierre (1390-1460) les Balarin- Rébé-Crémeaux (1460-1670) et pour finir les de Loras de 1670 à 1793. Au fil des siècles, l’unité a été réalisée en 4 étapes. Au départ, la seigneurie s’étendait en position centrale, de la crête des monts du Lyonnais au pont Rapaud. Elle a étendu son pouvoir dès 1365 sur le territoire, immédiatement au nord, du mas de Valencieu cédé « comme gage de rançon ». Le rattachement du secteur de Larny à l’extrême nord aura lieu deux siècles plus tard en 1577. En revanche, on est sans information sur la date d’annexion de la partie méridionale de Rochecoucou, Ponce et les Egaux. Il est donc possible d’affirmer que c’est par le biais de la formation de la seigneurie laïque avec toutes ses prérogatives tant civiles, juridiques et religieuses que s’est forgée la communauté de Pollionnay alors qu’on peut imaginer que le secteur de Larny aurait pu se rattacher à Sainte-Consorce, d’accès plus facile et avec laquelle des liens s’étaient noués aux premiers temps.

La Révolution de 1789 a entraîné l’effondrement du système féodal. Le dernier descendant des Loras, Louis-Catherine, alors âgé de 58 ans avait été élu par la noblesse locale pour la représenter aux Etats-Généraux. La famille possédait aussi des propriétés dans le Dauphiné et une maison à Lyon, rue de Marseille. Elle résidait peu à Pollionnay. C’est la raison pour laquelle, ayant pris le parti des Fédérés contre les Montagnards lors de la révolte de la ville, il sera arrêté à son domicile le 15 brumaire An II (5 novembre 1793) et fusillé dans la plaine des Brotteaux parmi des centaines de victimes. Déjà le régime de seigneurie n’avait pas survécu à la nuit du 4-août et avait été remplacé par la commune La première municipalité a planté devant l’église l’arbre de la Liberté. Le château seigneurial, pillé, ne sera plus habité ni réparé par les de Loras et son histoire privée ne relève plus de celle de la commune. Malgré les travaux entrepris par les propriétaires successifs dont la famille Colin à partir de 1941, seule la façade sud donne l'impression d'une restauration, les autres apparaissant comme toujours en chantier. Faute d’un bâtiment propre, le conseil municipal tenait ses séances dans le presbytère où résidait le greffier. Il faudra attendre 1853 pour que soit entreprise la construction d’une maison commune servant aussi d’école sur un terrain cédé par Mademoiselle de Murinas, propriétaire du château en échange de terrains communaux. Le bâtiment a été achevé en 1857.

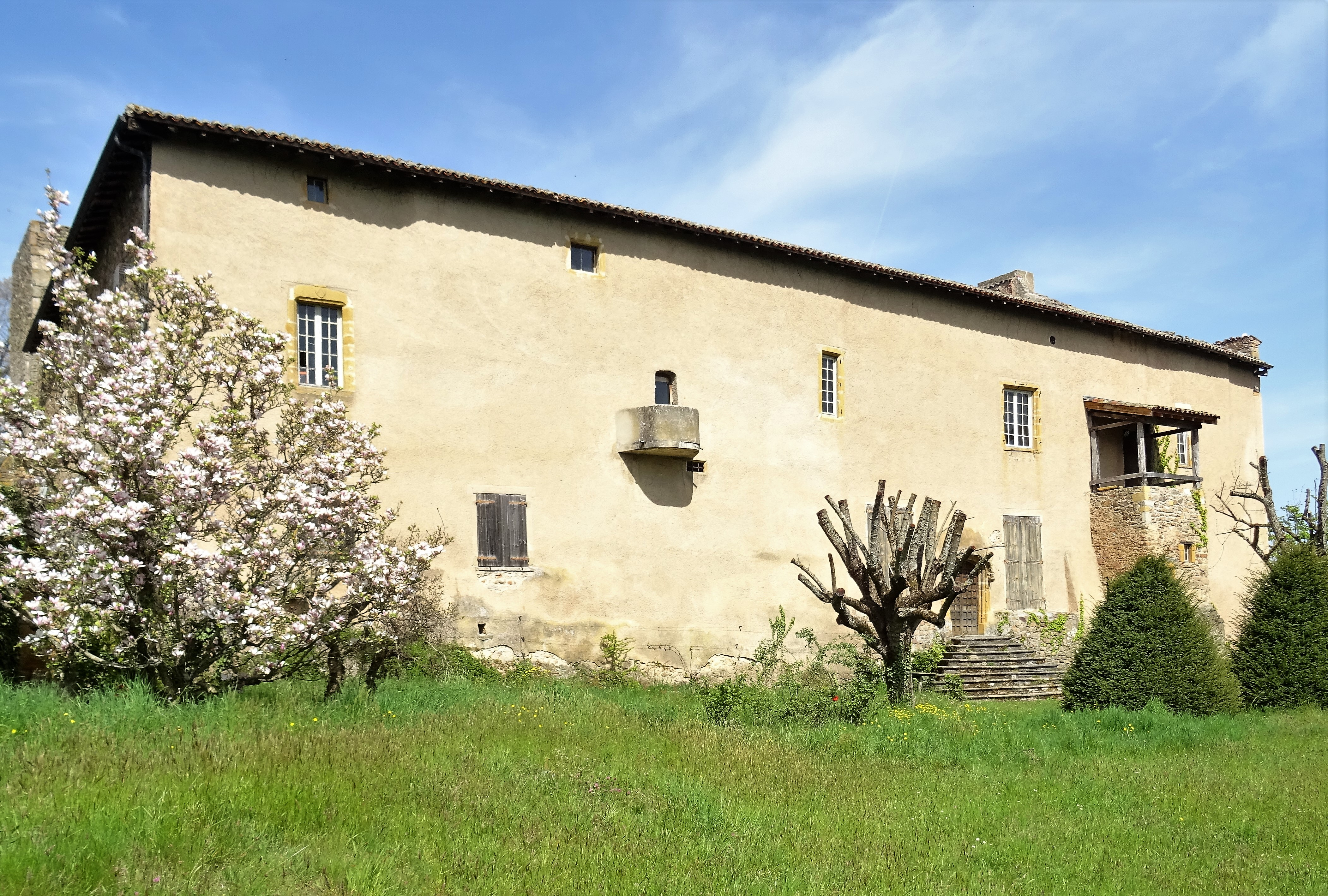
château de Pollionnay façade sud
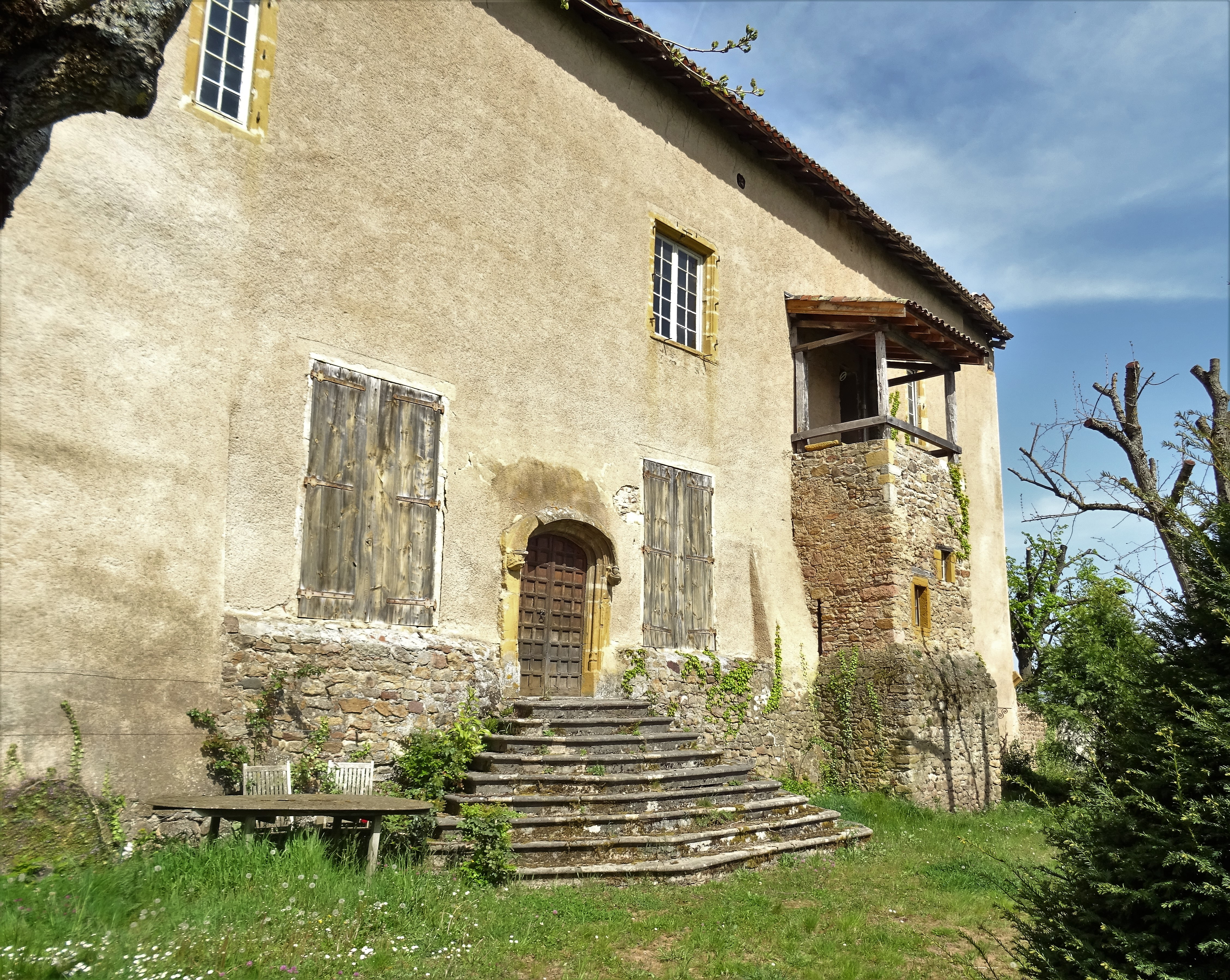
façade sud du château détail
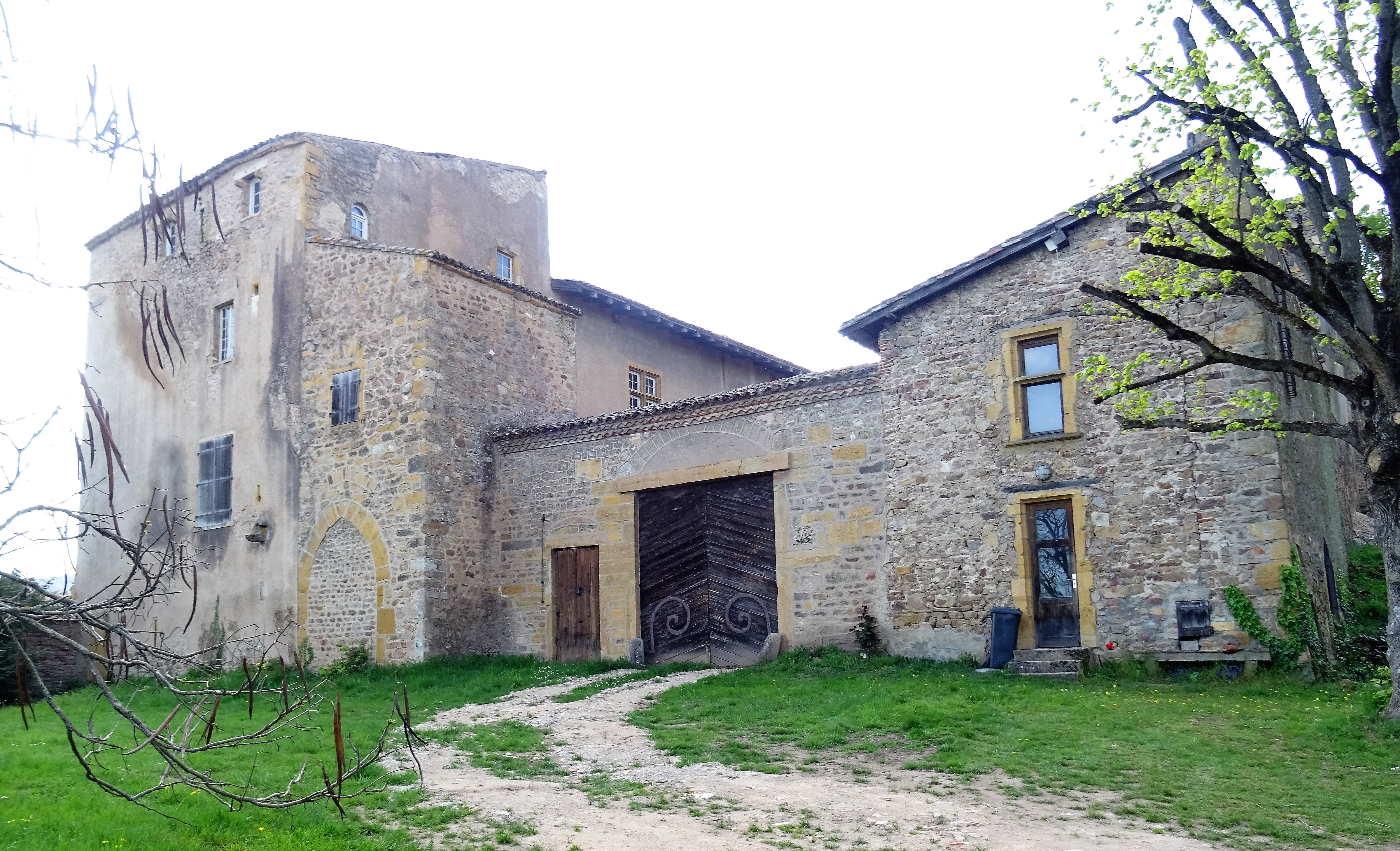
façade est du château
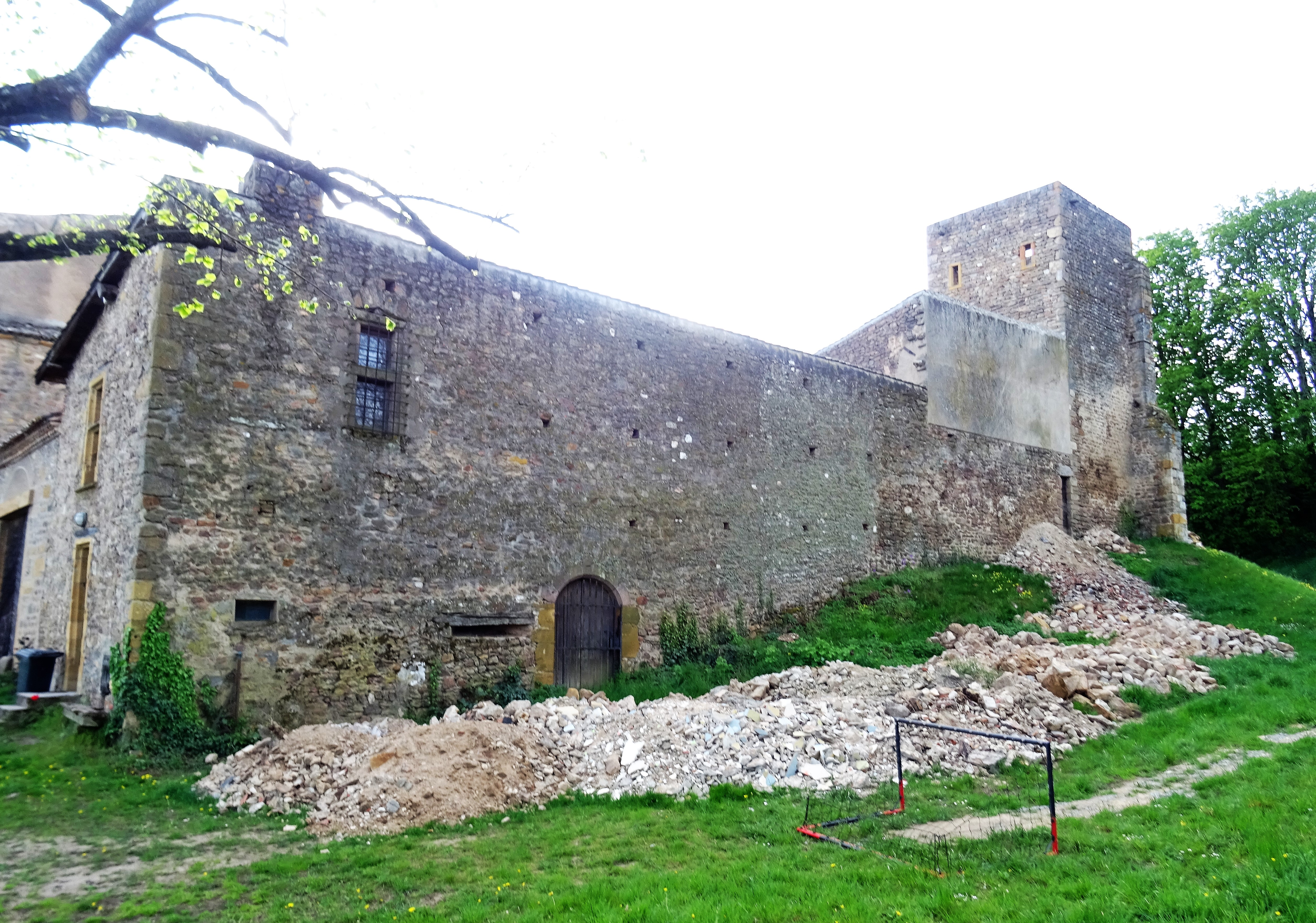
façade nord du château
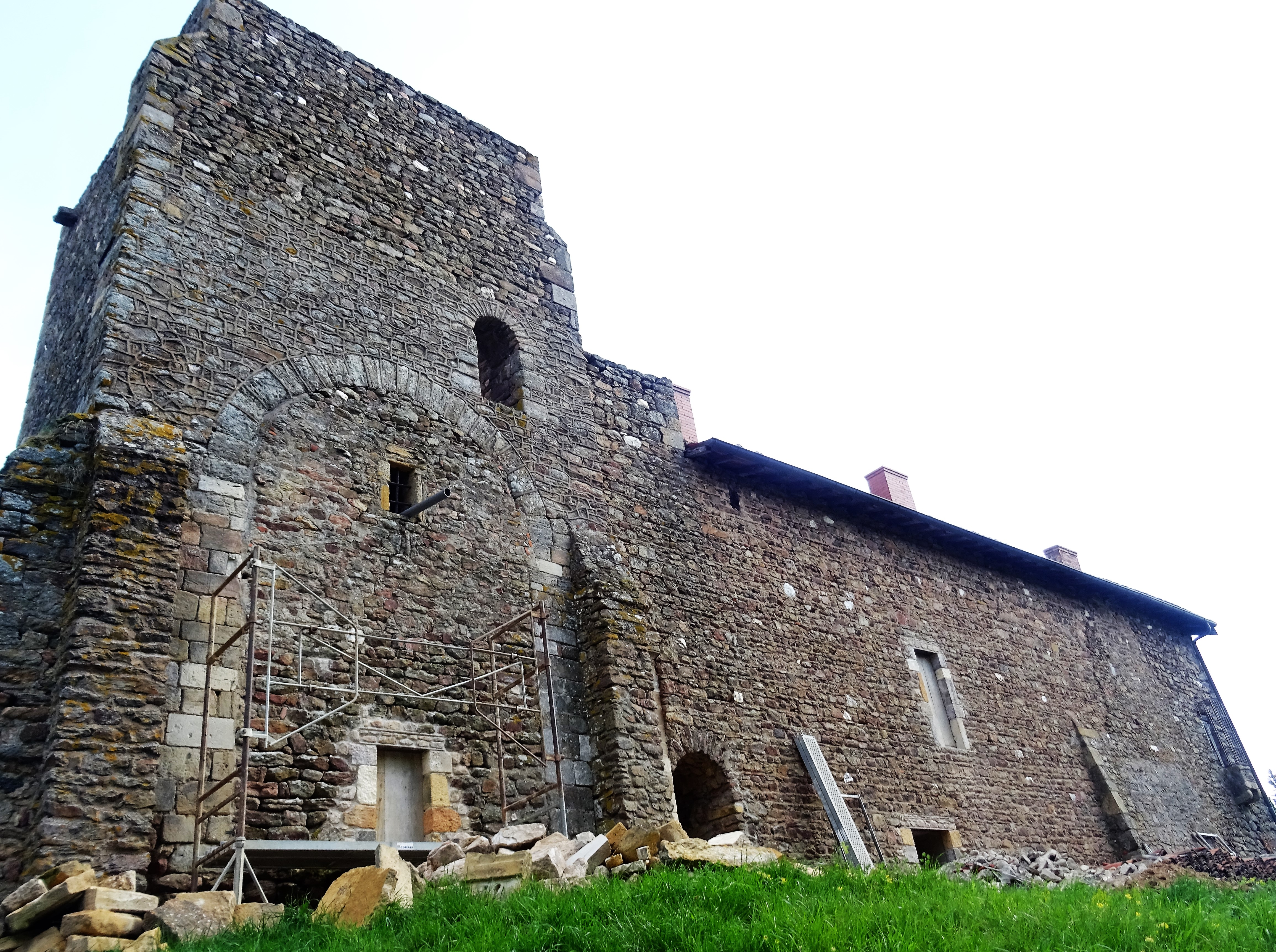
façad ouest du château
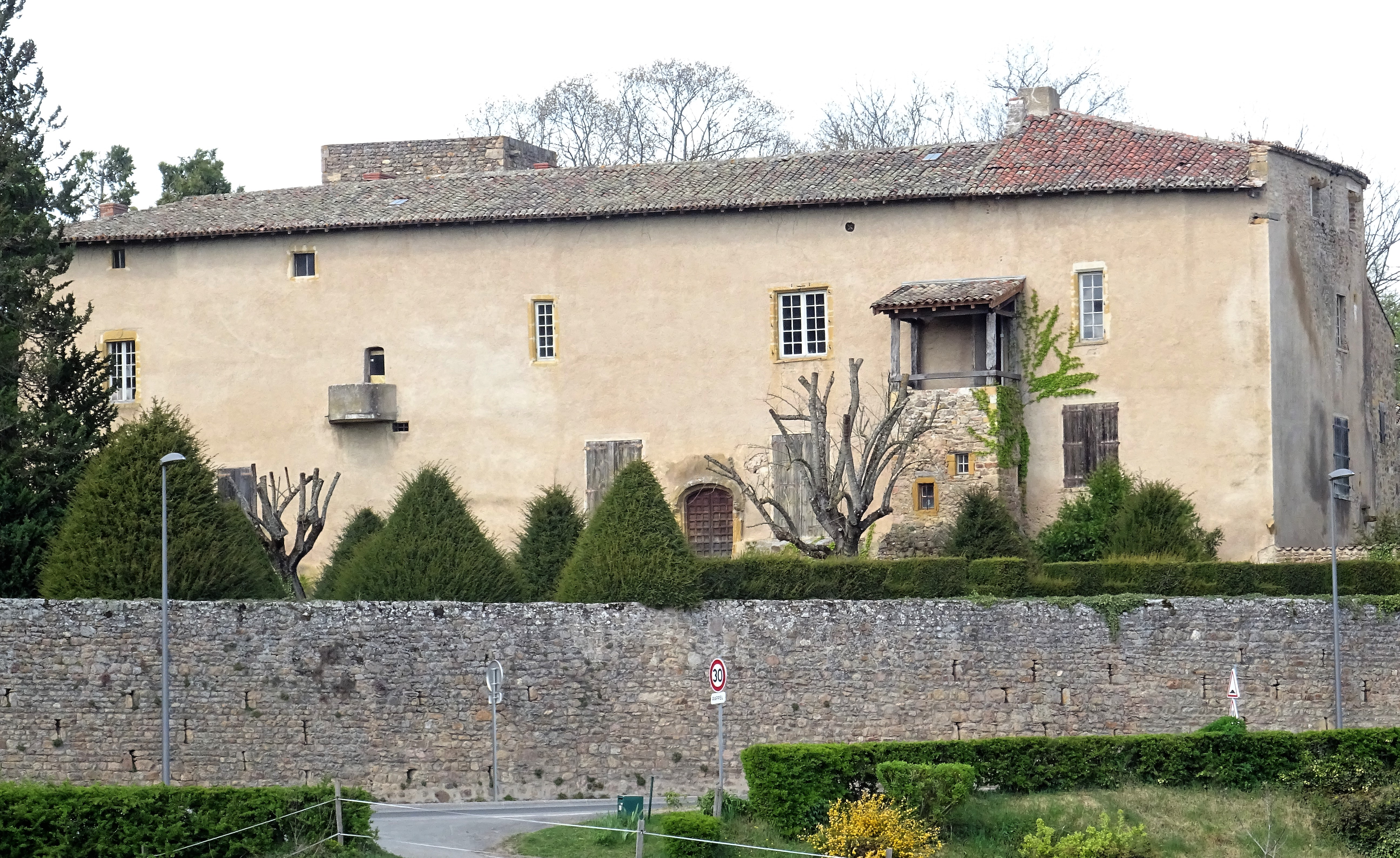
château dans son parc

On peut conclure qu’au début du XIXe siècle, Pollionnay mérite son titre de chef-lieu communal à la fois comme siège de la mairie et de l’église restaurée en 1829. Mais la grande particularité est que ce chef-lieu ne correspond à aucun bourg où serait aggloméré une partie de la population. « L’église avec son cimetière et sa cure est restée isolée au centre d’un no man’s land dû certainement au fait que les terres alentour étaient rattachées à la seigneurie laïque qui possédait le château. C’est seulement au cours de la seconde moitié du XIXe siècle que des maisons en ordre continu se sont construites en relayant quelques boutiques anciennes ».

### Patrimoine religieux

#### La chapelle de Larny
La chapelle de Larny, classiquement orientée vers l’est campe bien en évidence au-dessus de la route. Son modeste rectangle est étayé à l’angle sud-est et surtout sur le côté nord de puissants contreforts. Elle a perdu au-dessus de sa façade la baie qui abritait à l’origine un clocheton mais elle a depuis 1670 dans son angle nord-est son clocher trapu ajouré de quatre larges baies en plein cintre sous le toit à quatre pans couvert de tuiles rouges. Sa base abrite la sacristie. Une fois entré dans l’édifice par la porte en arc surbaissé on retrouve sans surprise la simplicité suggérée par l’extérieur : la nef unique à charpente apparente est séparée de l’abside à fond plat couverte d’une voûte en berceau par un arc triomphal surbaissé. Une tribune en bois est éclairée par le fenestron de la façade. Du mobilier on retiendra surtout la statue en pierre calcaire du XVe siècle représentant une vierge à l’enfant enveloppée d’un grand manteau passé sur sa tête et des pans duquel s’échappent des mèches de cheveu. Sur sa hanche l’enfant Jésus s’appuie sur sa poitrine en position oblique ; il tient dans sa main droite la tige d’une pomme. A divers détails comme la moue boudeuse de la vierge, les orteils apparents et les cheveux bouclés de l’enfant on discerne une influence de l’art bourguignon. Le Christ en bois polychrome daterait des XVIe – XVIIe siècle.

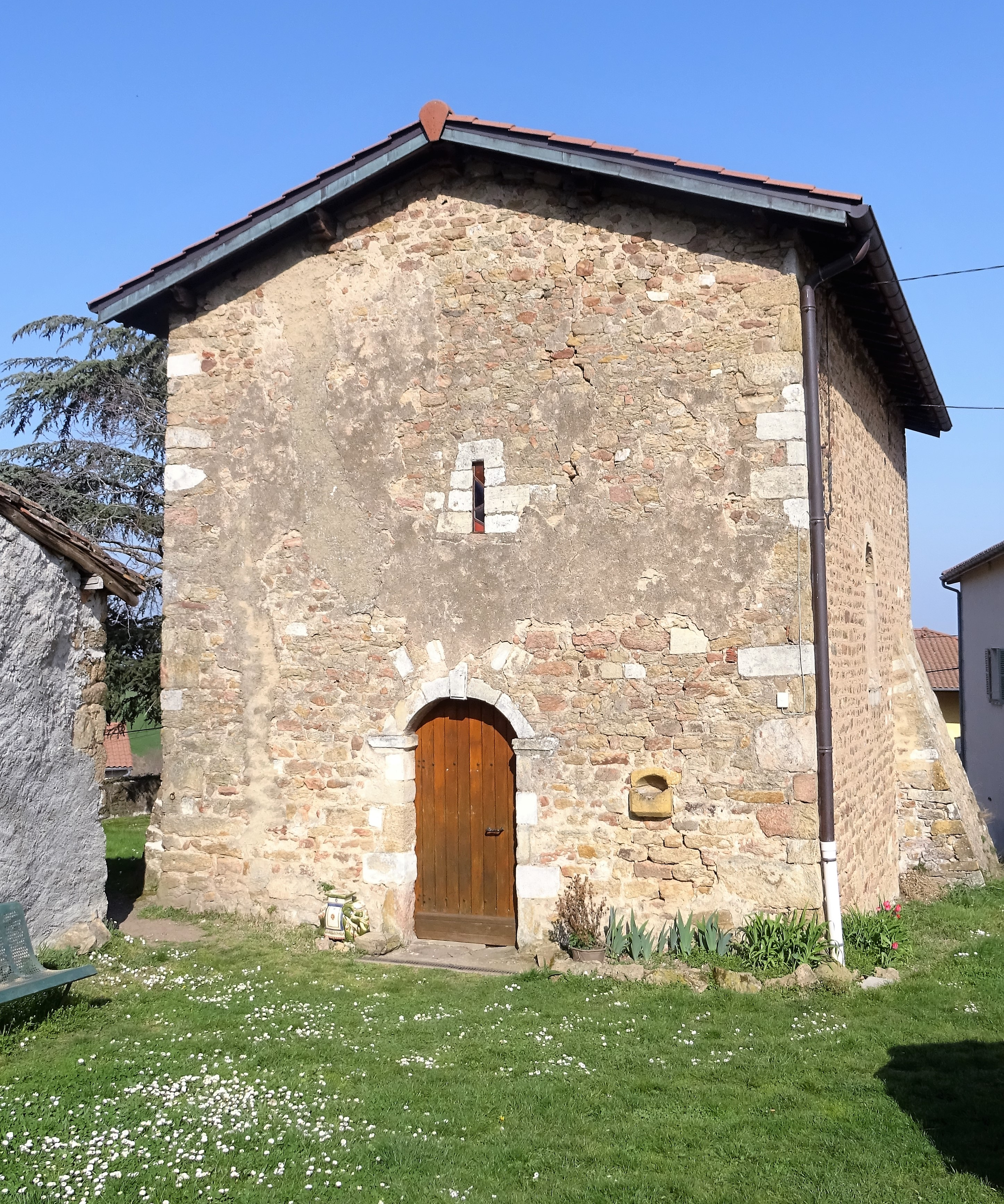
façade de la chapelle de Larny
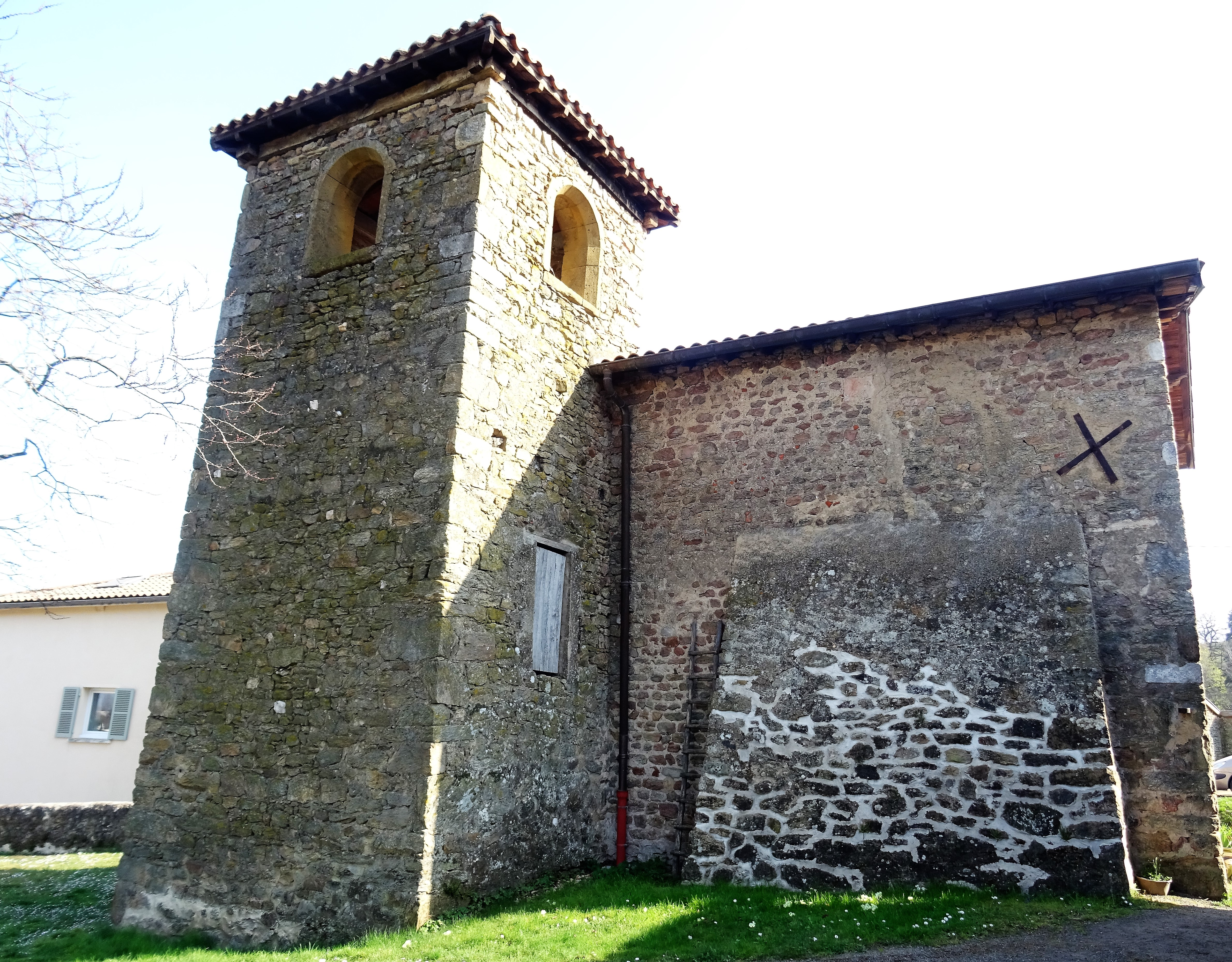
chapelle de Larny côté nord
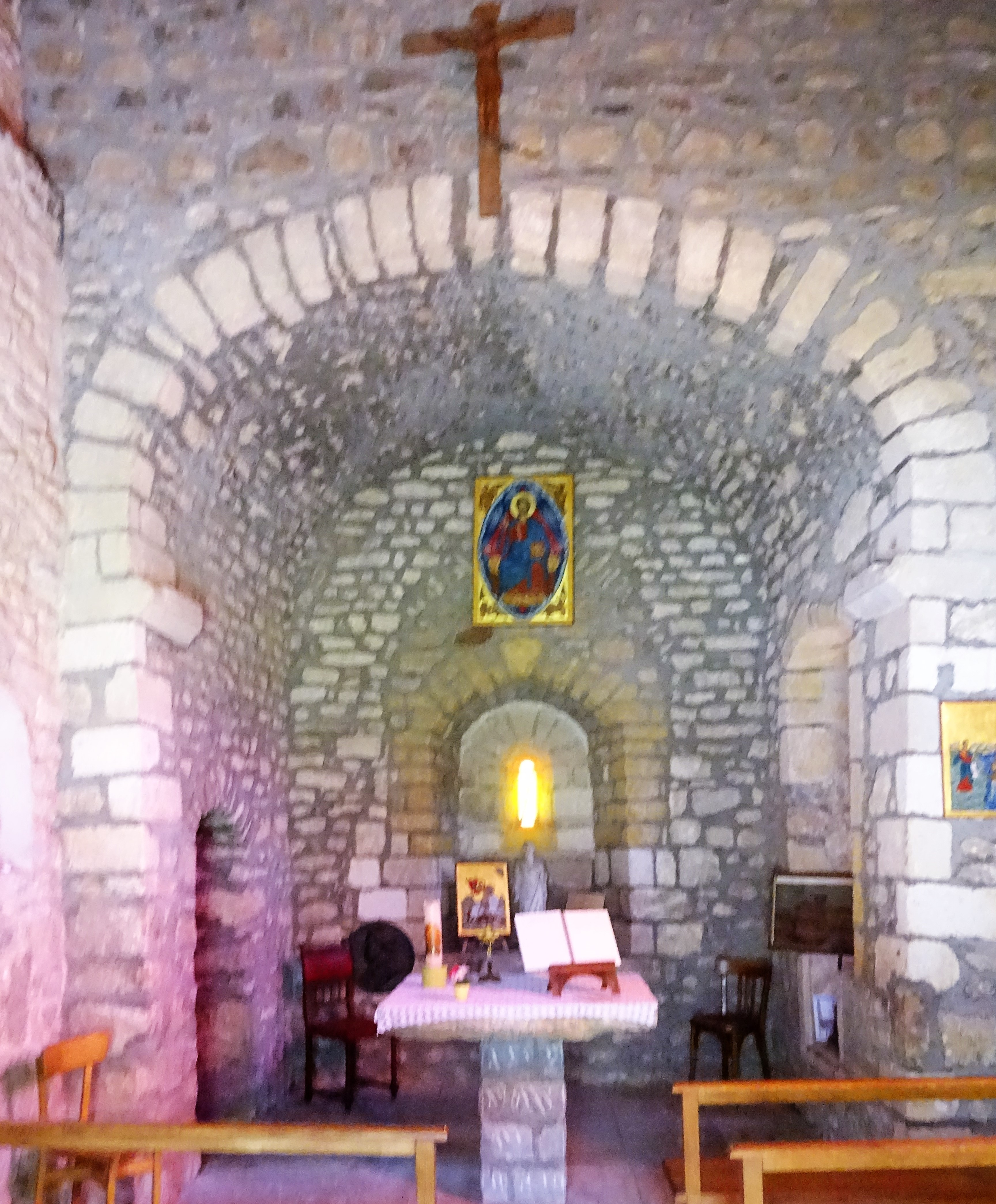
Intérieur de la chapelle de Larny
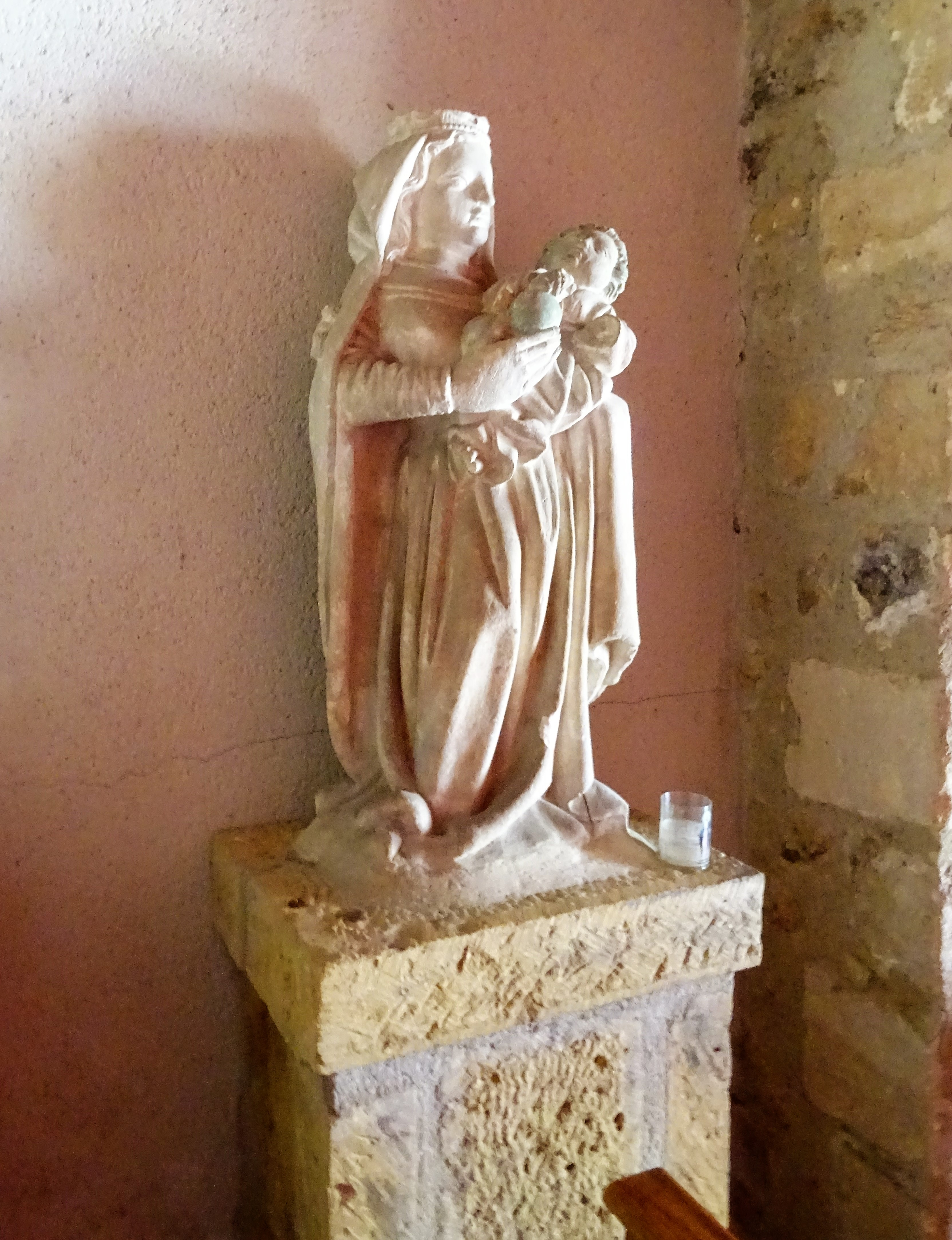
Larny vierge à l'enfant
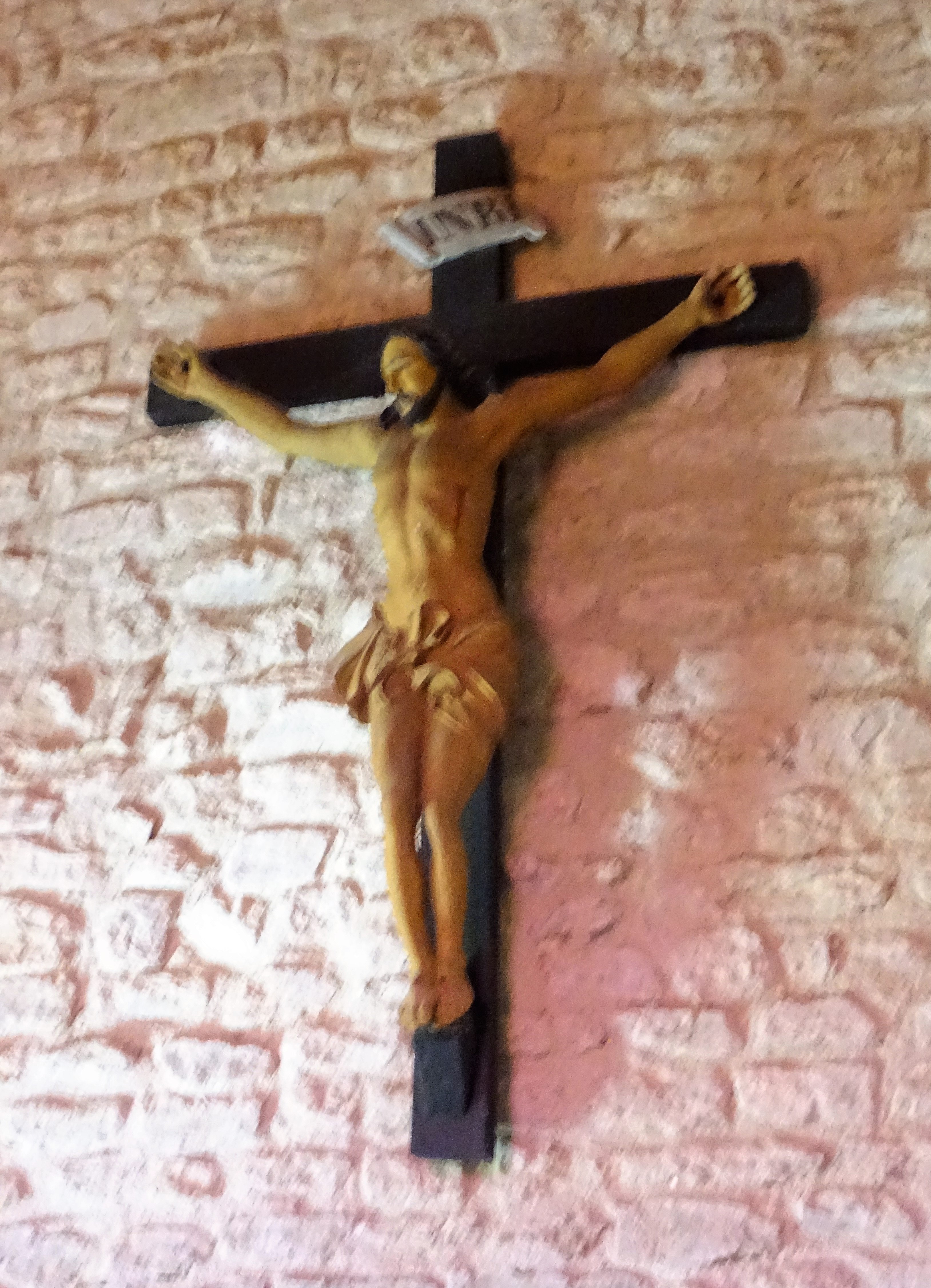
Larny Christ polychrome

Dans l’environnement immédiat de la chapelle, sur son flanc nord l’ancien cimetière rappelle le temps où elle avait rang d’église paroissiale. Transformé en espace vert, il n’a conservé qu’un petit nombre de croix en fer forgé et en fonte de la première moitié du XIXe siècle simplement fichées dans le sol gravillonné sans dalles ni inscriptions. Près de la façade, une haute croix (3,80 mètres) en pierre calcaire se dresse au-dessus d’un fût original octogonal en tronc de pyramide. En regagnant la route, on peut reconnaître dans l’élégante maison sur son côté nord quelques traits typiques de l’habitat rural : « Le logis est toujours en étage au-dessus d’une ou deux entrées de cave en plein cintre. L’accès se fait par les aîtres, ensemble composé d’un escalier parallèle à la façade, d’une galerie et d’une souillarde fermée de deux murets en retour d’équerre… Le tout est abrité par l’avancée du toit ». On admirera la sveltesse des colonnes.

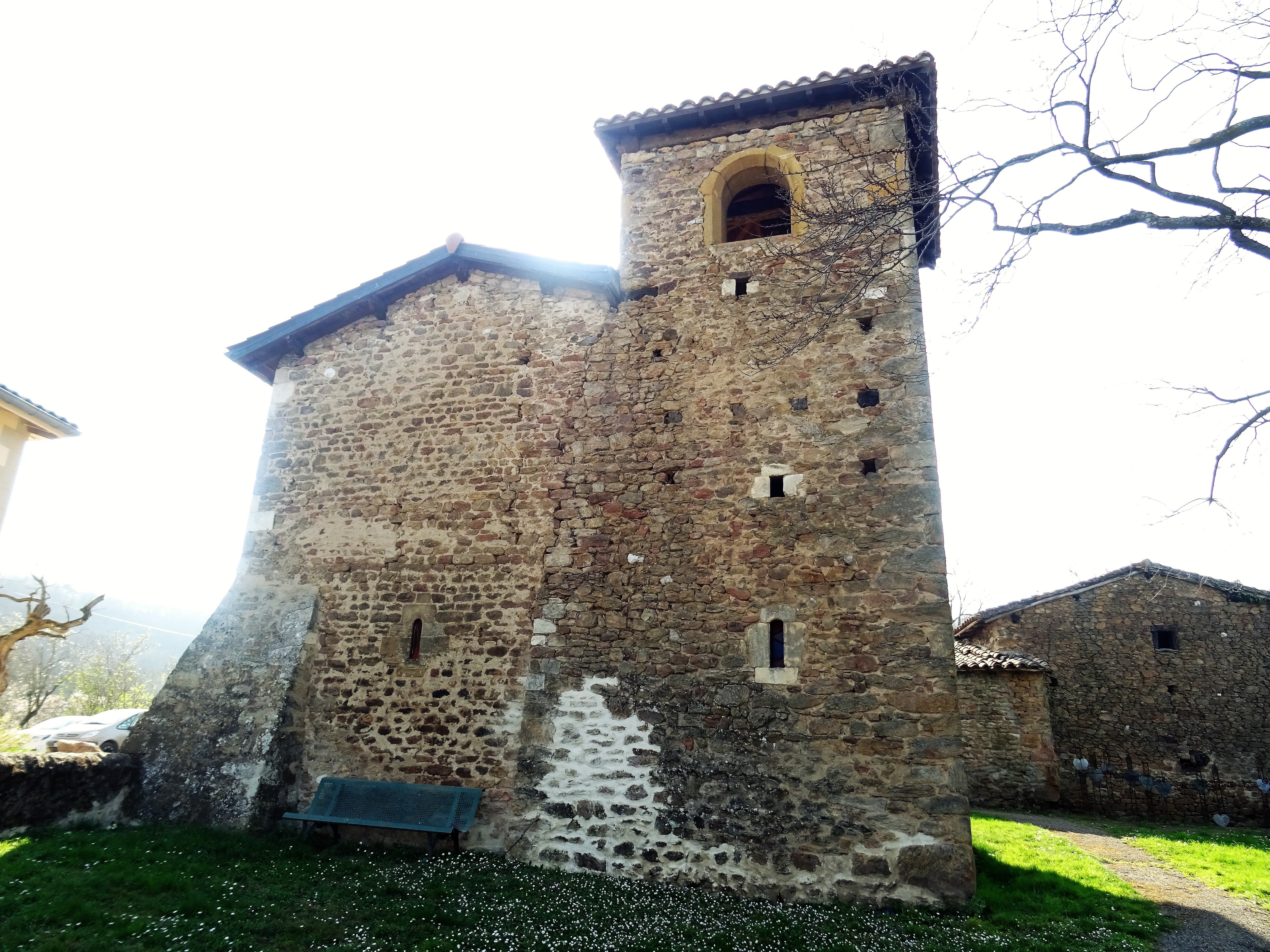
Larny côté est
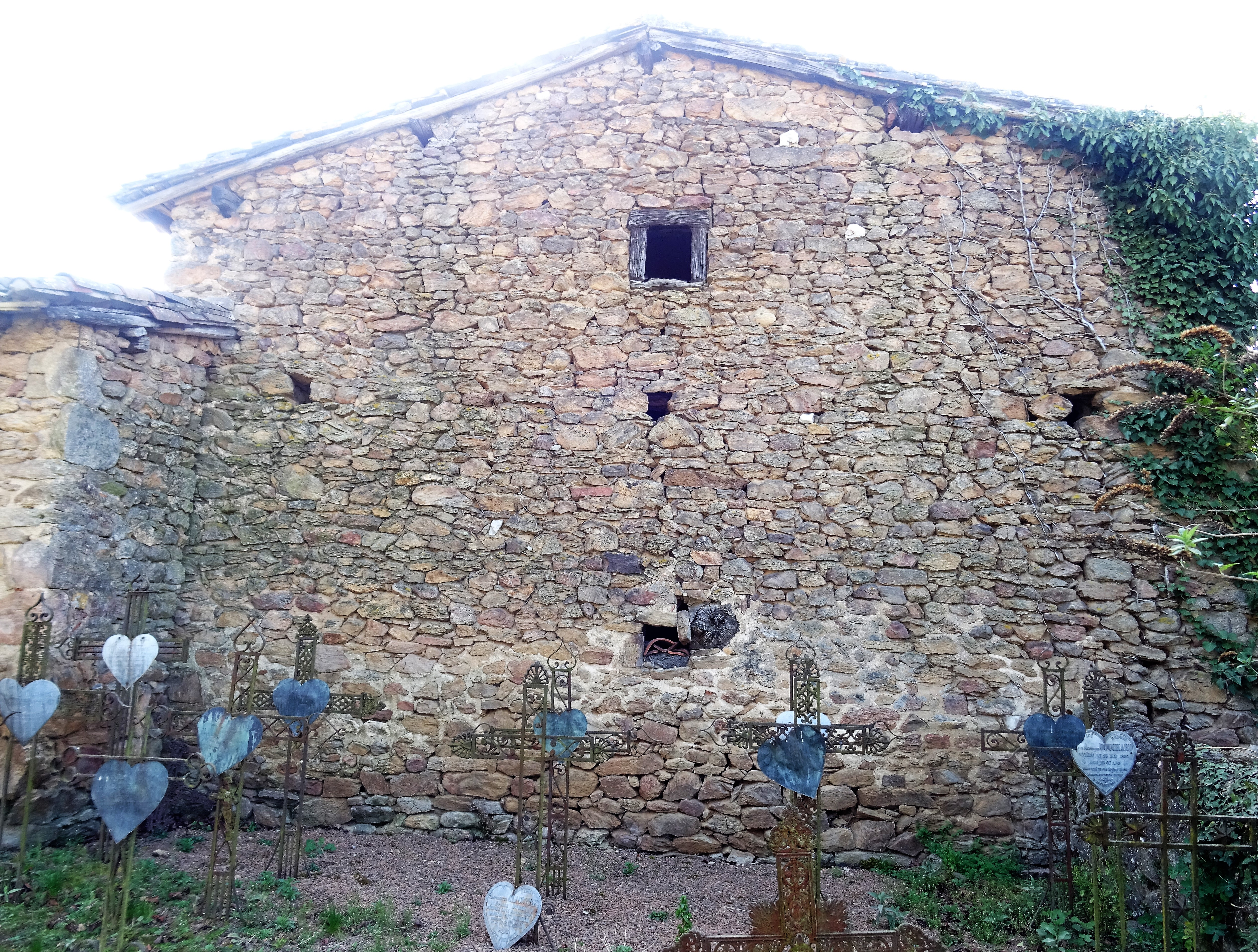
ancien cimetière de Larny
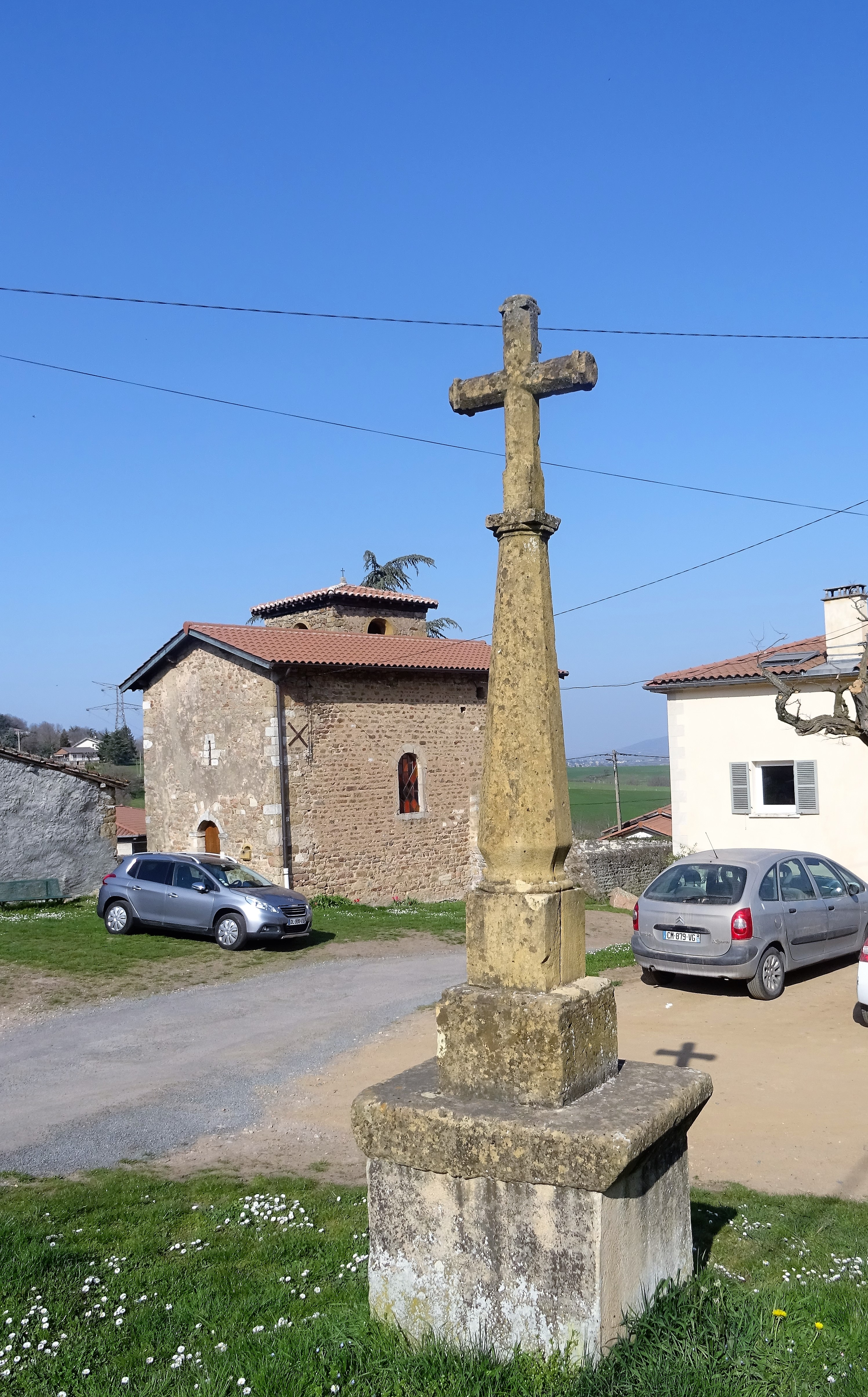
croix de Larny
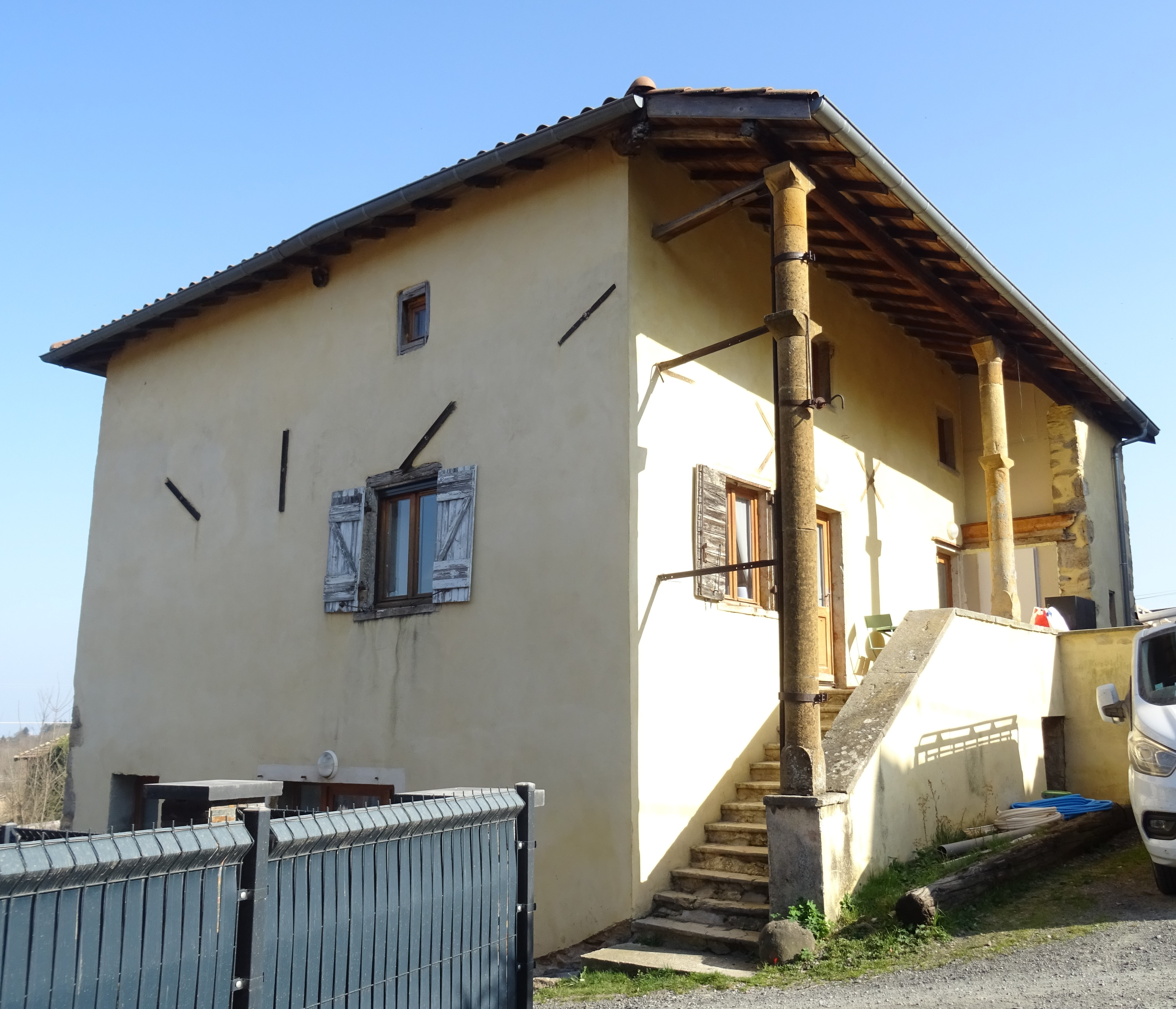

#### La chapelle de Lorette
Le nom de Lorette parle peu aux contemporains car cet ancien lieu de pèlerinage a été relégué à un rang secondaire au profit d’autres dont Lourdes est le plus célèbre. Cette localité italienne proche de la mer Adriatique était depuis la fin du XIIIe siècle et restera pendant plus de trois cent ans le lieu de grands rassemblements religieux autour de la Sainte Maison : selon la tradition, c’est là que des anges auraient transporté depuis Nazareth la modeste demeure dans laquelle le Christ aurait été conçu. Dans la seconde moitié du XVIe siècle, Etienne de Balarin s’y serait rendu afin de demander à la Vierge la guérison de sa fille malade. Son vœu ayant été exaucé, en exécution de ce testament son fils Yves fonde en 1592 la prébende attachée à la chapelle qui vient d’être construite. Une prébende est un revenu lié à l’exécution d’une charge. En l’occurrence, ce revenu consiste en divers biens fonciers dont une chènevière à la Quinsonnière. Le prébendier titulaire de cette charge a l’usufruit d’une maison dans laquelle il est tenu de résider. Les revenus de ces propriétés seront affectés à l’entretien de la chapelle. L’histoire de cet héritage se complique à la Révolution. Les biens liés à la prébende sont vendus comme biens nationaux. Mais la chapelle reste la propriété de la famille Loras alors détentrice de la seigneurie. Le petit terrain jouxtant l’édifice est donné à la commune par la dernière héritière des Loras et c’est là qu’en 1852 le conseil municipal décidera de transférer le cimetière depuis le voisinage de l’église Saint-Didier. Quant à la chapelle elle-même, le don n’ayant pas été suivi d’effet parce qu’il s’accompagnait de conditions jugées trop onéreuses pour son entretien, elle passera entre les mains de nombreuses personnes. Le dernier acquéreur la revendra à la paroisse en 1935. Les propriétaires successifs n’ont pas toujours été soucieux de son entretien. Elle menaçait ruine et la paroisse elle-même n’a trouvé qu’en 1964 les moyens de financement pour des travaux de rénovation terminés en 1970 et marqués par une imposante cérémonie officielle,
.Telle qu’elle se présente après rénovation, avec ses modestes dimensions, son plan rectangulaire, son abside à fond plat, son orientation à l’est,la chapelle de Lorette présente beaucoup de similitudes avec celle de Larny. Mais à la différence de celle-ci, la façade ouest a gardé son apparence un peu ancienne avec son oculus au-dessus de la porte et, couronnant le toit, un petit clocher-mur à une baie surmonté d’une croix en fer forgé.

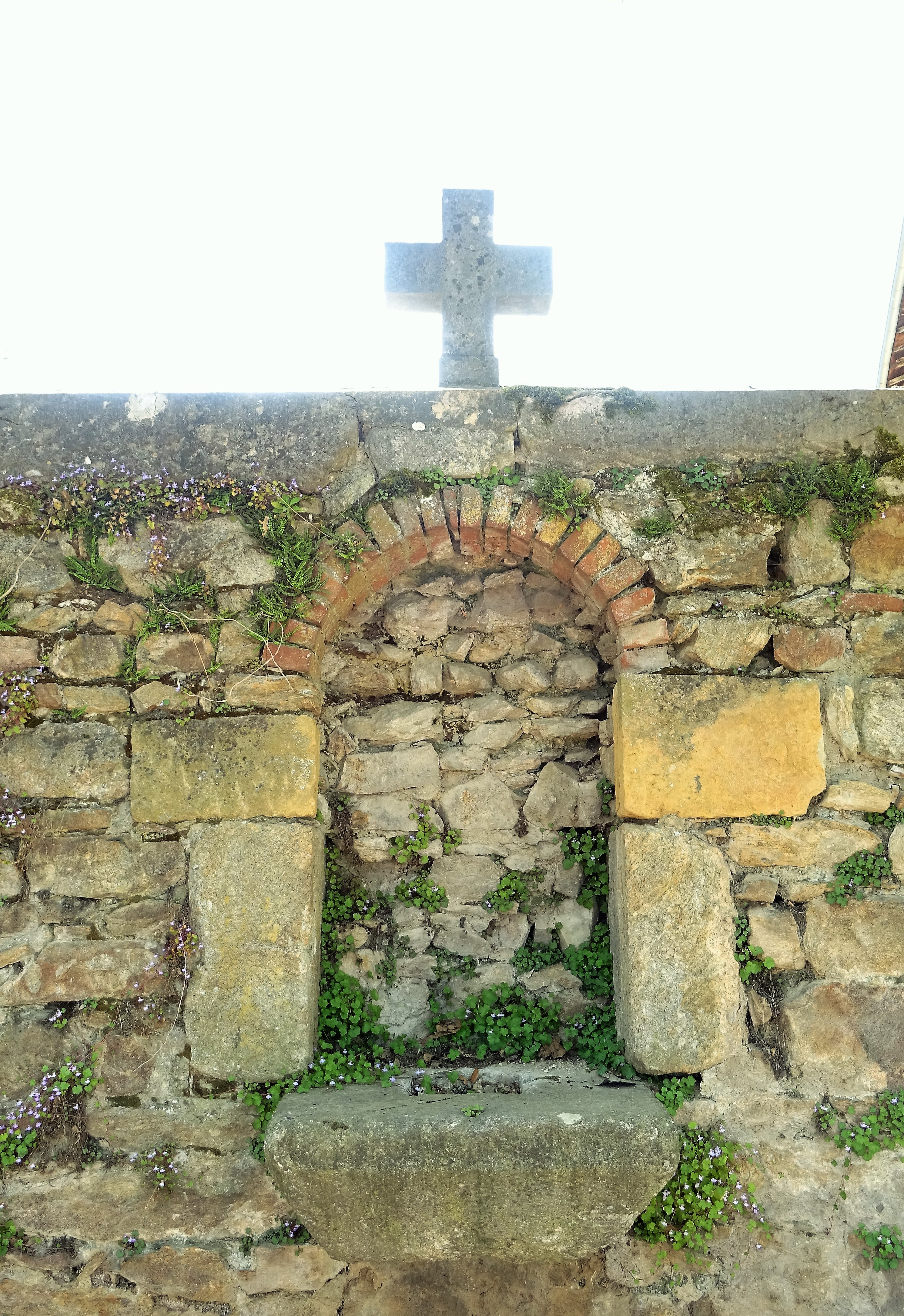
croix de l'ancien cimetière
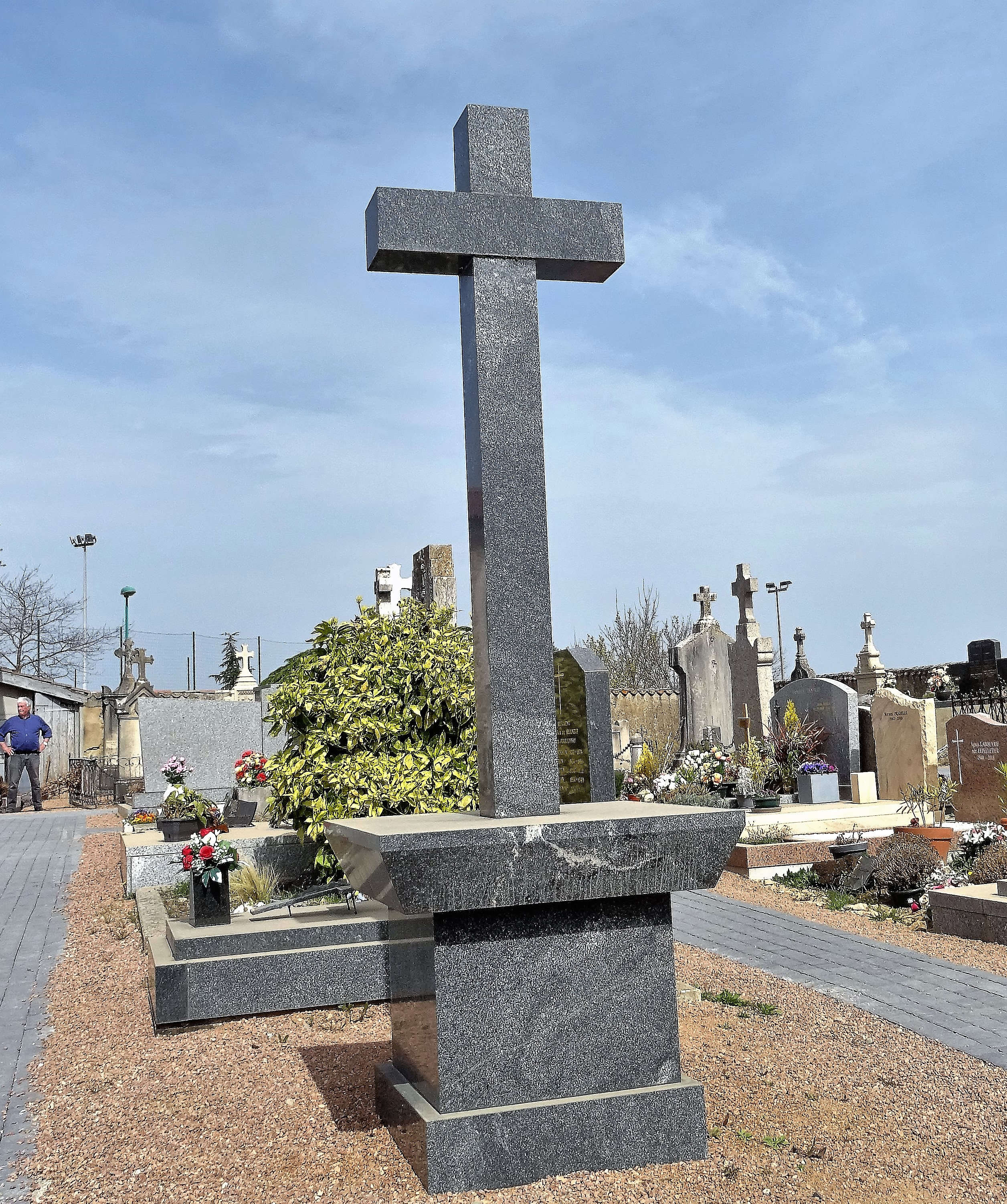
croix du cimetière de Pollionnay
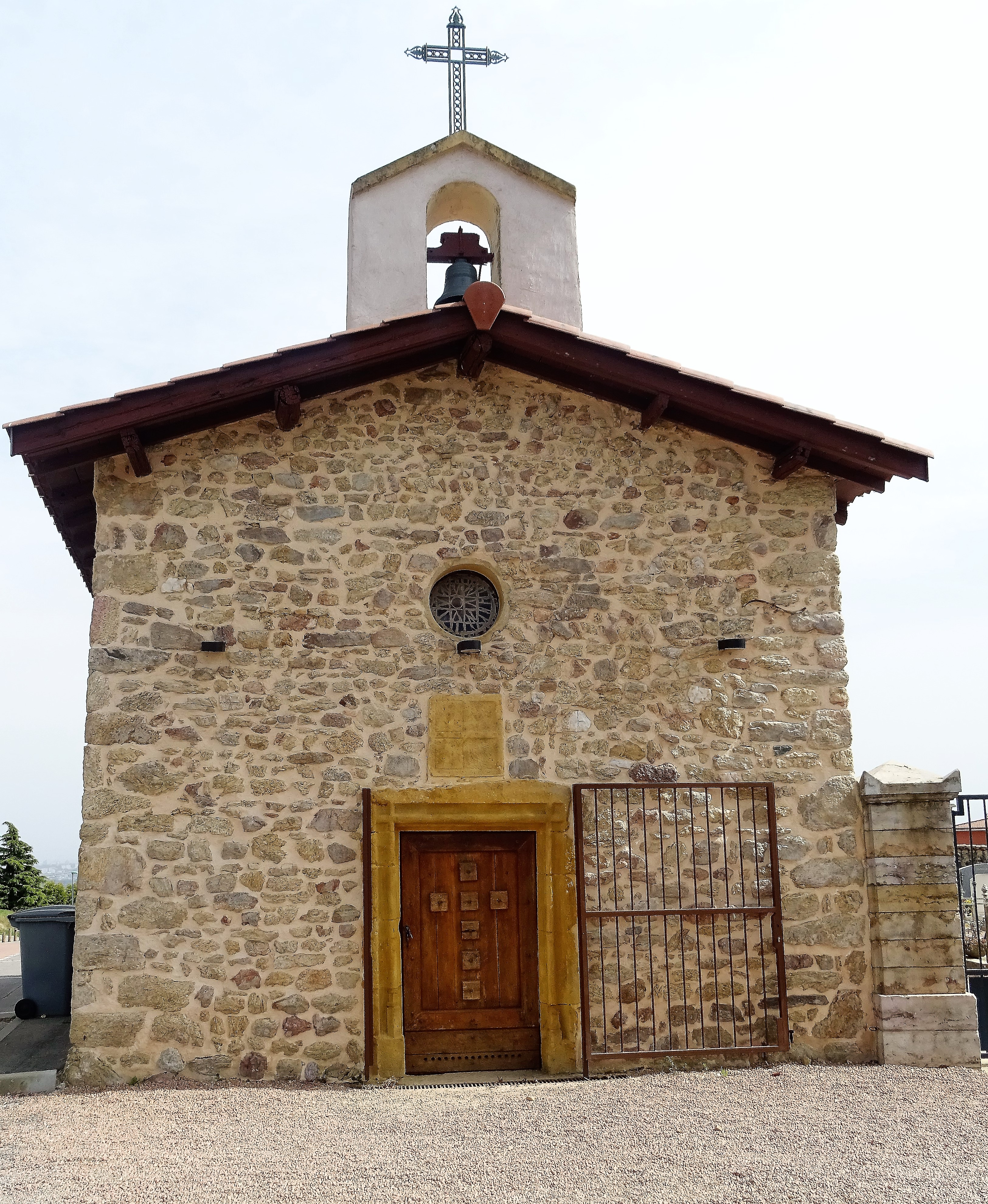
chapellede Lorette façade
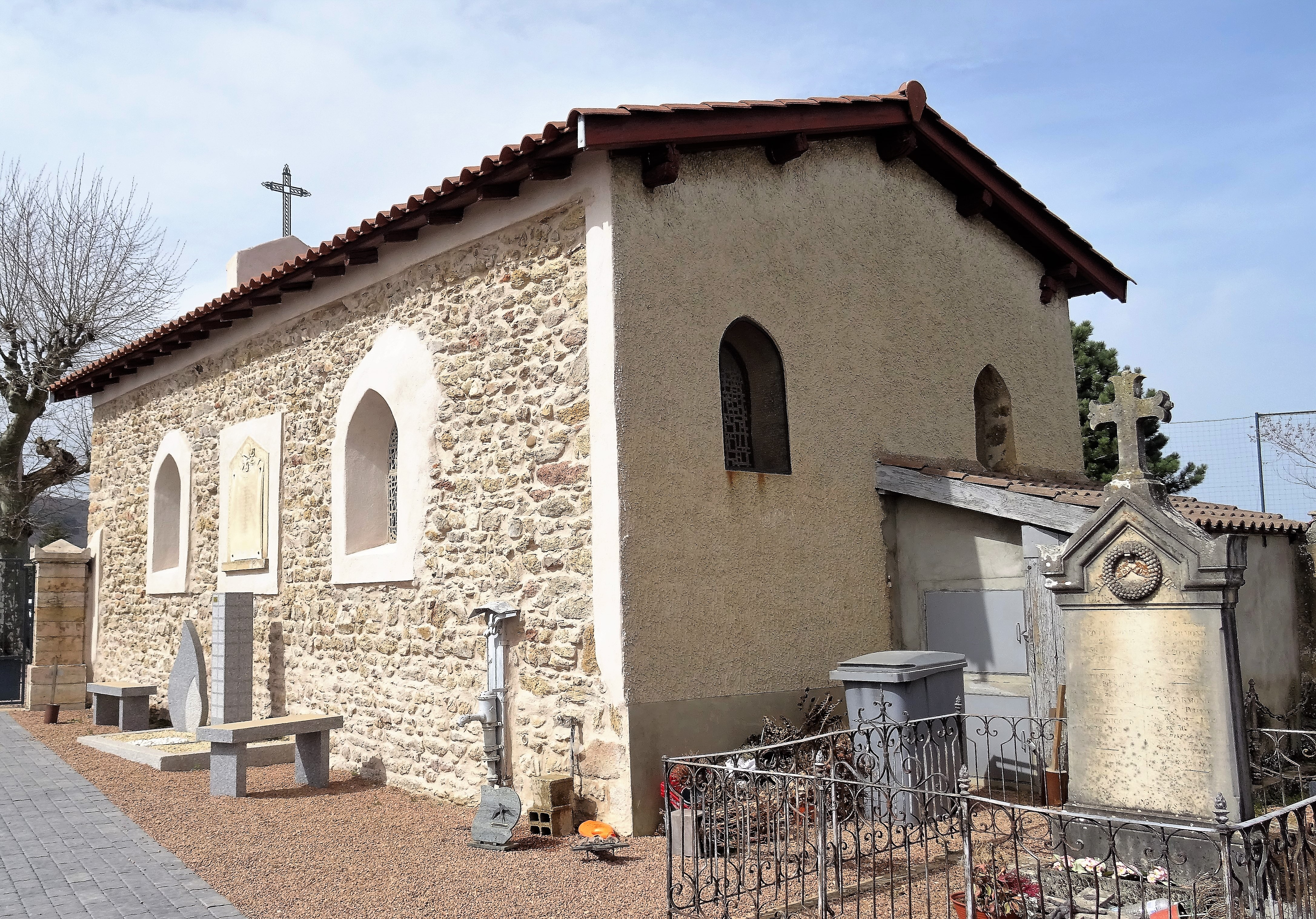
chapelle de Lorette de l'intérieur du cimetière

Une grande surprise attend le visiteur à l'intérieur de la chapelle. Tout le côté du mur nord, aveugle, est occupé par une peinture à l’huile de 6,30 mètres par 2,15 mètres. Elle est l’œuvre du peintre Maurice Petit résidant à Larny. Il s’agit d’une Cène en imitation du fameux tableau de Léonard de Vinci. Les treize figurants sont alignés derrière la table sainte garnie de ses pains ou en retour aux deux extrémités. Leurs poses assis ou debout, les couleurs vives de leurs vêtements, la gesticulation de leurs mains, leur physionomie marquée par l’âge et l’expression de leurs sentiments créent bien la sensation d’une conversation animée. Plusieurs personnes de la commune ont été portraiturées. C’est au fond de la chapelle qu’est installé l’élément du mobilier le plus vénérable par son âge. Ce retable polychrome, autrefois au-dessus d’un autel, a été monté sur deux piliers de calcaire. De part et d’autre du tabernacle central deux panneaux représentent à droite, la Vierge debout bras écartés devant l’enfant Jésus couché dans une corbeille à même le sol et saint Jean-Baptiste revêtu d’une peau de mouton. A gauche, saint Jean l’Evangéliste tient un calice ; derrière lui, saint Jacques s’appuie sur un bourdon dans lequel les Jacquaires verront une invitation à se mettre en chemin. A ses pieds est agenouillé le donateur dans lequel on pense reconnaître Jacques de Rébé, seigneur de Pollionnay de 1596 à 1608. Au-dessus du retable a été installée la statue haute de 0,95 mètre en plâtre polychrome d’une vierge à l’enfant offerte en 1876. Il y a bien un autel mais il n’en fait pas office et sert même de support à un crucifix. La table circulaire très épaisse est une meule de récupération provenant d’un moulin du Beaujolais ; elle aussi est montée sur un piétement tronconique. Les deux sont en calcaire blanc. D’aucuns voient dans leur assemblage les deux symboles du vin et du pain.

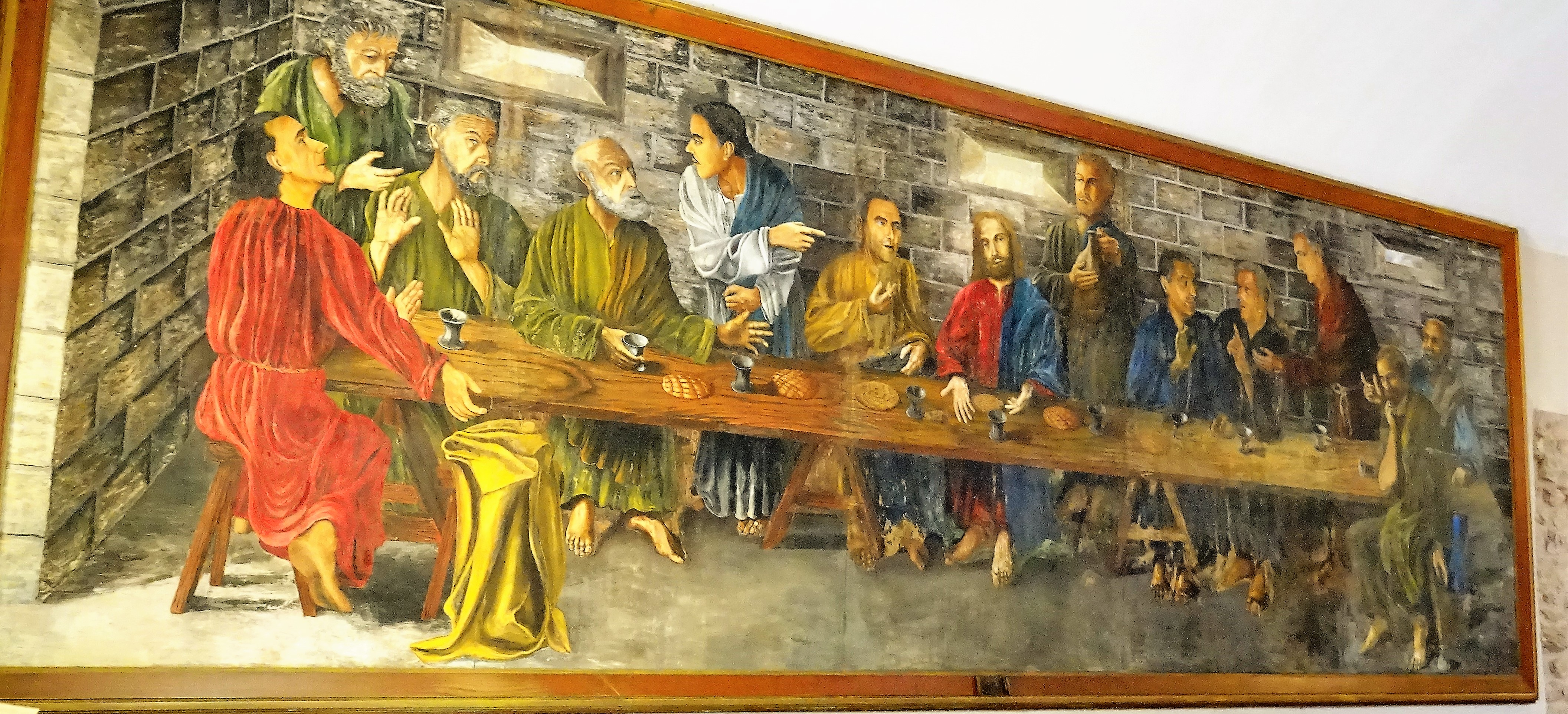
Tableau de la Cène
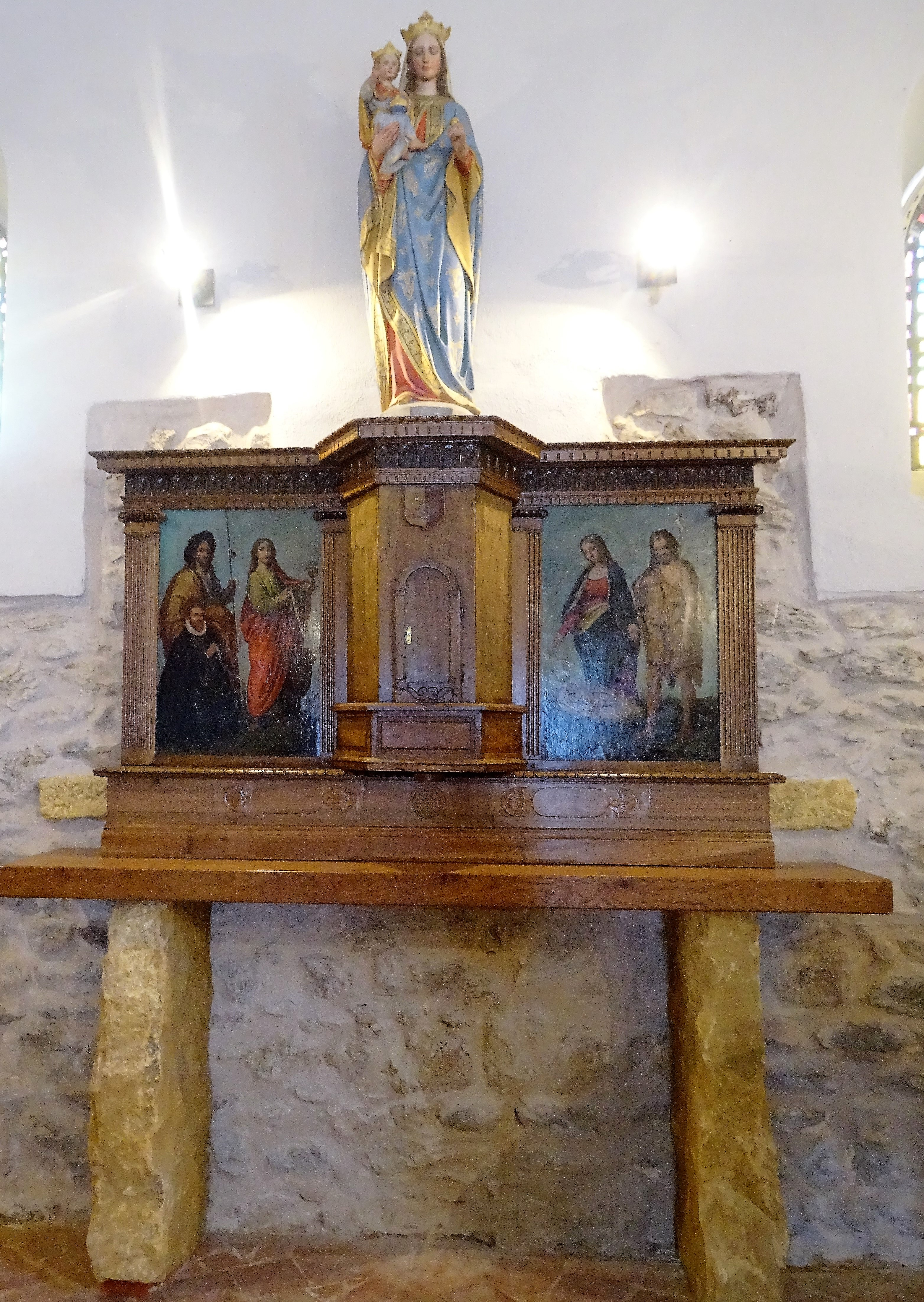
fond de l'abside
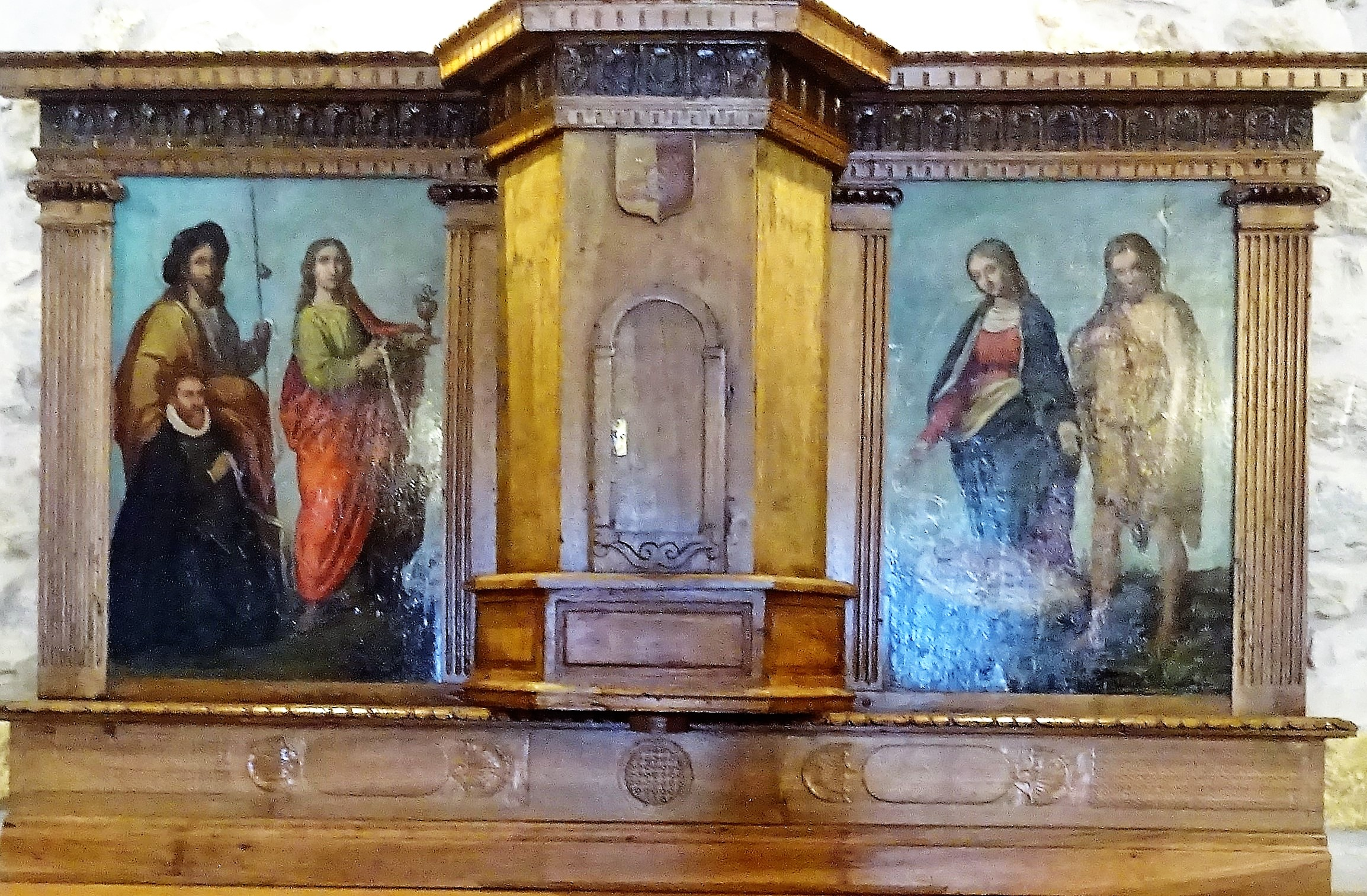
Tableau de la Cène
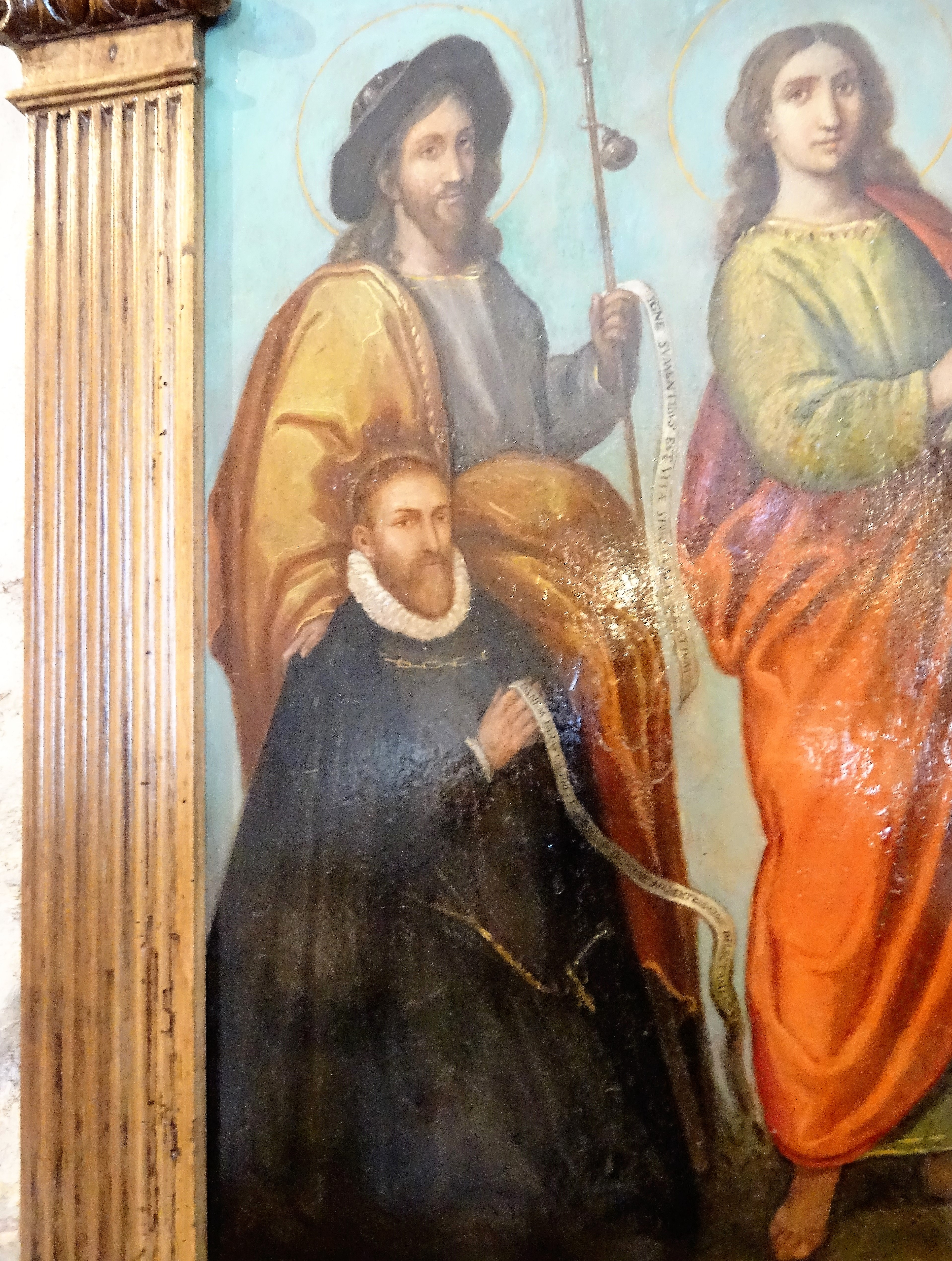
panneau gauche du retable
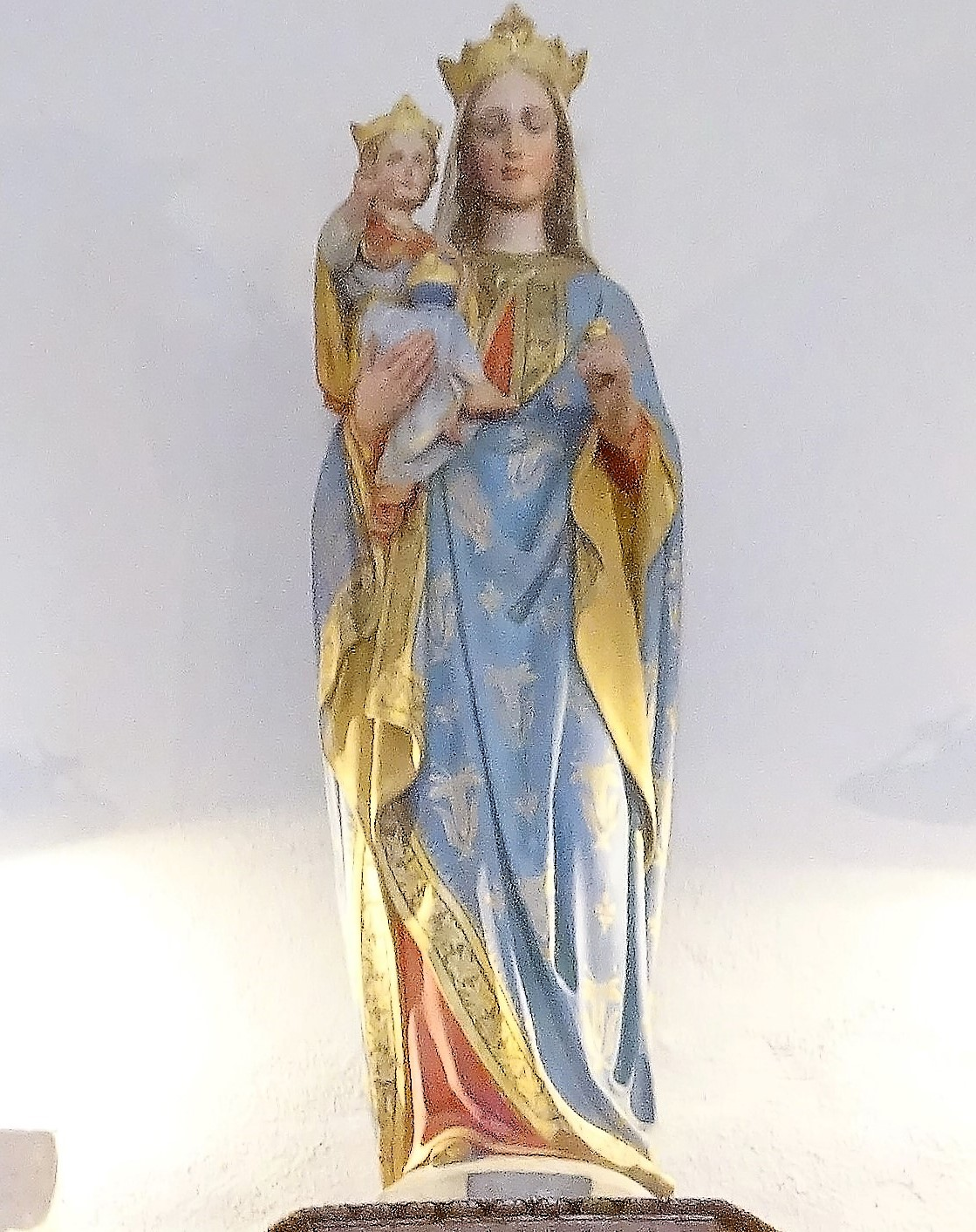
statue de la Vierge à l'enfant
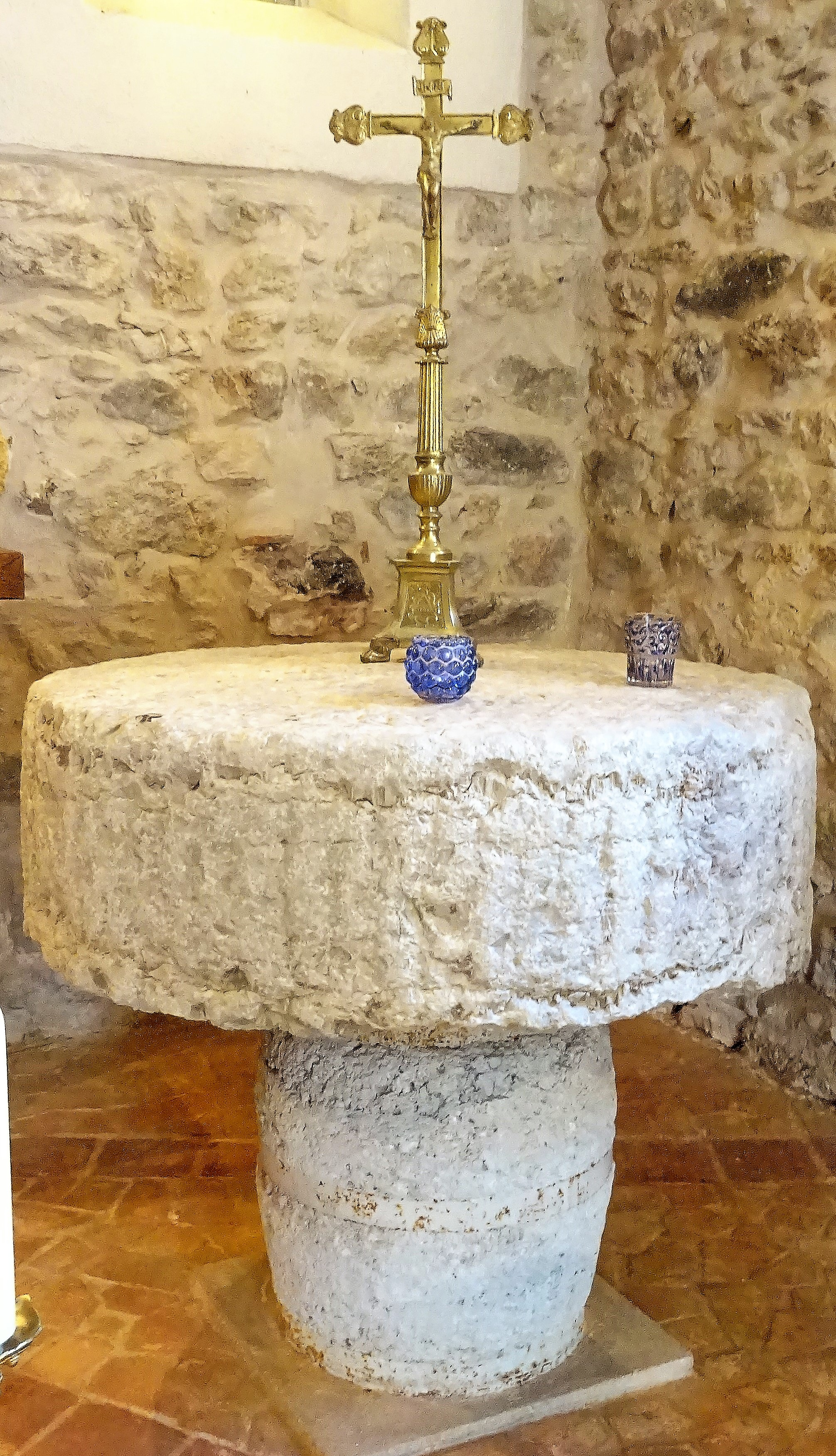
autel dans la chapelle de Lorette
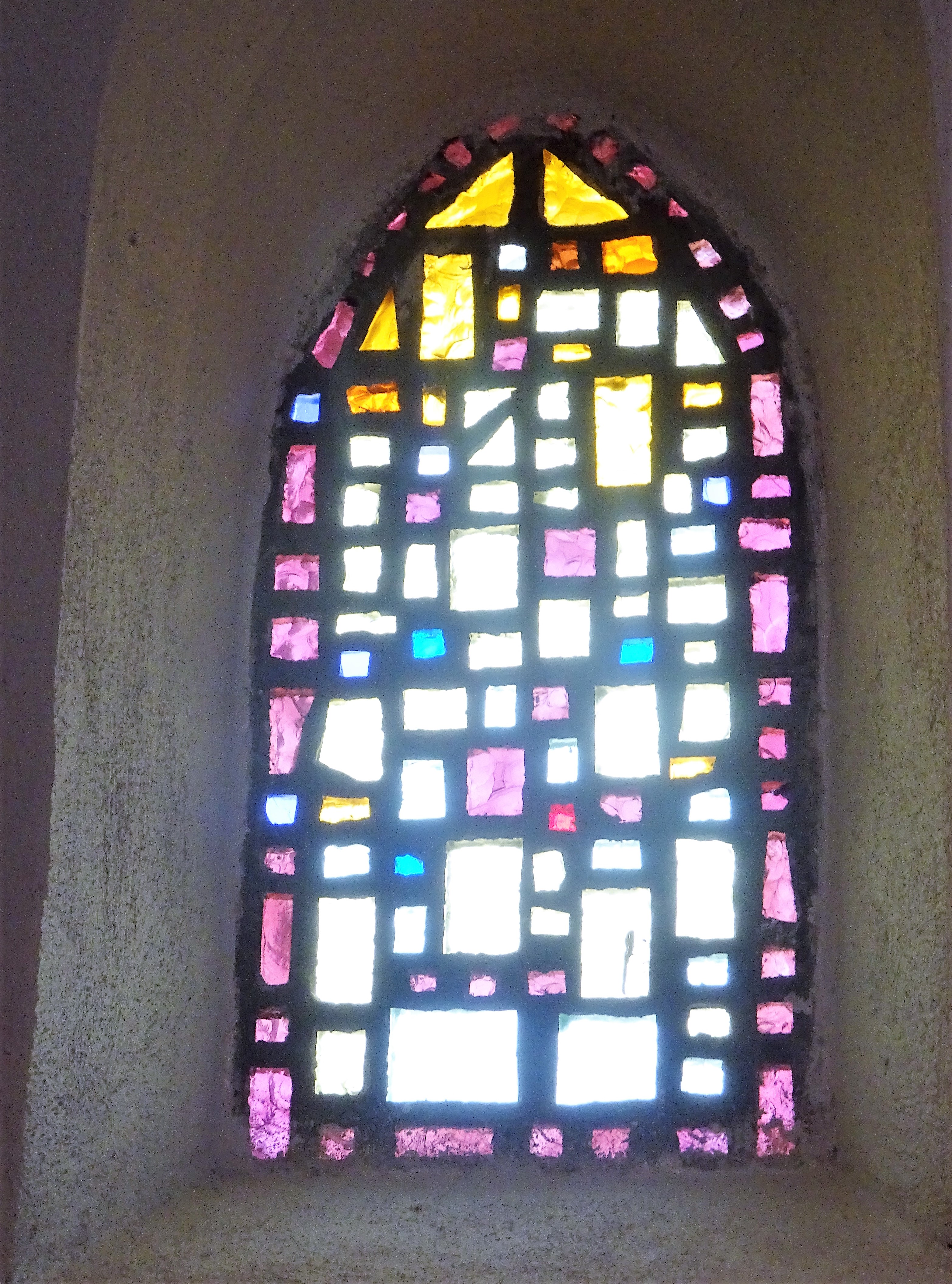
vitrail moderne

#### L’église  Saint Jean-Baptiste
Les seigneurs successifs de Pollionnay ne se contentaient pas de leur chapelle privée. Bien que laïcs, la responsabilité de la construction et l’entretien d’une église paroissiale leur incombaient. La plus ancienne menton de son existence date du XIIIe siècle. Ils y consacraient une partie du revenu de la dîme. Ce sont eux également qui nommaient le prêtre à la cure. Mais la question de la localisation de cette église est l’objet d’une polémique. Dans le pré-inventaire, en 2000 donc, elle se serait située dans l’angle nord-ouest du château. La tour principale ou donjon aurait été en réalité le clocher d’une église romane disparue et aurait été incluse dans la fortification édifiée par Renaud de Forez. Cinq ans plus tard, les auteurs de l’association de la Maison de la Rencontre affirment péremptoirement : « Pas de doute, au Xe [?] comme au XVIe une église s’élevait bel et bien à l’endroit précis de celle d’aujourd’hui ». Et ils pensent en apporter plusieurs preuves. Le bâtiment actuel résulterait donc d’une reconstruction in situ. Mais l’édifice étant devenu trop petit, en 1826, sous l’impulsion de son jeune curé l’abbé Demonceau, le maire décide avec l’accord du conseil de fabrique de l’agrandir. L’opération sera facilitée par le don opportun d’un espace de terrain situé juste à l’est en 1827. C’est à l’architecte père de Pierre Bossan, le constructeur de la basilique de Fourvière, que l’on a demandé d’établir le plan. Les travaux ont été terminés en1829. Elle sera agrandie en 1862 toujours à l’initiative du curé Demonceau. Celui-ci s’est éteint en 1874 à l’âge de 84 ans après 54 ans au service de ses paroissiens. Les contemporains se font encore aujourd’hui un devoir de reconnaissance pour ce prêtre infatigable et généreux : « Sans se laisser emporter par la fièvre diocésaine de son temps qui était trop souvent de tour raser pour reconstruire il a su agrandir l’édifice sans détruire l’essentiel architectural apporté par les générations précédentes »,.
Le style néo-classique est original par rapport à celui des nombreuses églises néo-romanes de l’époque ; originale aussi l’orientation vers l’ouest. Le choix du plan basilical exclut la présence d’un transept. L’ensemble est ainsi longuement étiré d’est en ouest : nef de quatre travées flanquée de deux bas-côtés, abside précédée d’un chœur très allongé et suivie de l’ancienne sacristie calibrée à la même largeur que le clocher. On accède à l’intérieur par un imposant perron datant de 1840. Mais son nombre de marches a dû être augmenté en 1862 lorsque a été décidé l’agrandissement de l’édifice de sorte qu’il vient presque buter sur le tilleul de la place. Cet arbre de la liberté avait été planté à la Révolution et à l’époque il servait de panneau d’affichage des informations communales et des publications de mariage. Il atteint aujourd’hui le diamètre respectable de 3,5 mètres. La façade construite en pierre calcaire de Dardilly présente trois travées qui reflètent la disposition intérieure, la travée centrale, plus large, étant couverte d’un fronton triangulaire surmonté d’une croix. La porte d’entrée en plein cintre est soulignée d’un entablement : au-dessus un grand oculus éclaire la nef.A l’intérieur nous découvrons la nef centrale voûtée d’arête comme les deux nefs latérales qui prennent appui sur des colonnes et des pilastres. (83). L’abside à trois pans est voûtée d’ogives bombées à huit quartiers rayonnants retombant sur des culots. Le clocher est éclairé sur chacune de ses faces de baies jumelées en plein cintre fermées d’abat-sons au-dessous desquelles sont placés quatre cadrans d’horloge ; du toit à quatre pentes peu inclinées s’élève une petite flèche à quatre pans couverte de tuiles écaillées vernissées d’où émerge une grande croix en fer forgé. La porte d’entrée, côté sud, a deux vantaux en planches cloutées sous un arc brisé mouluré.

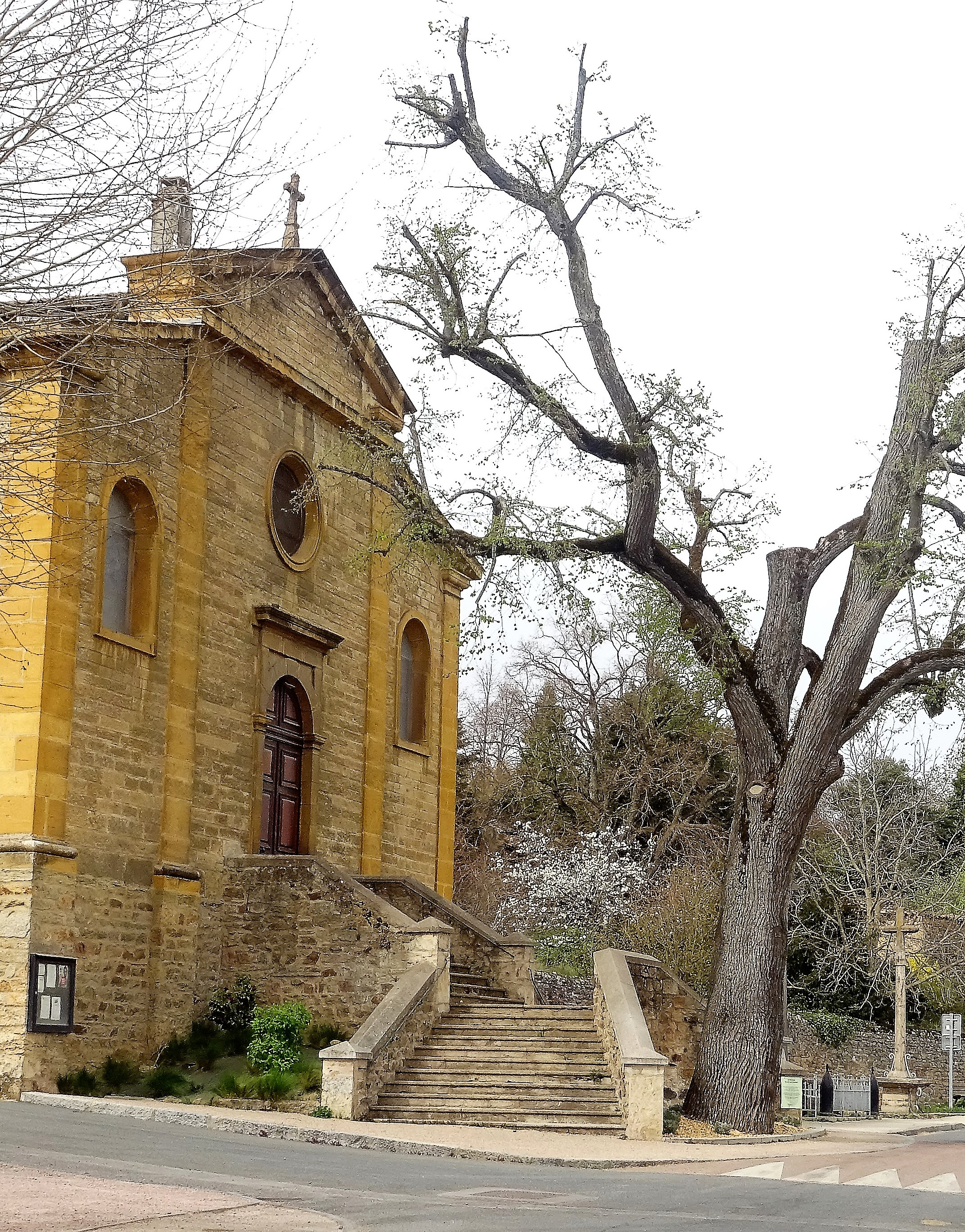
façade de Saint Didier et tilleul
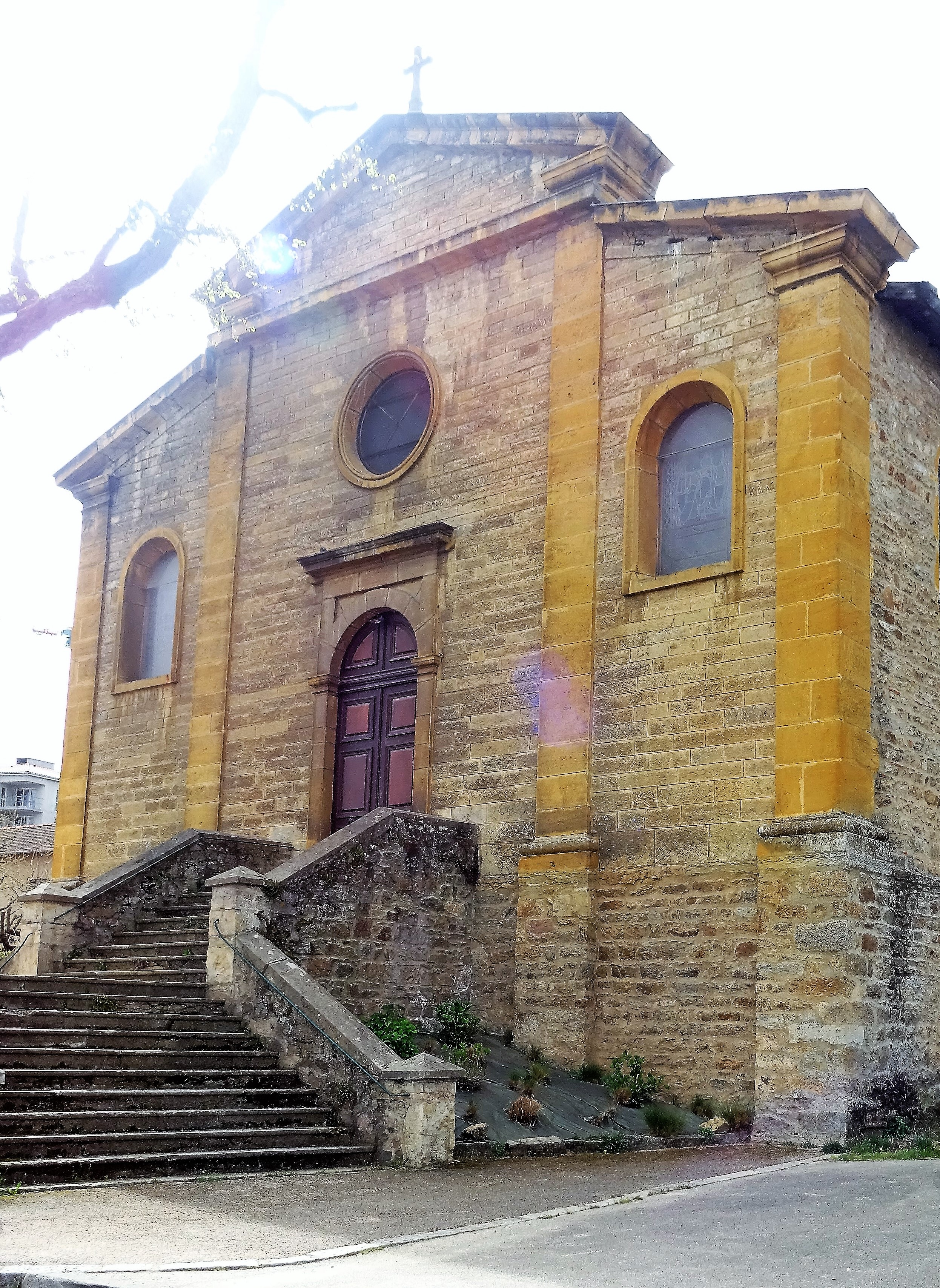
façade de Saint Didier
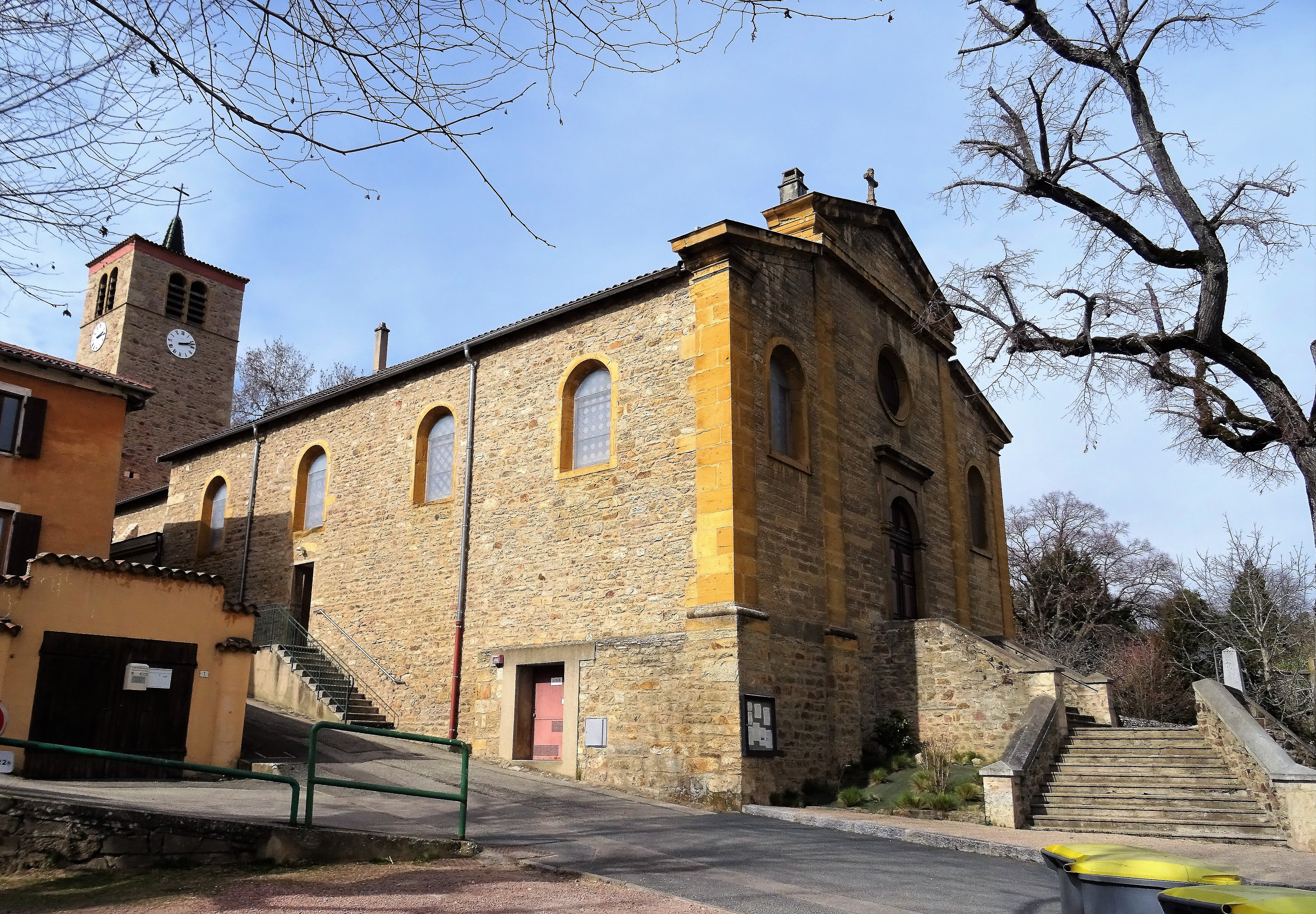
Saint Didier côté sud
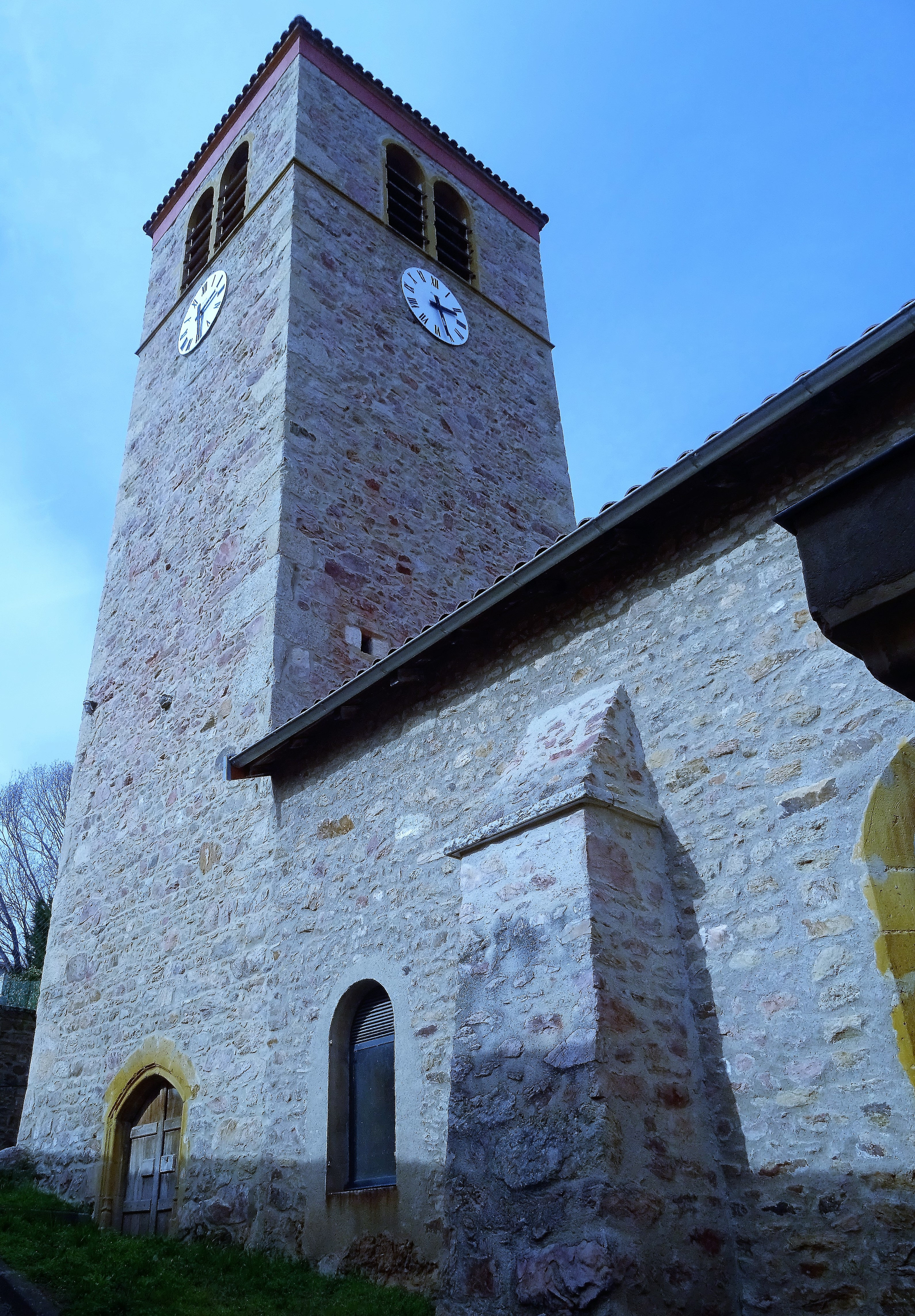
abside et clocher
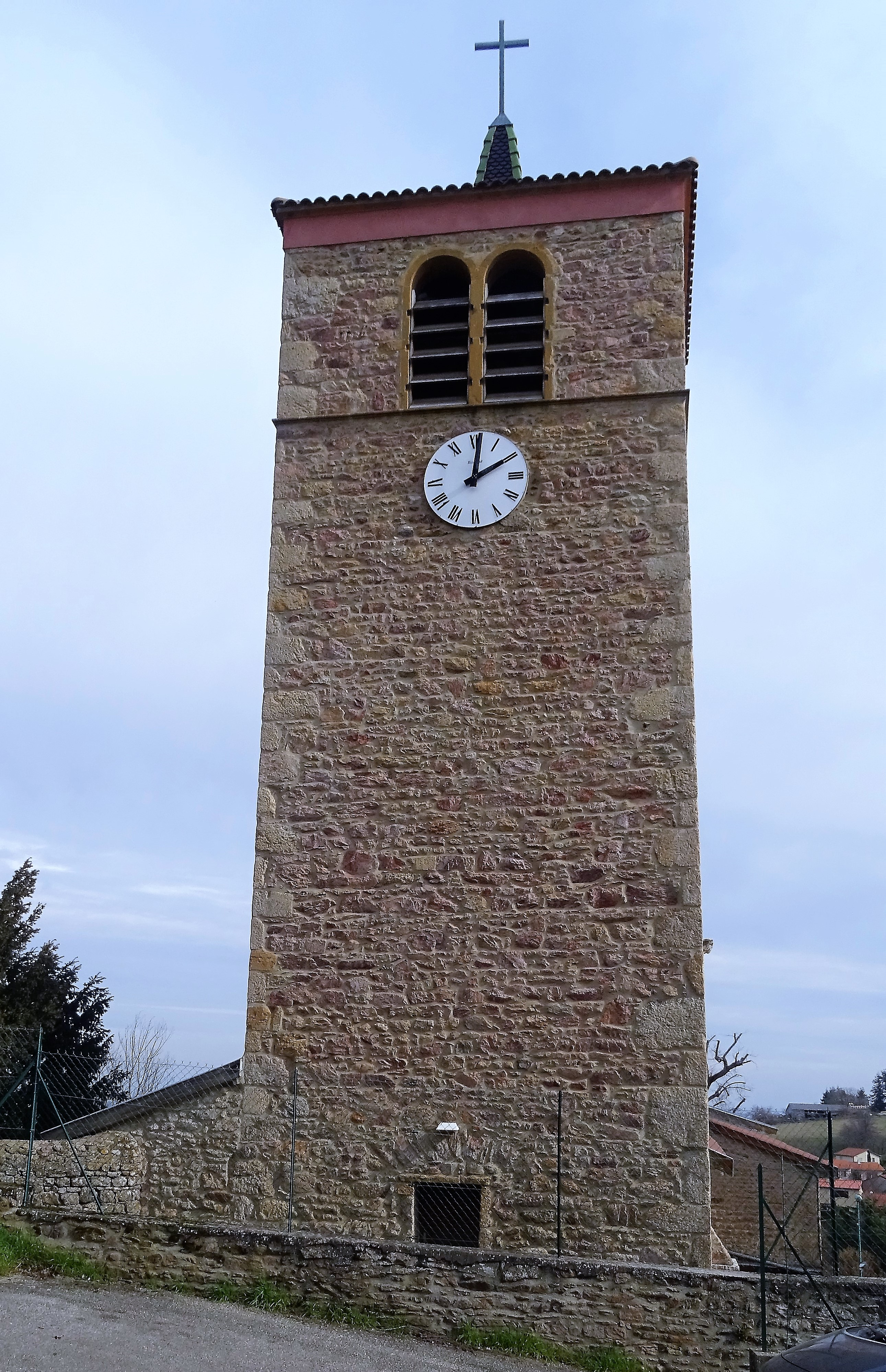
clocher de Saint Didier
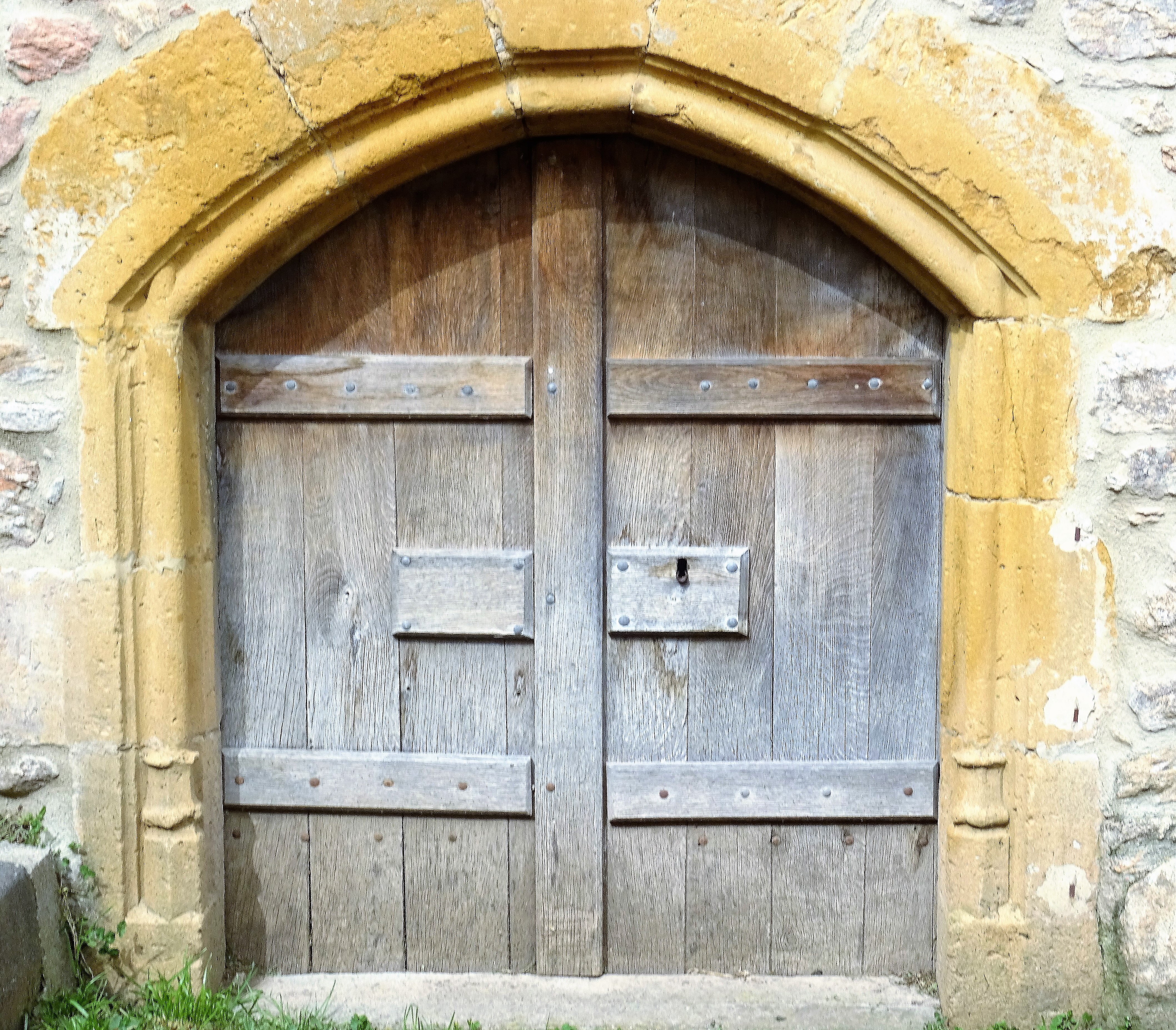
porte du clocher
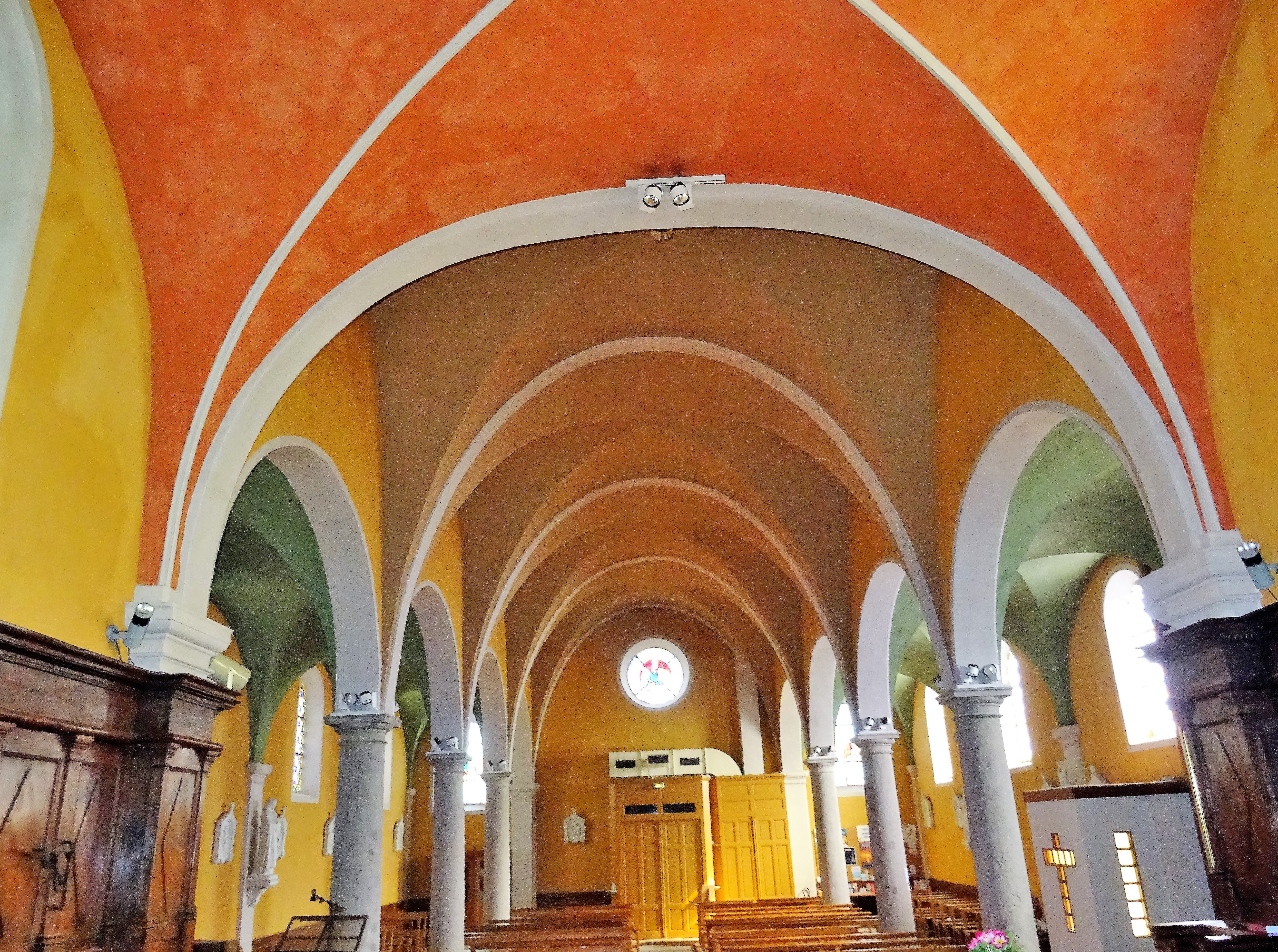
intérieur de Saint Didier côté entrée
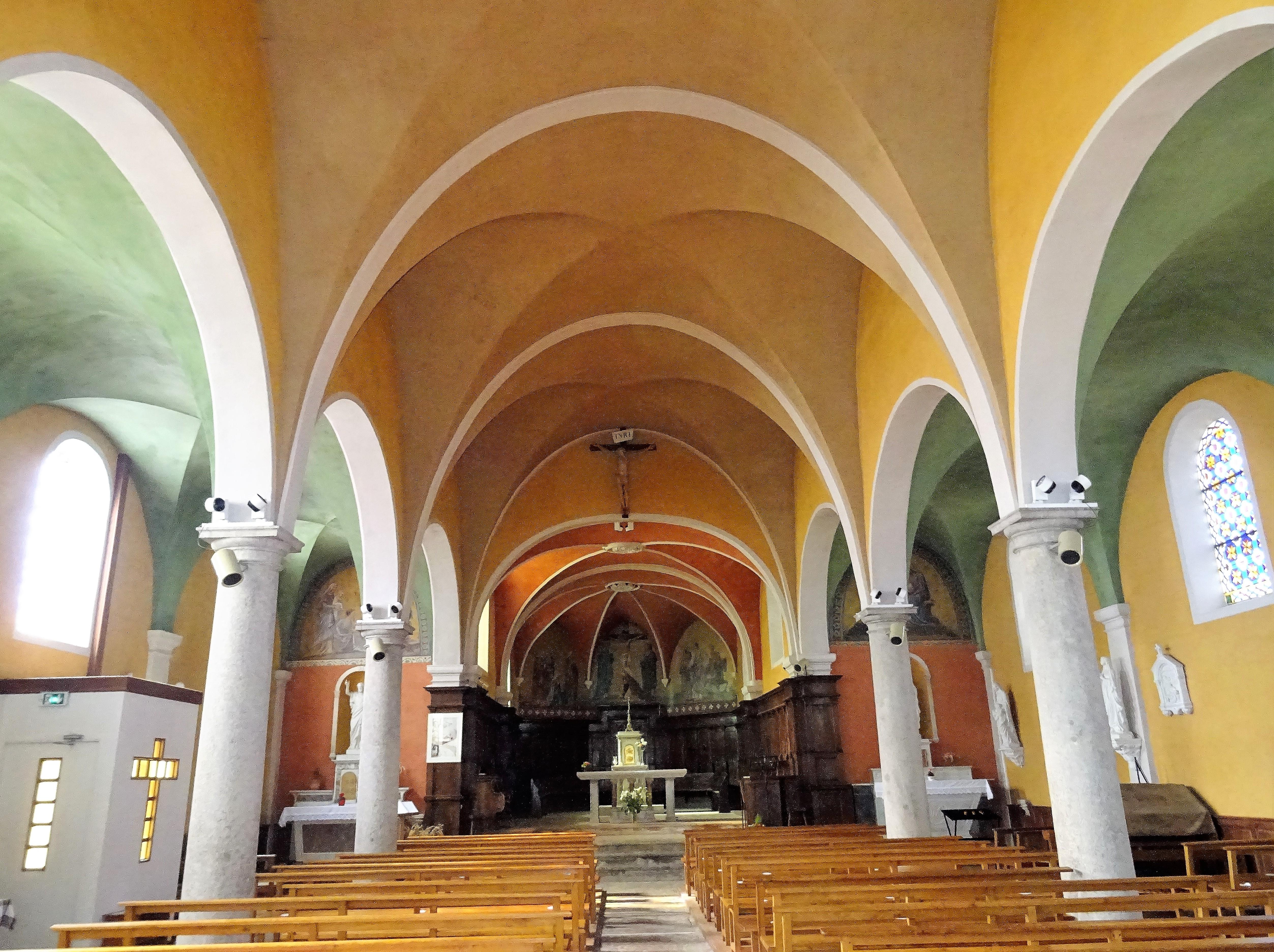
intérieur de Saint Didier côté abside

L’ornementation intérieure a été réalisée progressivement selon les moyens financiers ou grâce à des dons. C’est ainsi que les stalles de part et d’autre du chœur (XVIIe – XVIIIe siècles ?) ont été achetées et transférées de l’église Saint-Nizier de Lyon en 1829. En revanche, les boiseries de chêne qui les surmontent, avec leurs grands losanges en relief, ont été fabriquées par un menuisier de Pollionnay en 1841. L’ensemble a été inscrit à l’inventaire des monuments historiques en 1983. L’autel de marbre blanc de la Vierge est un achat de 1840. Il est en forme de tombeau sur lequel son monogramme est inscrit, en réserve dans un médaillon ; la porte dorée du tabernacle est ornée de branches de lys et de roses, ses fleurs emblématiques. Il faudra attendre la fin du XIXe siècle pour de nouveaux enrichissements de l’église. Les peintures murales n’ont été réalisées qu’en en 1895. Elles sont l’œuvre du peintre ligérien Alexis de la Salle. Dans le plus grand ensemble au-dessus de l’abside, sont représentés le calvaire au centre, les Saintes femmes à gauche, Joseph d’Arimathie, Nicomède et un soldat romain à droite. Au-dessus de son autel la Vierge du Rosaire reçoit l’hommage de saint Dominique à genoux. Les quinze baies sont ornées de vitraux parmi lesquels on peut distinguer celui qui représente le baptême du Christ par saint Jean-Baptiste : ce don de 1897 est signé de Lucien Bégule, l’un des plus fameux verriers de l’époque. Ce n'est qu'en 1973 que des éléments du maître-autel du grand séminaire de Lyon ont été transférés dans l'église Saint-Didier. On admirera tout spécialement la porte en bois

 doré du tabernacle encadrée de colonnettes. Y figurent l'agneau et le triangle divin.

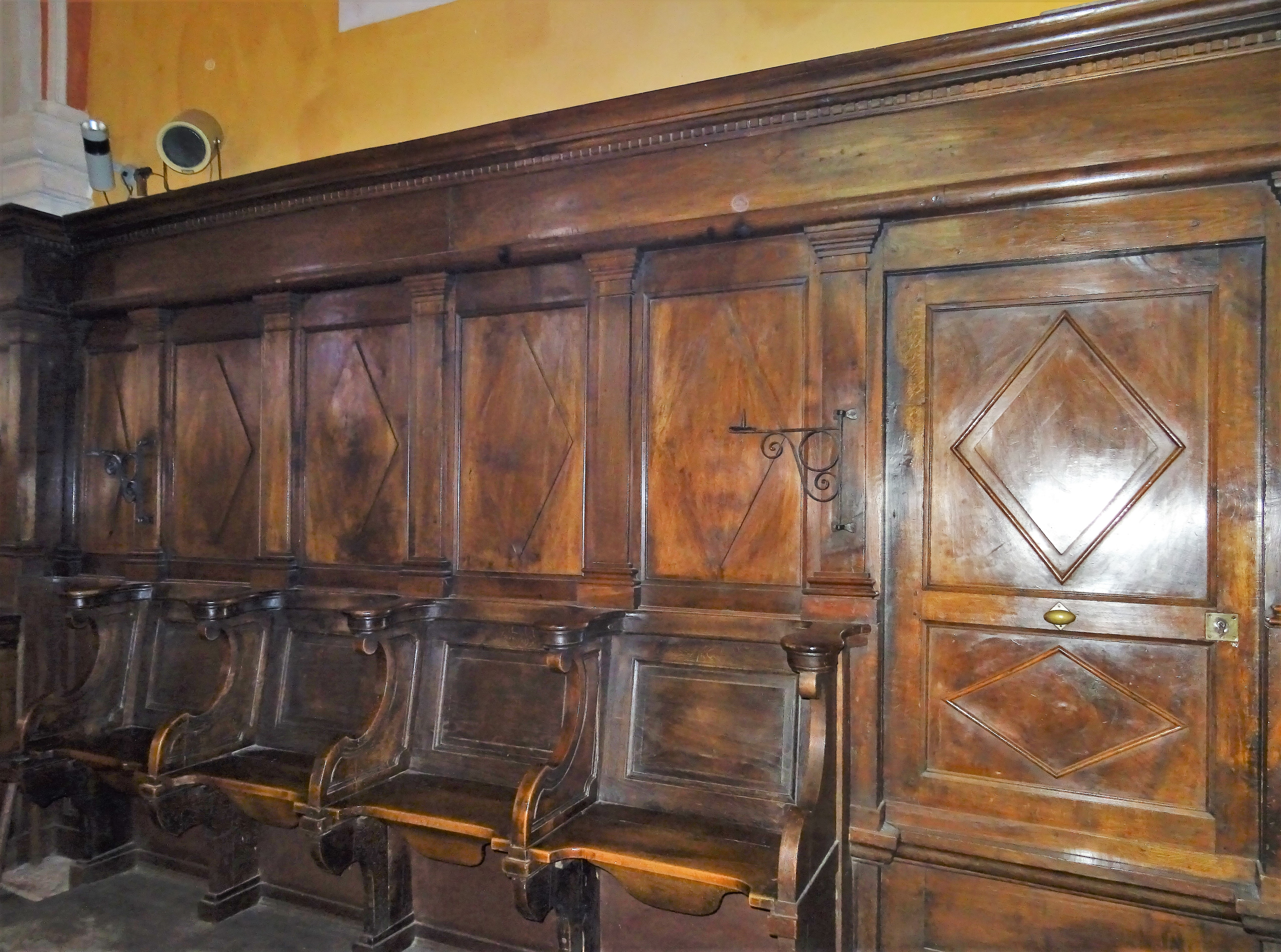
stalles de Saint-Didier
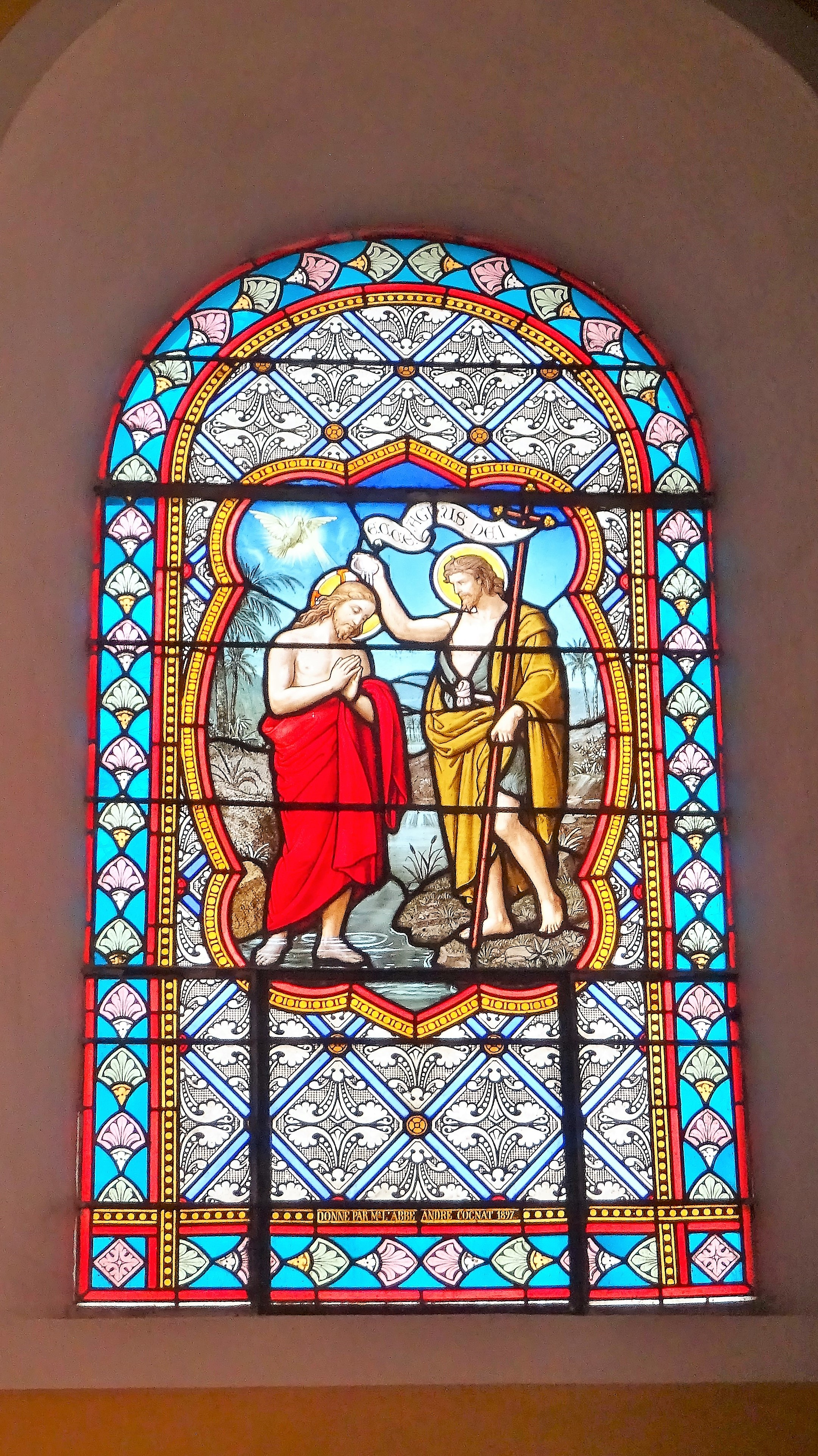
vitrail du baptême du Christ
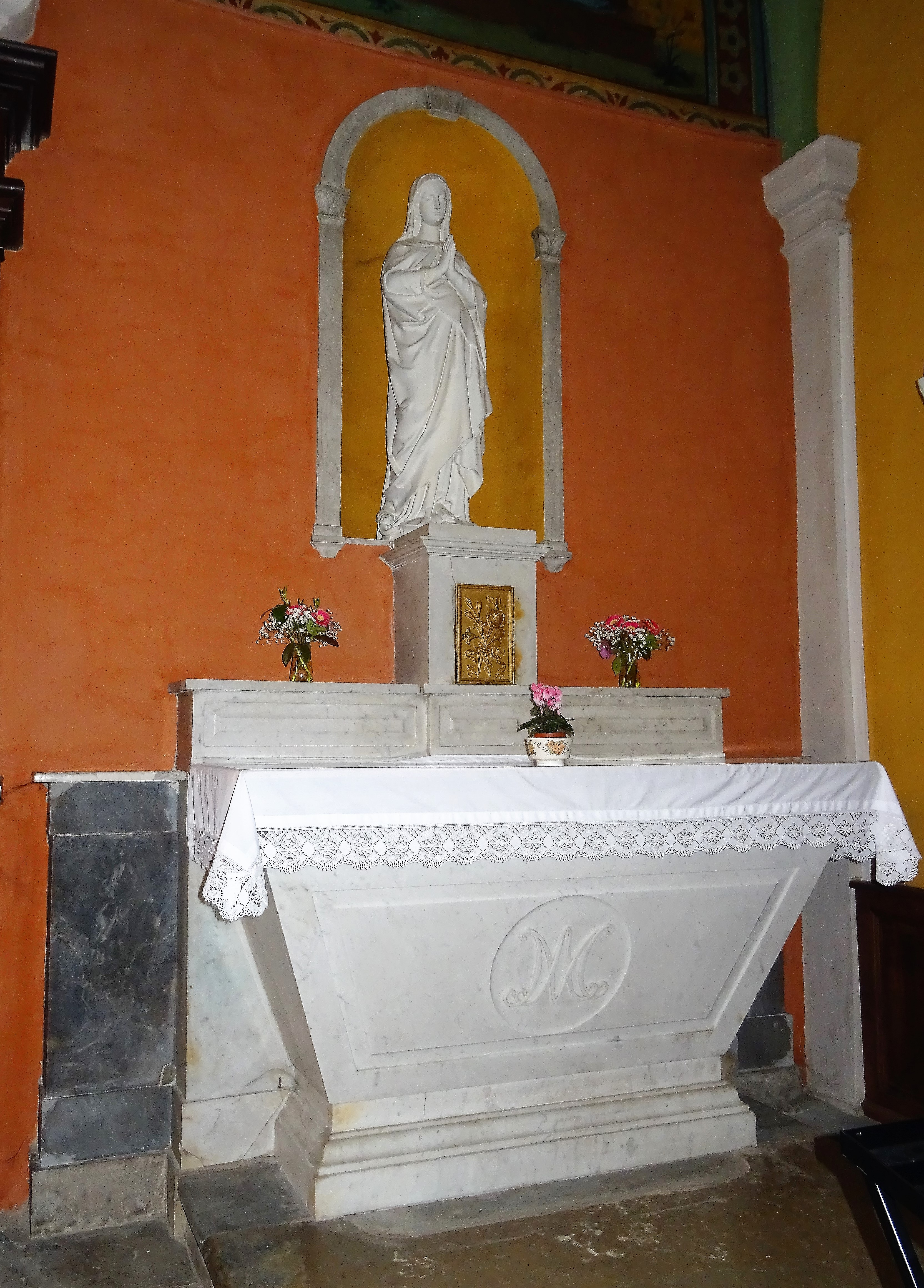
autel de la Vierge
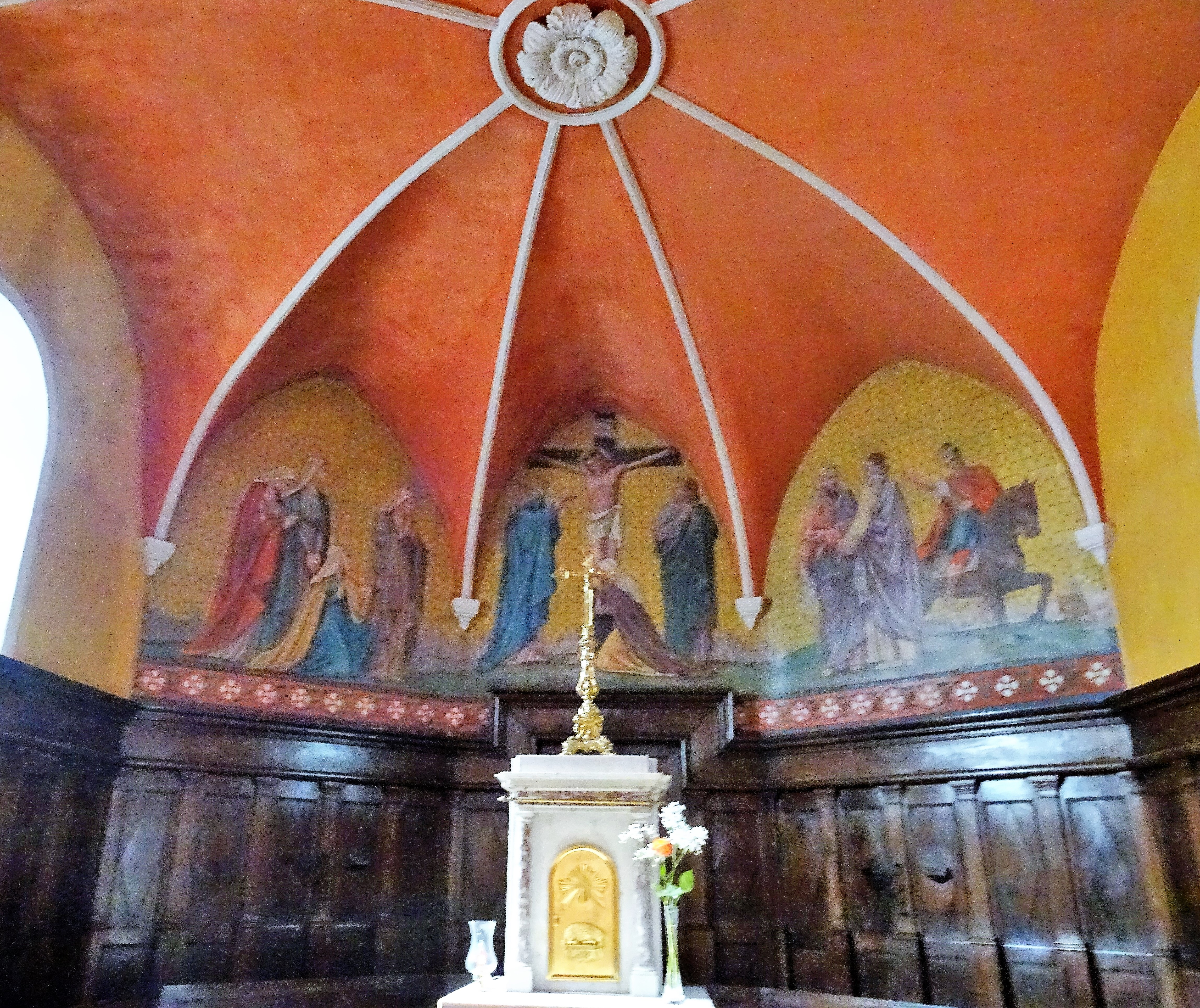
peintures de l'abside
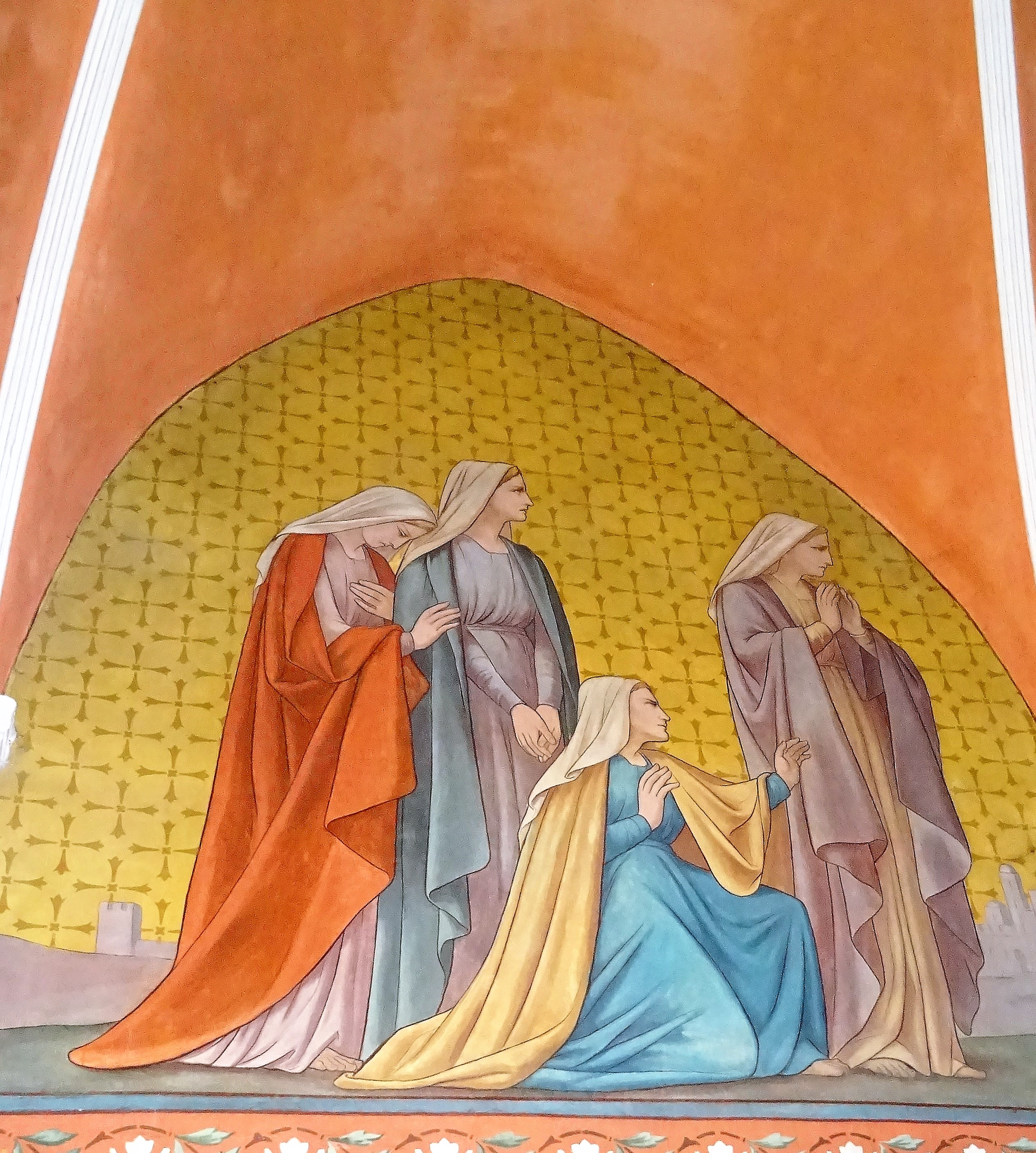
les Saintes Femmes au calvaire
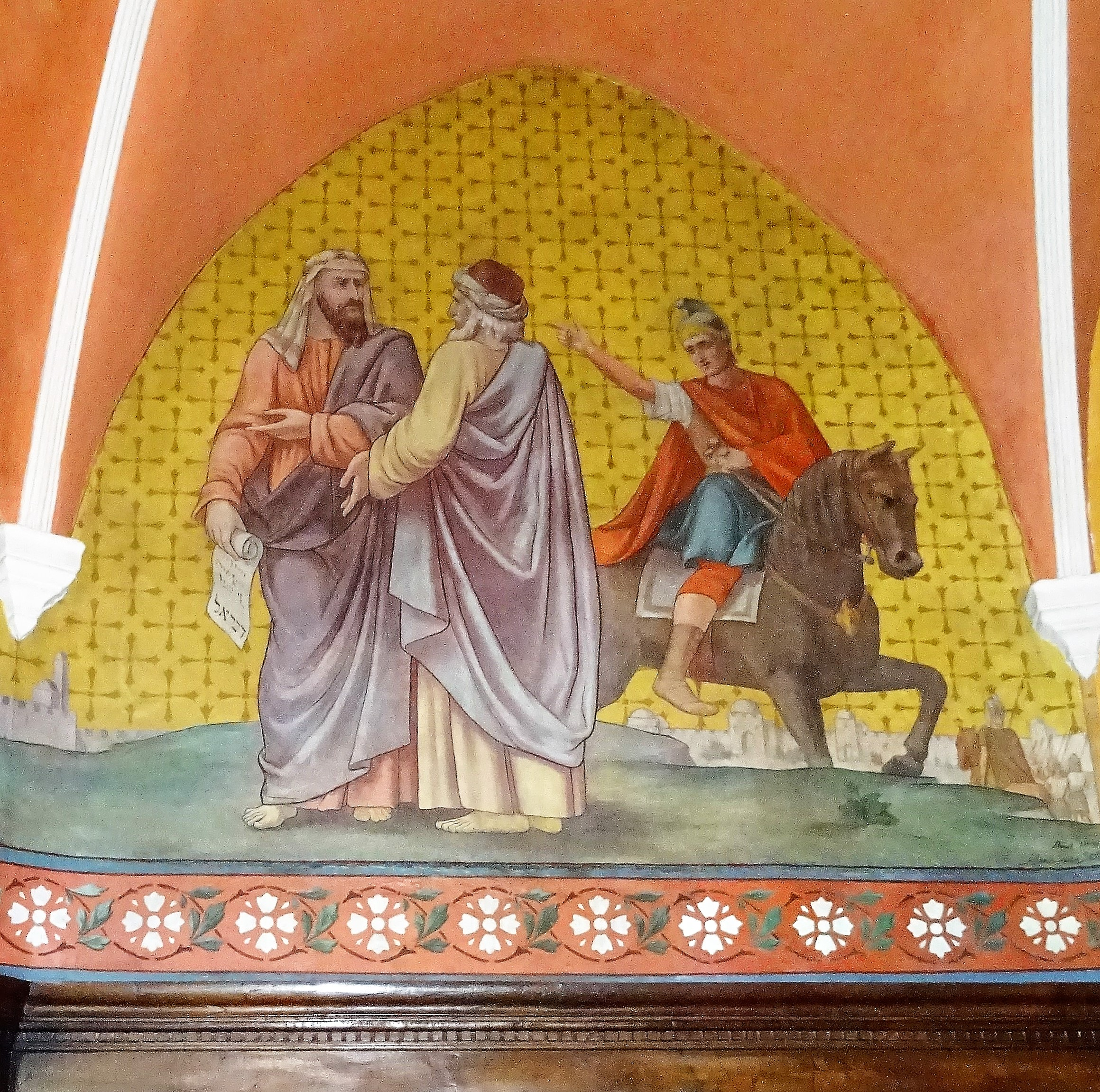
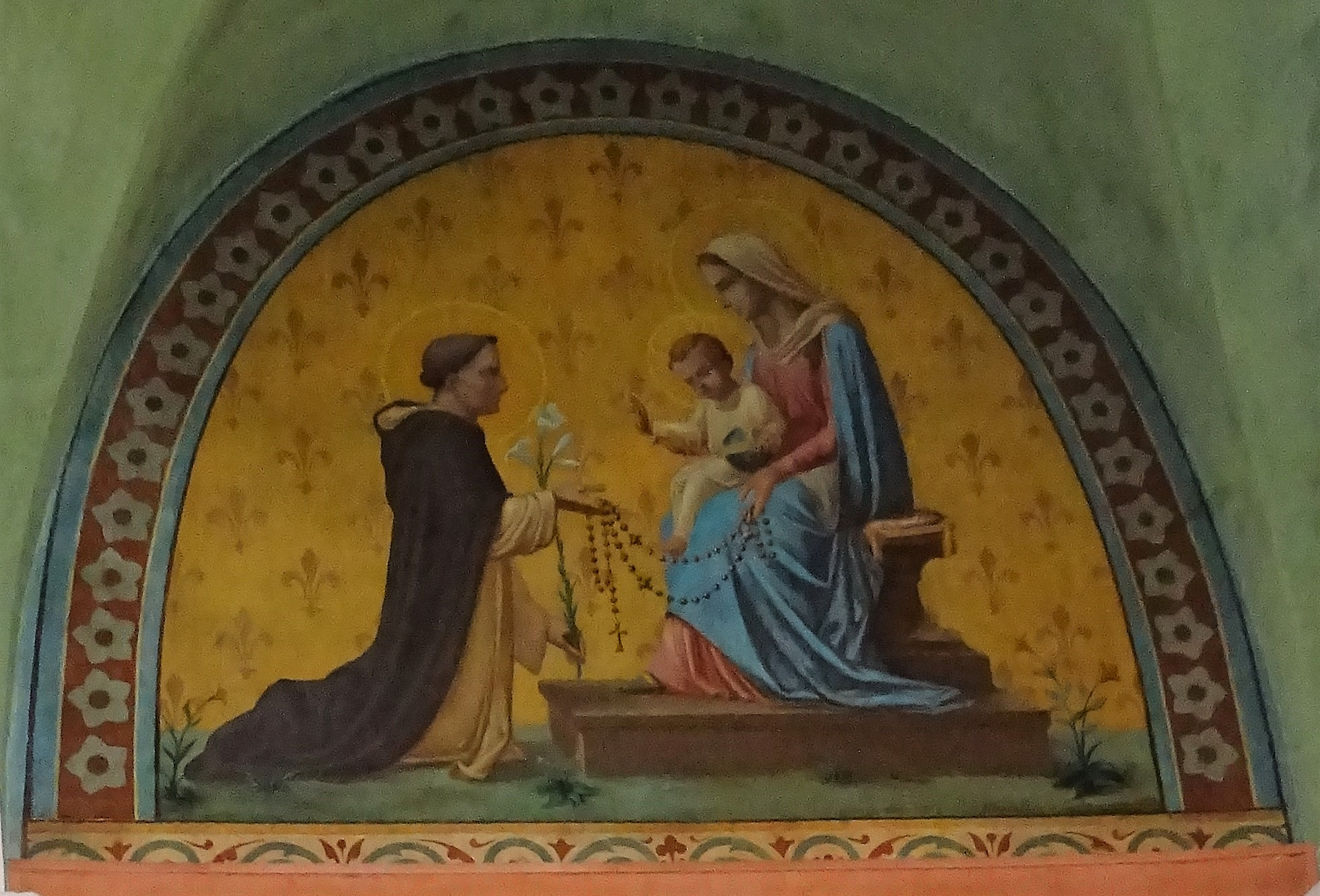
La Vierge et saint Dominique
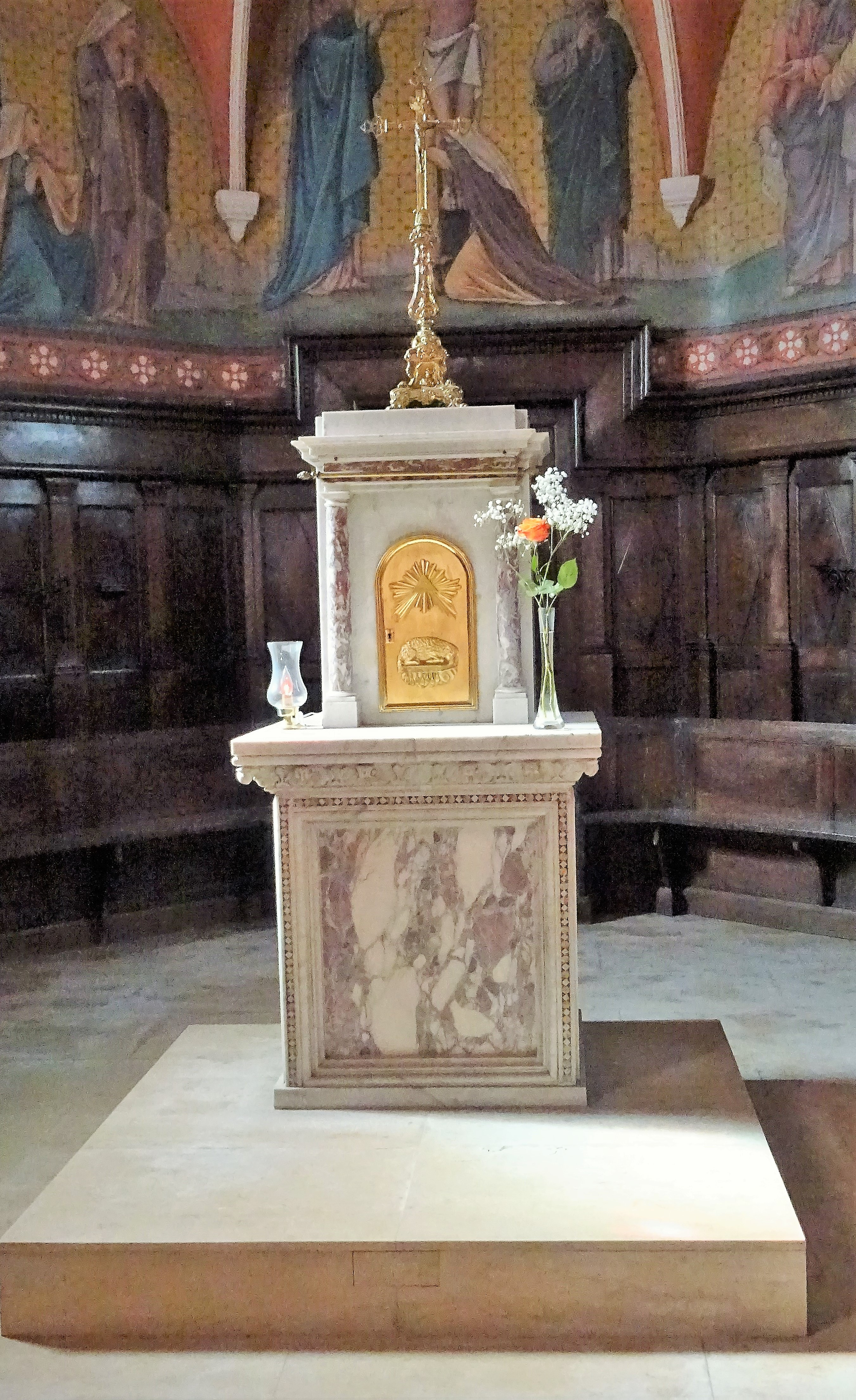
maître-autel

#### Les croix de chemin
Les 19 croix subsistantes que l'on rencontre aux quatre coins de la commune sont un autre témoignage de la ferveur religieuse des Pollionnois. Celle du cimetière de Larny est la plus ancienne qui nous ait été conservée mais la plupart datent du XIXe siècle. La croix du Plâtre en fer et tôle brute est l'oeuvre du sculpteur contemporain Jacques Boulier et le symbolisme de ses différents éléments mériteraient d'amples commentaires. L'emploi du métal est exceptionnell et la plus grande partie des croix sont réalisées en pierre calcaire.

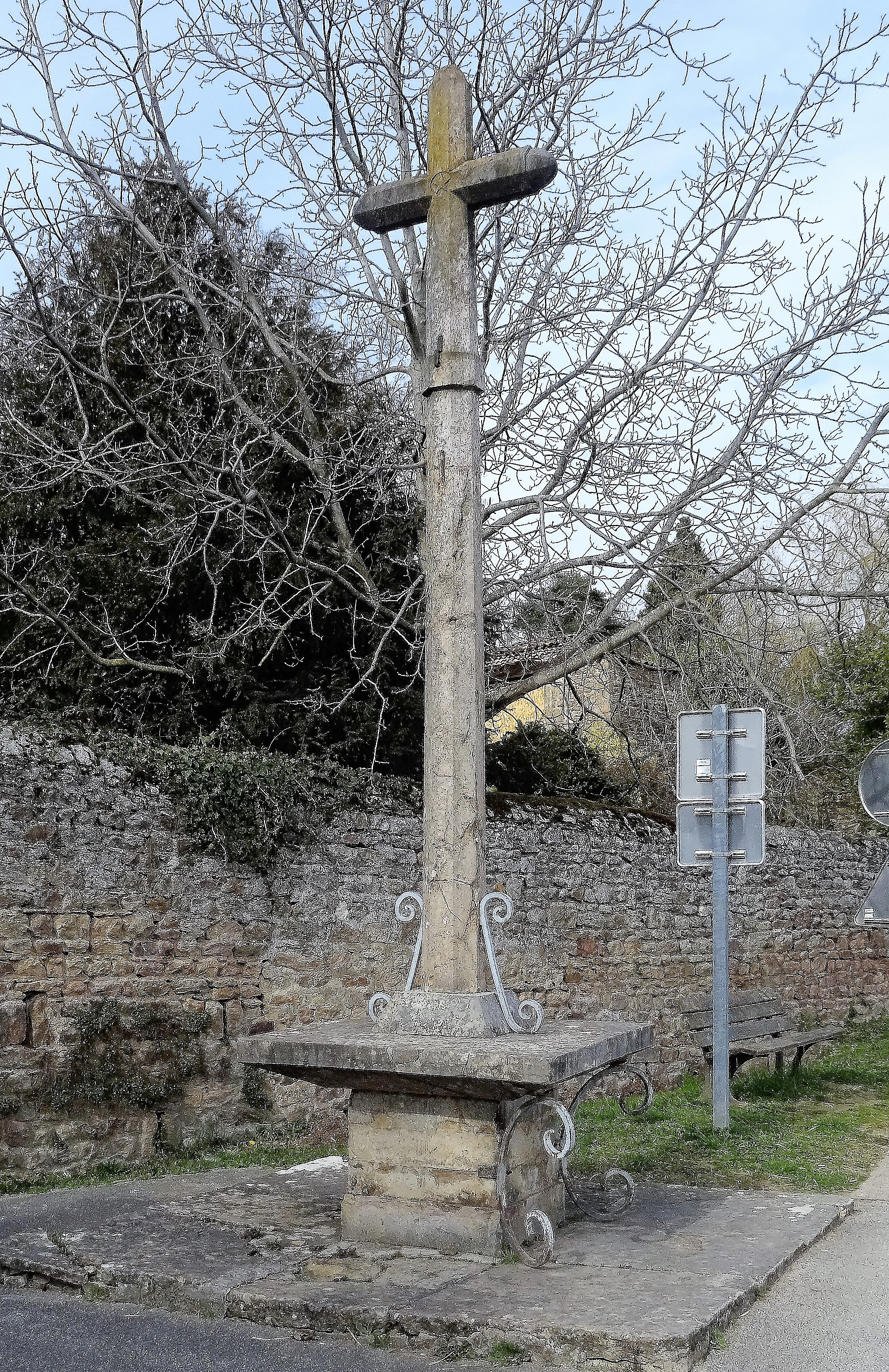
croix paroissiale
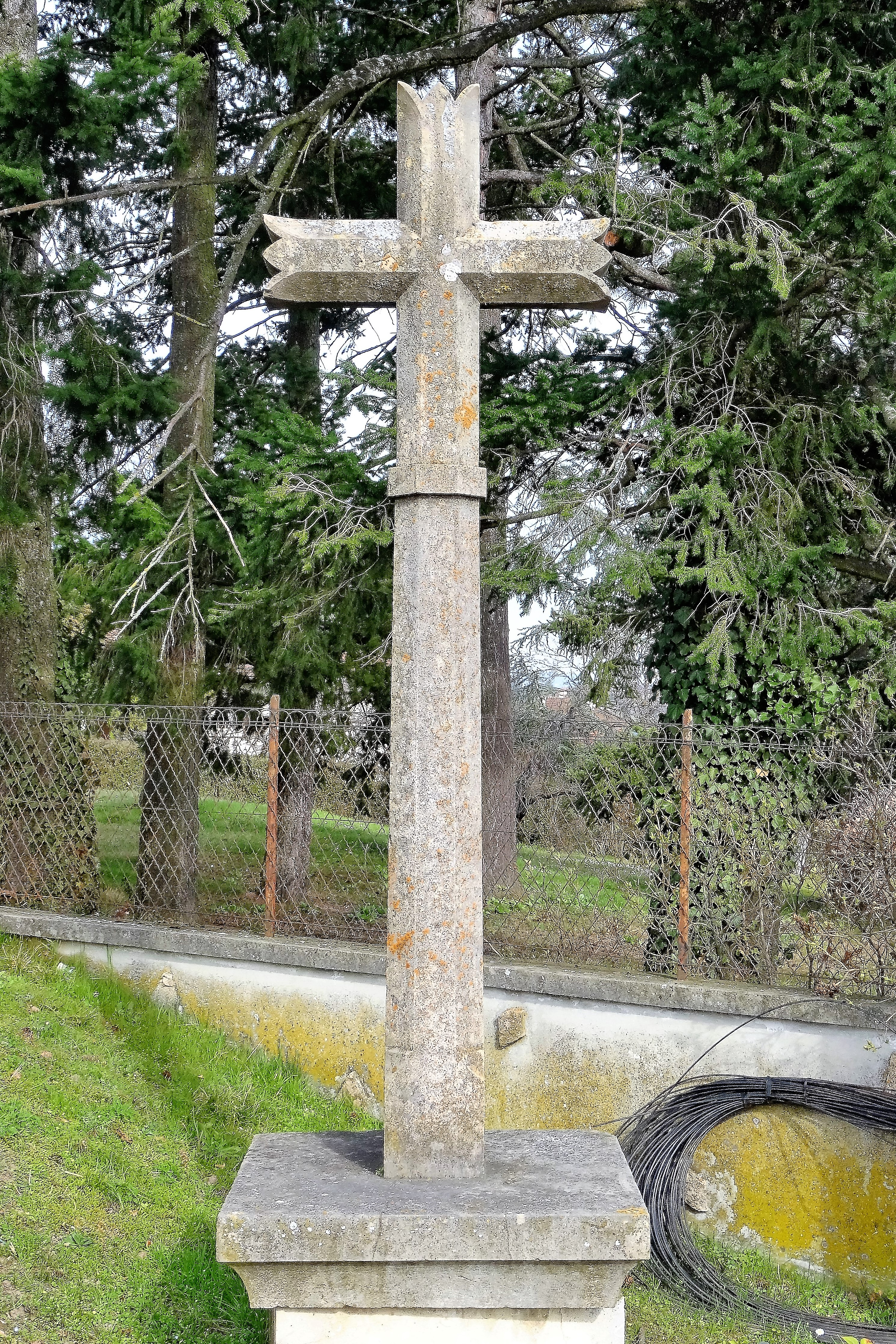
croix des Martines
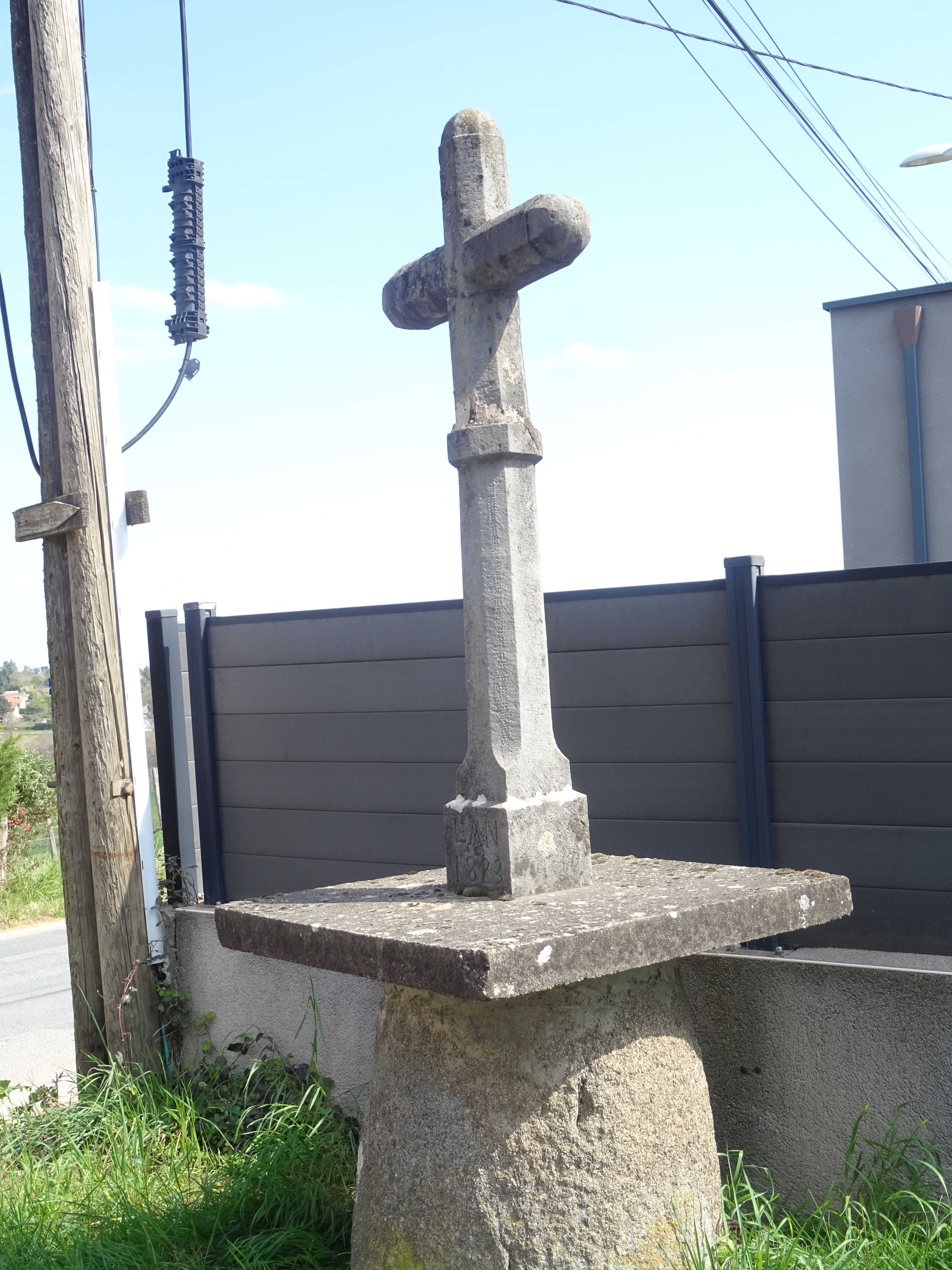
croix de la Rapaudière
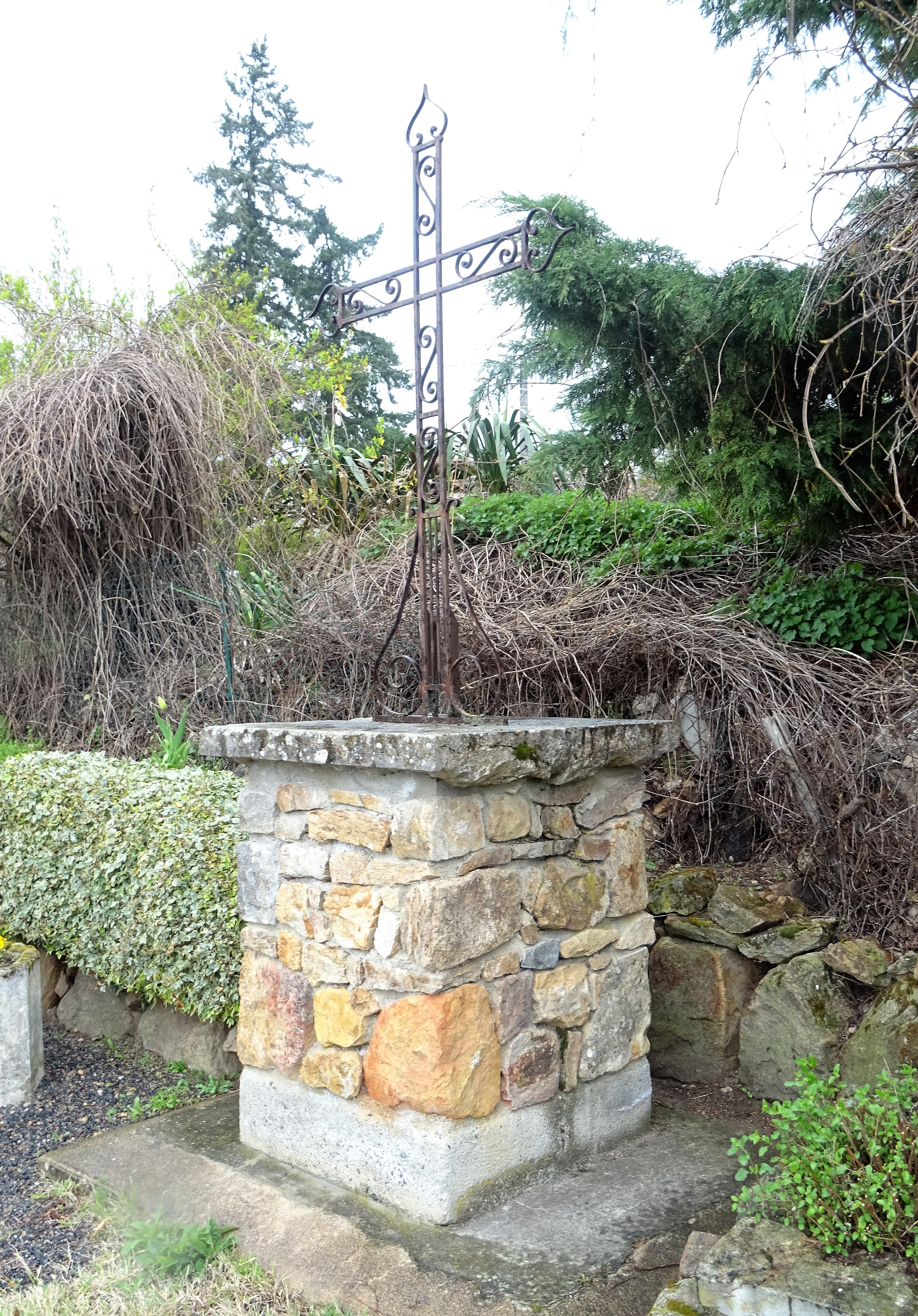
Croix Rouge des Balmes
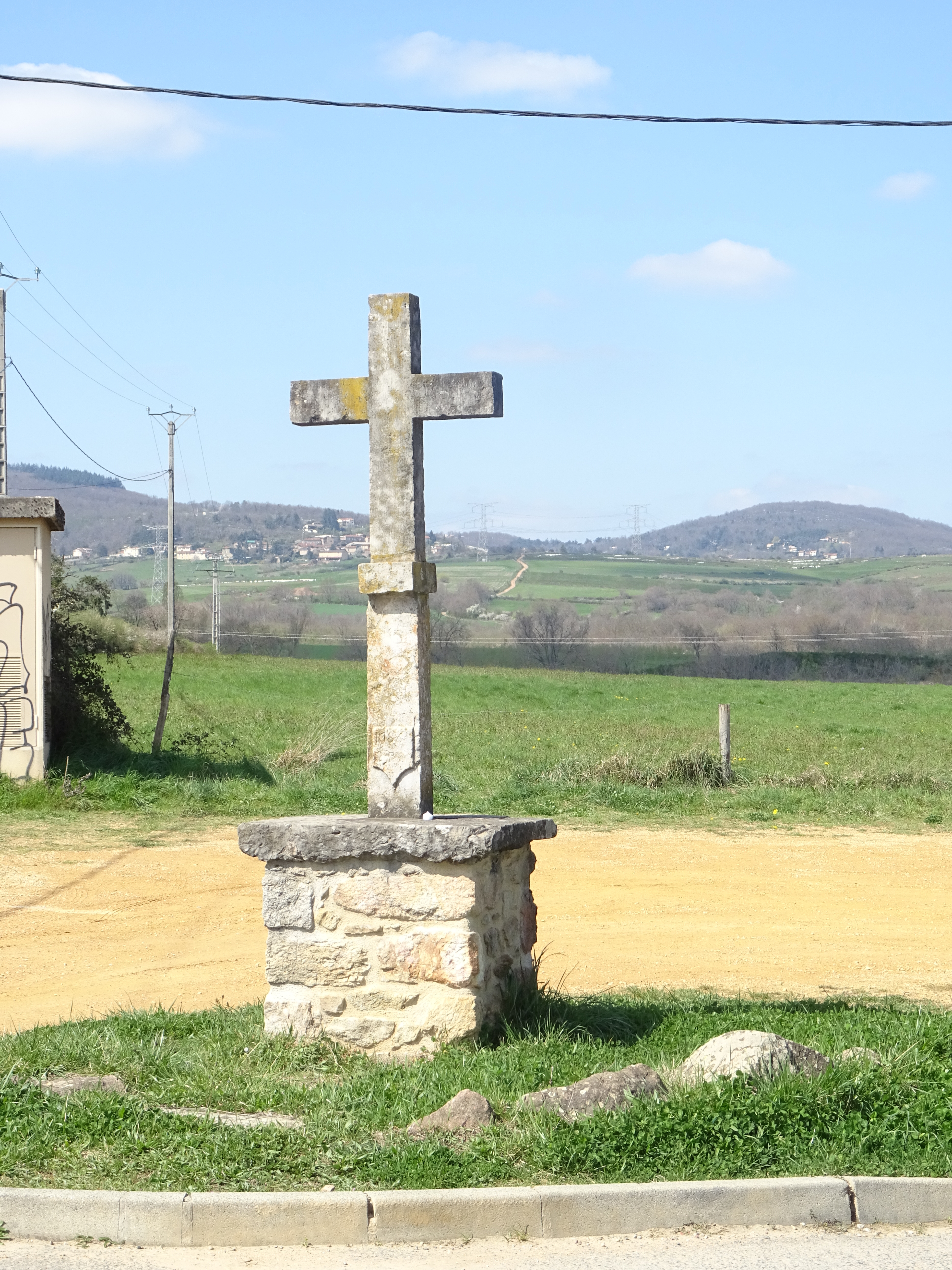
Croix du Ratier
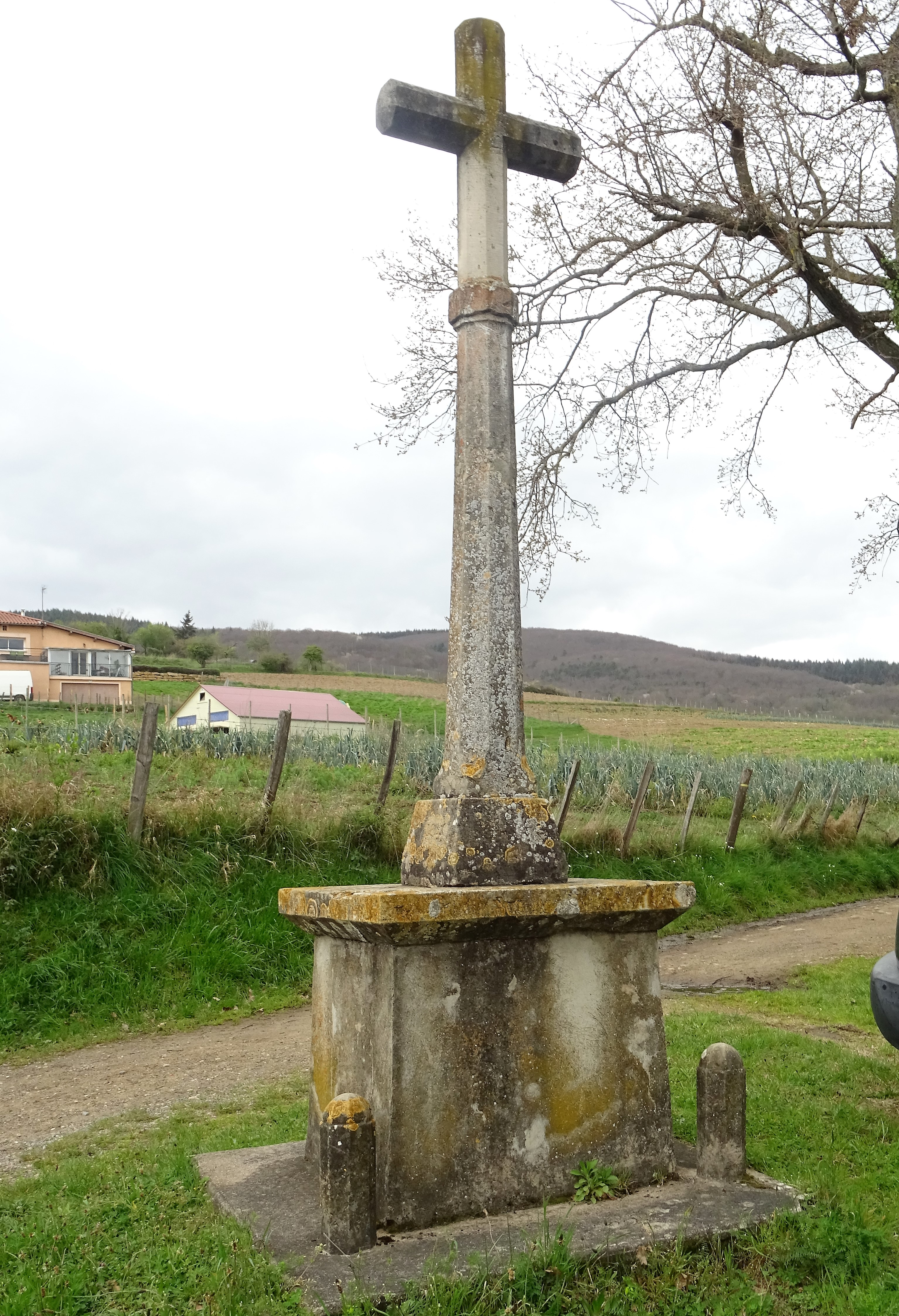
Croix de la Sigodière
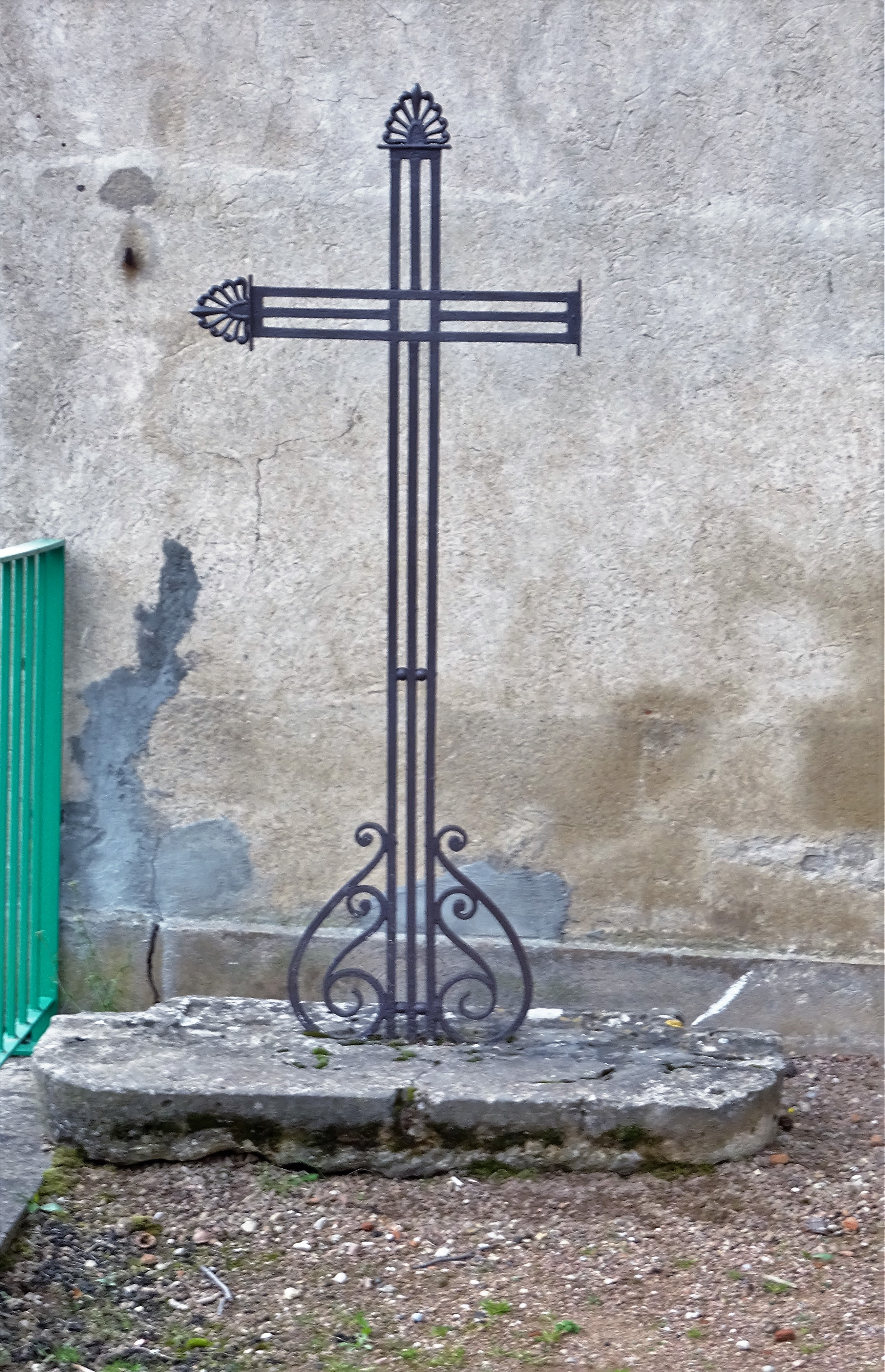
Croix des Mandrières
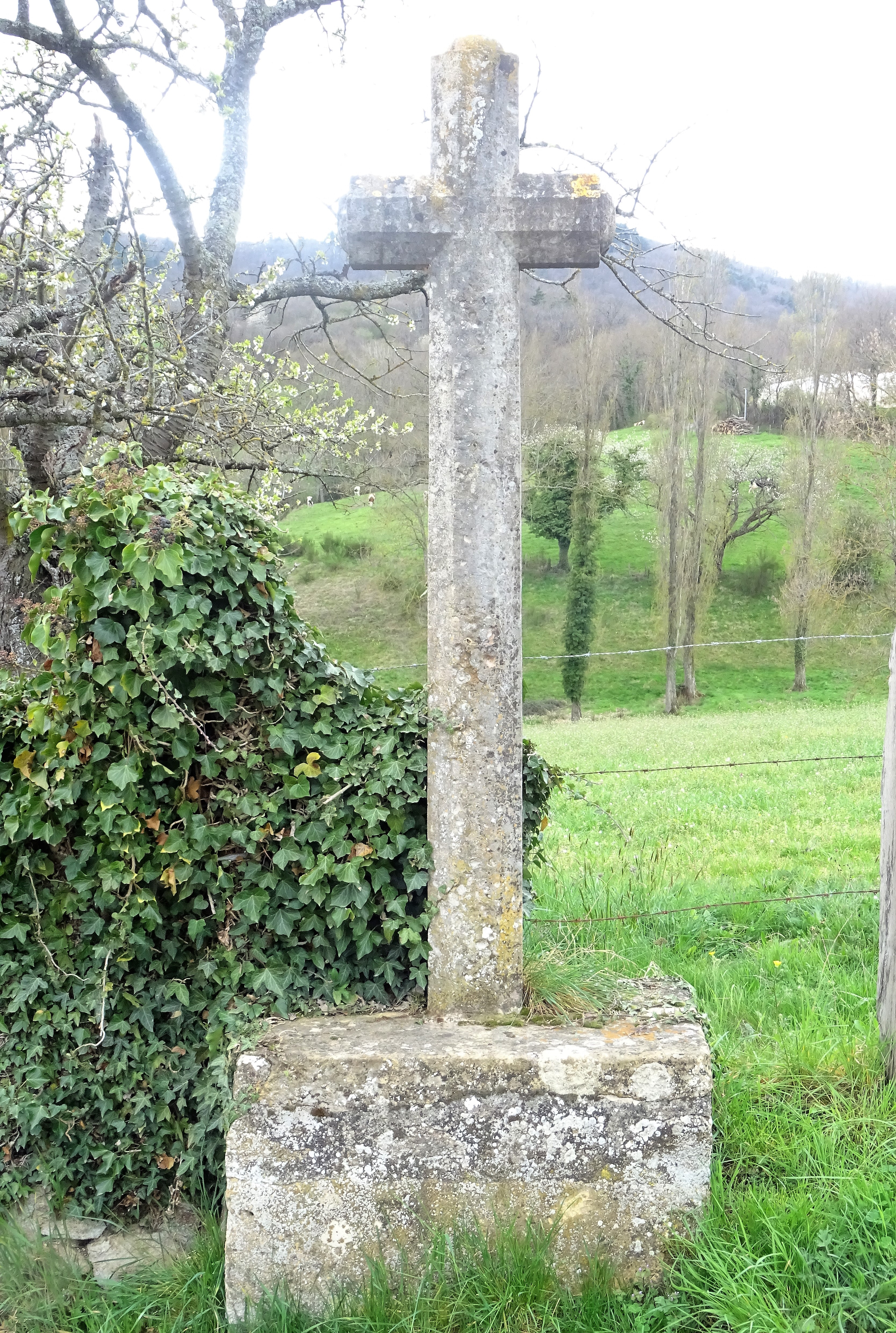
Croix des Presles

### Une paysannerie enracinée

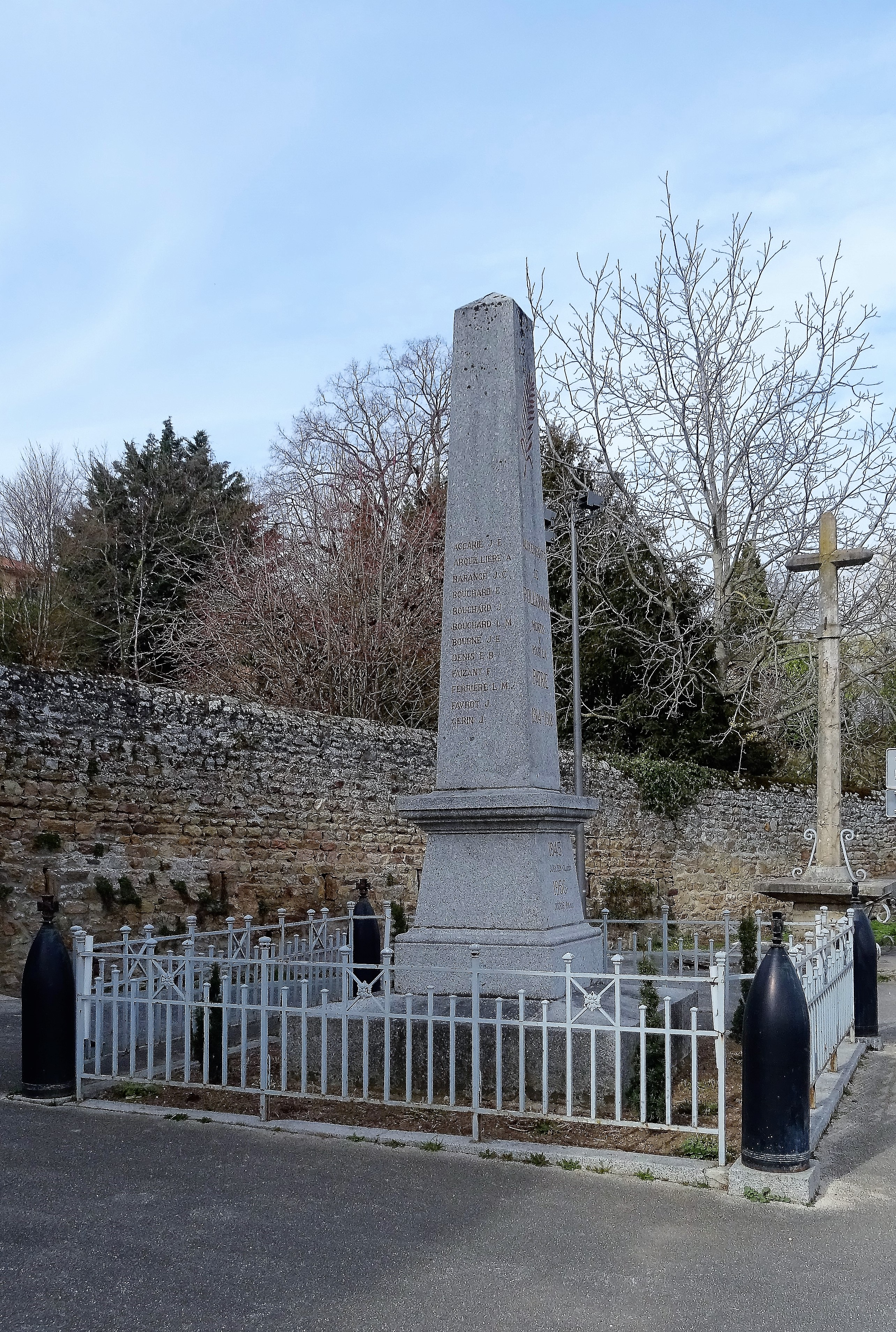
Monument aux morts de Pollionnay

En 1821 la commune comptait 844 habitants. Les 140 années qui suivent sont marquées par un long déclin démographique : on compte 533 Pollionnois en 1962. Ce déclin n’a vraiment commencé qu’à partir du maximum démographique (892 que l’on fait correspondre, comme dans l’ensemble de la France rurale, avec le recensement de 1846. Il a été accéléré par la Première Guerre mondiale (550 habitants en 1921 contre 611 en 1911, 25 noms sur le monument aux morts érigé en 1923). Ces variations ne doivent pas faire douter de l’évidence : dans un pays en pleine mutation économique, notre commune est restée cantonnée dans une activité quasi exclusivement agricole. Or, celle-ci souffrait de nombreux handicaps : acidité des sols, manque d’humus et d’eau, surfaces cultivables restreintes. La polyculture et l’élevage traditionnels visaient à assurer l’autarcie alimentaire des foyers. ll y avait encore de 65 à 70 ha de vigne en 1940. La seule originalité relative était dans l’importance prise par le châtaignier. Son fruit entrait dans l’alimentation, son bois était utilisé pour le chauffage, la tonnellerie et son écorce pour la tannerie.
Nombreuses étaient les activités d’appoint. Les plus anciennes, au XVIIIe siècle, étaient la prise en nourrice d’enfants de la bourgeoisie lyonnaise en raison du bon air supposé d’un milieu réputé montagnard et bien que les insuffisances de confort et d’hygiène aient occasionné une très forte mortalité infantile. La coutume était « d’amener l’enfant avec son linge. Puis on venait le dimanche, puis petit à petit on amenait le linge sale du ménage à la nourrice, on le reprenait le dimanche d’après… et c’est comme cela qu’est née la blanchisserie ». À partir de ces origines domestiques, celle-ci devait prendre la forme d’une spécialisation professionnelle au début du XXe siècle sans atteindre la même importance qu’à Craponne et ses alentours. Après la révolte des canuts de 1831, le travail de la soie a essaimé dans les campagnes de la région lyonnaise. Une fois formés à l’emploi des métiers, « ces hommes, ces femmes tissent … Ils ne lâchent la navette que pour semer et rentrer les récoltes vivrières…Le tissage a vécu ses dernières heures au début du XXe siècle ». A l’inverse les artisans (tailleur, modiste, cordonnier, menuisier maréchal-ferrant, charron) et commerçants (épicier, cafetier, boucher, boulanger et même hôtelier) qui s’étaient installés au bourg, lui donnant ainsi une véritable consistance complétaient leurs revenus professionnels par une activité agricole. « Ils possédaient tous un lopin de terre sur lequel ils plantaient leurs pommes de terre, parfois de la vigne…Ils récoltaient tous leurs légumes…Dans chaque jardin on trouvait un ou deux cerisiers, pommiers, poiriers, pruniers ».

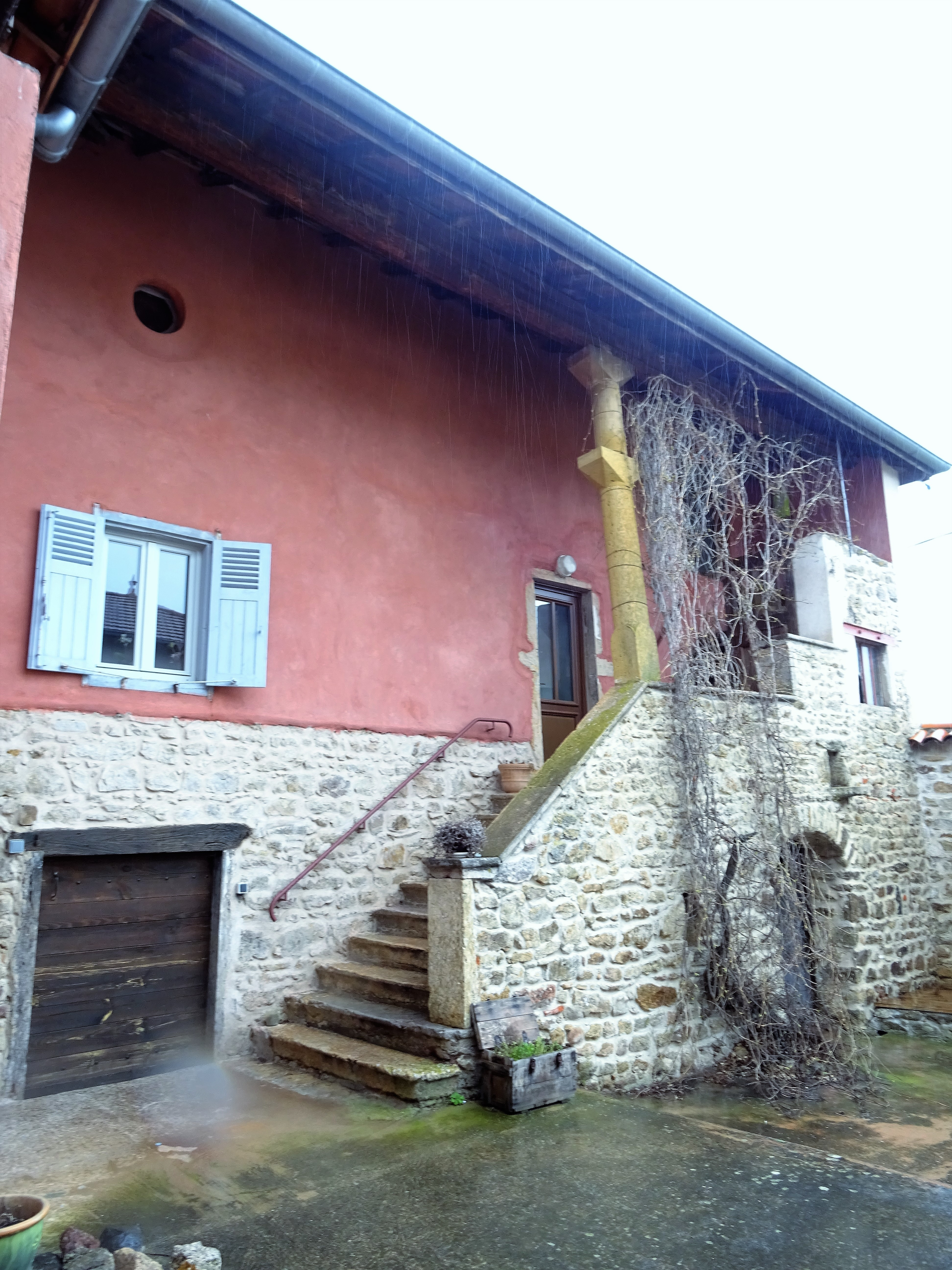
maison typique à la Quinsonnière

On fraternisait pendant les quatre foires annuelles : à la Saint-Vincent le 28 janvier, à la Saint-Christophe le 6 mai, le 25 juillet et le 2 novembre. Elles se tenaient « sous le clocher » aux ordres d’un placier. « On y trouve de tout. Non seulement veaux, vaches, cochons, couvées …mais aussi la casse pour faire griller les châtaignes, des pantalons de velours ou de coutil, des ustensiles en tous genres et la vagnotte pour se rechanger. Les fermières proposent beurre, fromages, œufs et la buvette est prise d’assaut ».
Le développement de l’enseignement ne pouvait que renforcer le sentiment d’appartenir à la même communauté paysanne. Dès avant la Révolution, un embryon d’école avait été créé sous le contrôle étroit du curé et grâce à l’aide pécuniaire extérieure des frères missionnaires de Lyon. Mais c’est au XIXe siècle que l’instruction se généralise. Le conseil municipal a eu des difficultés à respecter l’obligation faite par la loi Guizot de 1833 d’ouvrir une école communale faute de moyens financiers. Il se contente de rémunérer un instituteur à charge pour lui d’assurer l’accueil des garçons, seuls concernés. En revanche il se montre généreux avec les familles indigentes pour qu’elles puissent scolariser leurs enfants. Ce n’est que 20 ans plus tard (1853) que la décision est prise de construire une maison commune pour héberger à la fois école et mairie. L’inauguration a lieu en 1857. Lorsque sous Jules Ferry en 1881 l’enseignement devient obligatoire, tout serait donc en place pour recevoir l’instituteur rémunéré par l’Etat si ne se posait le problème de l’accueil des filles car la mixité n’est pas admise.
La tradition était de confier cette responsabilité au clergé. On ne s’étonnera pas d’apprendre qu’a été à l’œuvre en ce domaine ce même curé Demonceau qui avait doté la paroisse d’une nouvelle église. C’est lui qui, en 1841, a facilité l’ouverture d’une école de filles dirigée par les sœurs de Saint-Joseph. La commune devait par la suite participer financièrement à son fonctionnement. En 1881, le conseil municipal pensa se conformer à la loi qui créait l’obligation scolaire pour les deux sexes en déléguant cette mission aux sœurs de Saint-Joseph. Mais lorsqu’au début du XXe siècle les congrégations religieuses se voient refuser le droit d’enseigner, il est mis fin à ce régime illégal. Les filles sont accueillies pendant trois ans dans l’ancien presbytère réquisitionné à cet usage jusqu’à ce qu’elles soient hébergées dans un nouveau local dans le bourg, rue des écoles. Les religieuses de Saint-Joseph cessent d’enseigner mais tiennent une cantine scolaire ouverte aussi bien aux filles qu’aux garçons, service qui fonctionnera jusqu’en 1964.
Quand la loi de 1953 instaure la mixité des établissements scolaires, les locaux du bourg sont affectés aux classes préparatoire et élémentaire ceux de la maison commune étant destinés aux cours moyen et de fin d’étude.

Ce tableau de la vie rurale doit être complété par la prise en compte d’activités peu significatives en terme d’emploi mais auxquelles la commune doit une certaine originalité. Il s’agit de l’exploitation du sous-sol. Les carrières étaient dispersées en divers points du territoire. Un grand nombre se consacraient à l’extraction du gore, ce matériau sablonneux dont il a toujours été fait un grand usage comme revêtement d’allées par exemple dans la région lyonnaise. Le pré-inventaire en a répertorié une dizaine. Si la plupart ont cessé leur activité, d’autres en ont pris le relais et sont toujours ouvertes en rive droite du ruisseau du Ratier à hauteur du hameau de la Rapaudière : citons les entreprises Roulet et Poccachard. Un cas plus inattendu est celui de la mine de barytine du Verdy. La composante principale de ce minerai à 85 % est la fluorine. Sa découverte en 1890 a donné lieu à une exploitation active à partir de 1915. Elle a été acquise en 1919 par la grande firme sidérurgique d’Ugine en Savoie pour l'approvisionnement des usines d'aluminium car le fluor est utilisé comme fondant dans l’électrolyse de ce métal. Elle employait de 7 à 8 ouvriers et ne devait fonctionner que jusqu’en 1931 mais les stocks de minerai restés sur le carreau ont été livrés jusqu’en 1939-40. Elle a alors été abandonnée et vouée au rôle de décharge sauvage jusqu’en 1985. Le terrain a été acquis en 1988 puis classé en réserve naturelle en 1990 et placé sous le contrôle d’un comité de gestion chargé de l’environnement. Du fait de sa structure filonienne, l’ancien gisement se présente sous forme de galeries très étroites plus ou moins verticales. Elles ont été aménagées sur une longueur de 300 mètres pour faciliter leur fréquentation par des espèces de chauves-souris devenues rares.

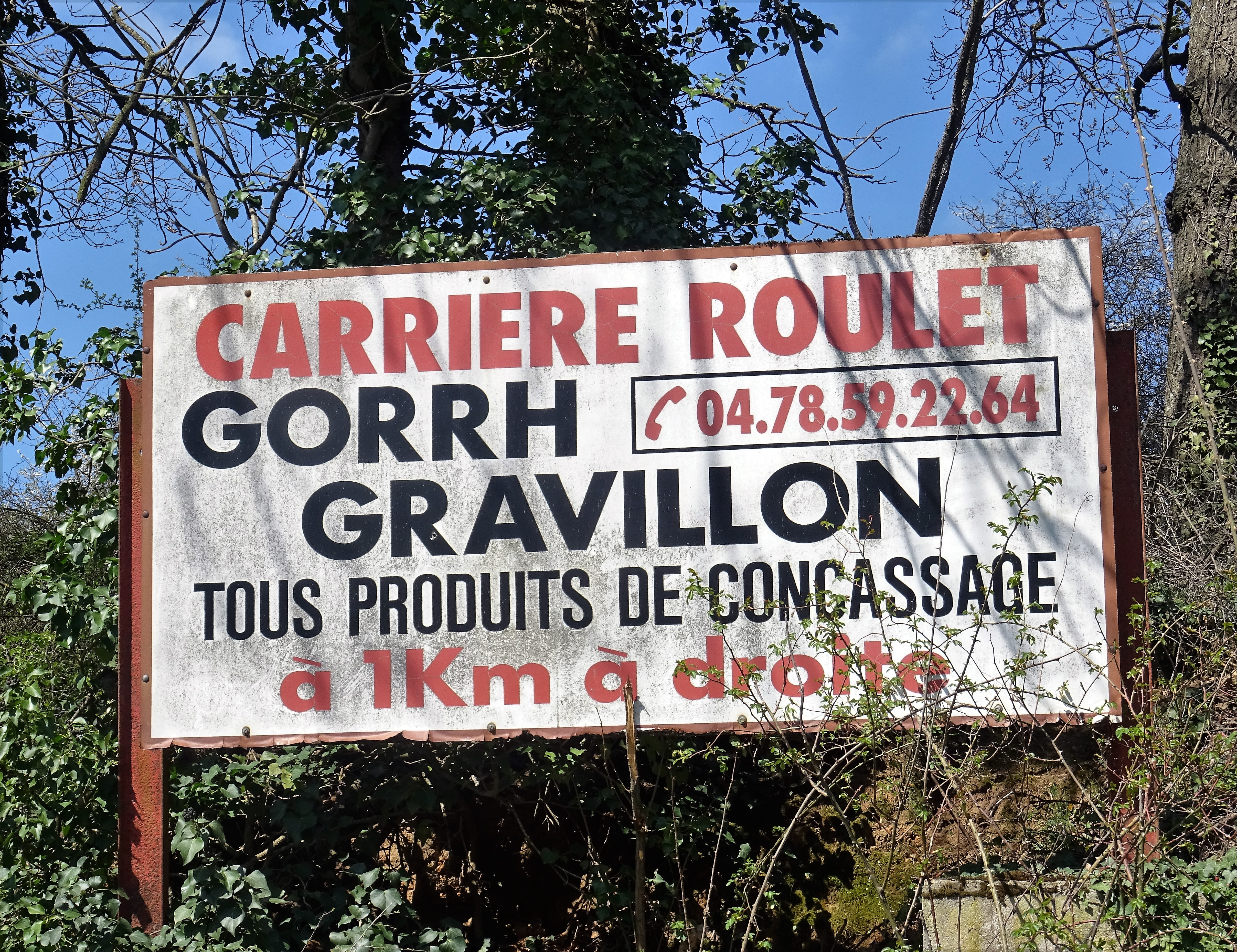
carrière Roulet
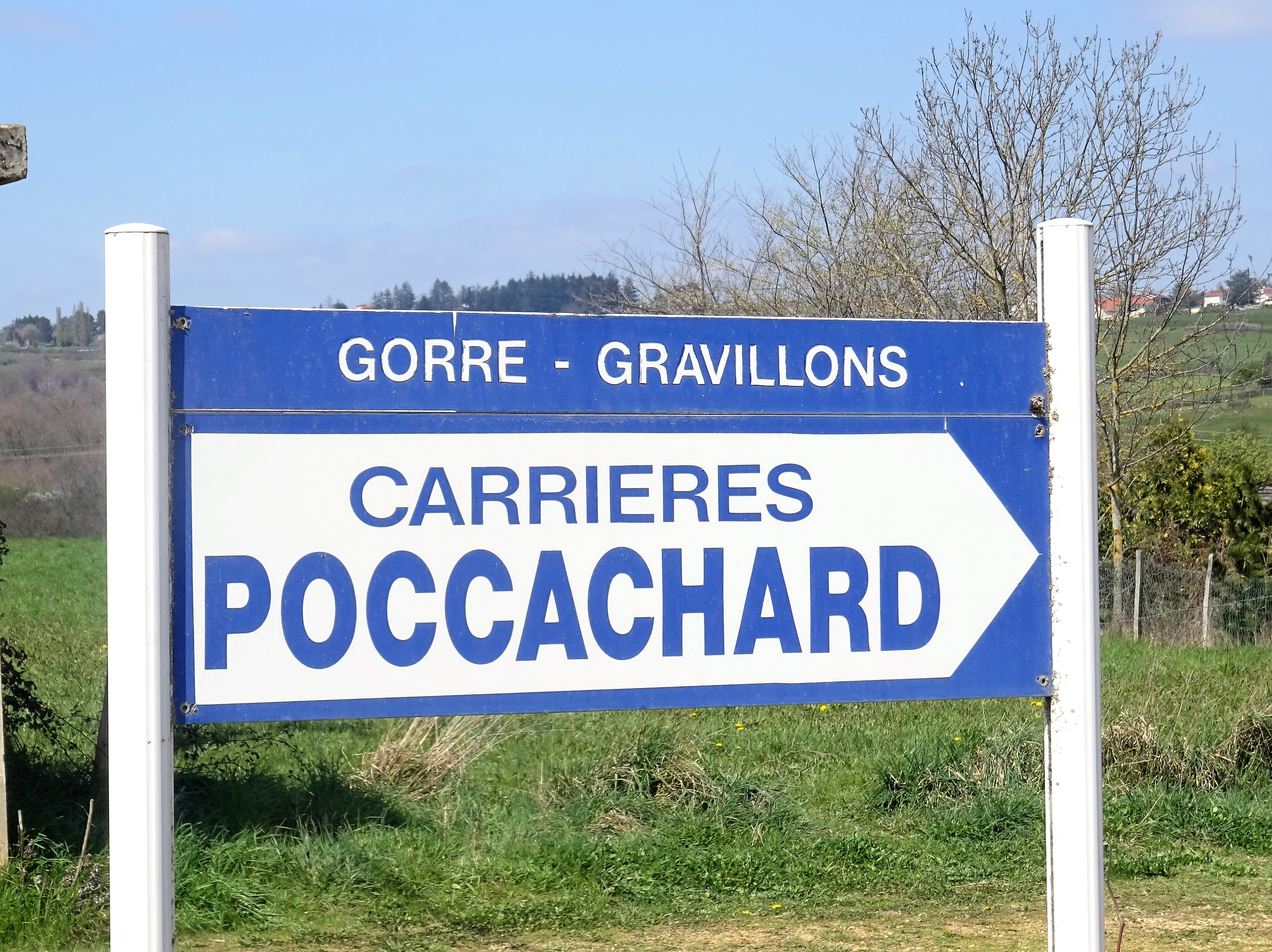
carrières Poccachard
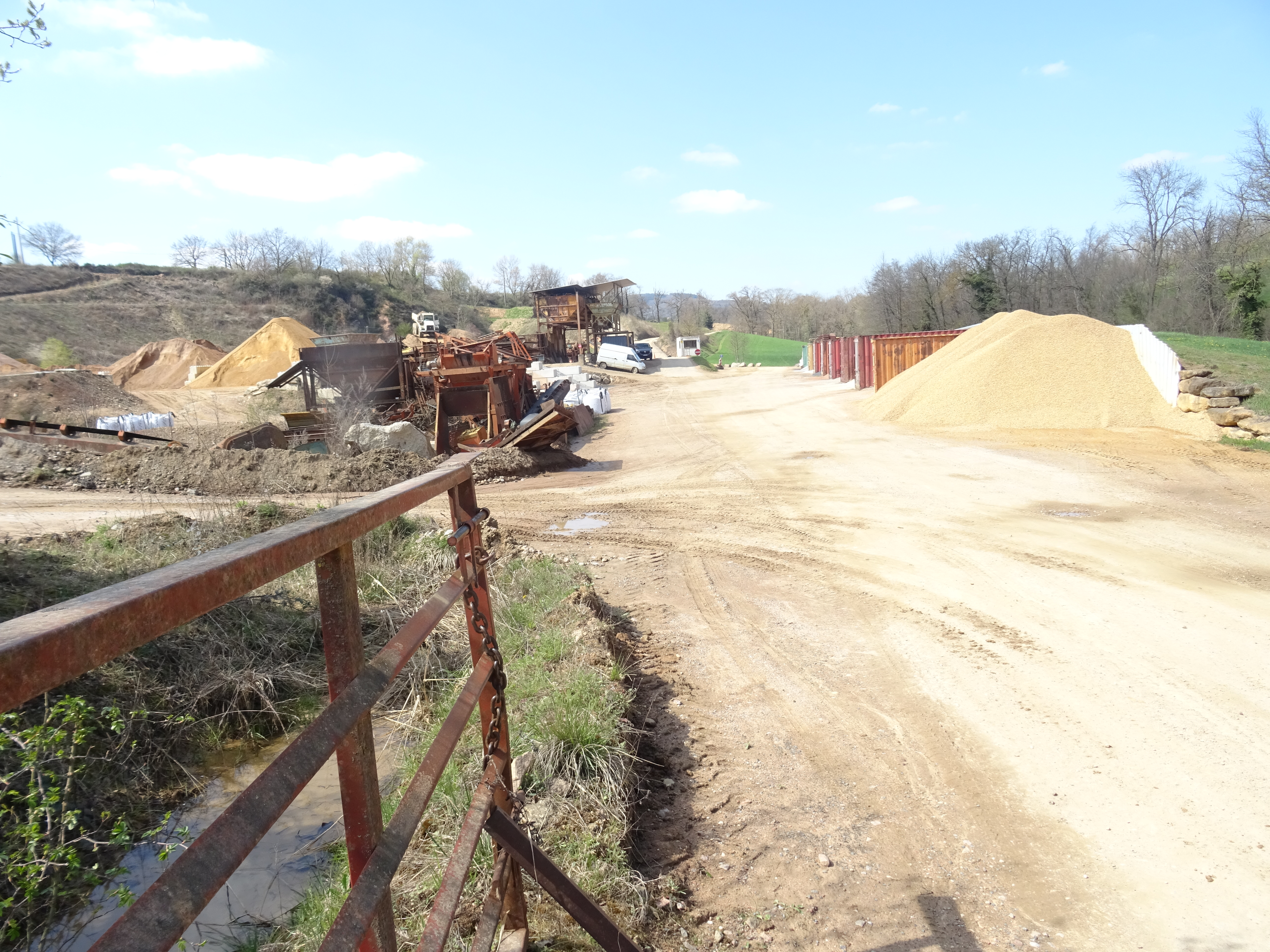
exploitation Poccachard

### Pollionnay aujourd’hui

#### La rurbanisation
La population de Pollionnay est passée de 533 habitants en 1962 à 2761 en 2018. Elle a donc plus que quintuplé (5,2 fois plus) en 56 ans. Le rythme de croissance annuel était de 3,6 % par an entre 1968 et 1975. Après un léger ralentissement, il a à nouveau augmenté depuis le début du XXIe siècle et il atteint actuellement un record avec 4,6 % pour les années 2013 à 2018. Le solde migratoire est la cause quasi exclusive de cette augmentation car le nombre de décès équivaut au nombre de naissances. Le parc immobilier s’est accru pour pouvoir loger tous ces nouveaux Pollionnois ce que traduisent les données sur l’âge des constructions. Les logements antérieurs à 1946 ne représentent plus que 16,4 % de l’ensemble à comparer aux 31,5 % des années 2006 à 2015.
Les lotissements regroupaient 83,6 % des logements en 2008 contre 15,5 % pour les immeubles collectifs. On observe une nette évolution dans ces dernières années. En 2018 ces proportions étaient respectivement de 76,2 et 21,8 %. Les données concernant la densité de la population qui est passée de 42,8 habitants au km2 en 1968 à 174,7 en 2018 par km2 sont peu significatifs. Le bourg s’est sérieusement étoffé de bâtiments à étages et par sa ceinture de maisons individuelles il a comme annexé les hameaux voisins des Mandrières et de la Cozonnière. Il fait maintenant vraiment figure de chef-lieu. Quant aux lotissements, ils sont tous localisés dans un rayon de quelques centaines de mètres autour de ce noyau. La très grande majorité du territoire reste constituée de hameaux dispersés.
Le village de paysans d’autrefois a totalement changé de visage : au terme d’une évolution amorcée dès la fin de la Seconde Guerre mondiale, il n’y a plus un ménage à vivre de la seule agriculture. Rien d’original en cela : c’est le cas de bien des communes de la périphérie des grandes métropoles ! À en juger par les catégories socio-professionnelles des chefs de famille, Pollionnay est assez représentative de la moyenne nationale, ce qui la différencie de bien des communes de l’ouest lyonnais ou des monts d’Or. Avec un pourcentage de 18,3 % les cadres y sont beaucoup moins représentés. En revanche, avec 31 % de professions intermédiaires, 14,7 % d’employés et 10,9 % d’ouvriers, la proportion des autres catégories ne permet pas de la distinguer des autres collectivités de la France profonde. La prise en compte du niveau d’études conduit à des conclusions identiques. Une minorité de l’ordre de 20 % est détentrice de formations allant à un minimum de 3 ans au-delà du baccalauréat tandis que 40 % n’ont pas poursuivi leurs études jusqu’à la fin de l’enseignement secondaire.
En quittant leur ancien domicile pour venir s’installer à Pollionnay, les personnes en activité se sont éloignées du lieu d’exercice de leur emploi. Or elles sont au nombre de 1734. Il n’est pas question d’en trouver sur place où n’existent que 374 postes de travail. Les migrations quotidiennes en voitures particulières polarisées vers le centre de la métropole sont le lot quotidien du neuf dixièmes des Pollionnois. Le réseau de transports publics de l’OTL (Organisation des Transports Lyonnais) ne dessert pas directement la commune et la part des transports en commun concerne moins de 5% des travailleurs. On reconnaît à ce dernier trait le phénomène devenu banal de la rurbanisation.

#### Services publics
Le système d’approvisionnement en eau courante par puits individuels ne permettait pas de donner satisfaction à l’ensemble de la population. Ce problème a été pris en charge au XXe siècle par les autorités municipales. On procéderait à des captages de sources et à des canalisations jusqu’à des réservoirs de distribution au niveau des hameaux. Les premiers travaux entrepris en 1907 ont dû être repris et complétés à partir de 1933. Une solution radicalement différente a été adoptée en 1963 par l’adhésion de la commune au SIDESOL (Syndicat Intercommunal de Distribution des Eaux de l’Ouest Lyonnais. L’alimentation est assurée depuis par pompage dans la nappe phréatique du Garon et stockage dans quatre réservoirs de distribution au niveau des différents hameaux. La lutte contre la sécheresse dans le secteur agricole relève, bien entendu, de l’initiative privée : la solution a été trouvée dans la multiplication des lacs collinaires. Au début du XXIe siècle, on en comptait une dizaine comme celui de Presles,.
Avec l’installation de jeunes couples dans la commune, la première urgence pour la municipalité a été de permettre la scolarisation de leurs enfants. La solution définitive a été adoptée par la construction d’un groupe scolaire après l’achat d’un terrain aux Presles, non loin du bourg. Les travaux de construction ont été réalisés selon les plans du cabinet d’architecte Sériziat. L’inauguration a eu lieu le 14 juin 1997. Le 5 décembre 1998 le groupe a été baptisé du nom du philosophe et académicien Michel Serres qui présidait à la cérémonie. Il va de soi que la scolarité n'est pas assurée au-delà de l'école primaire. Les collégiens sont dirigés vers le CES de Craponne à moins que les familles ne préfèrent l'enseignement privé au collège Saint-Sébastien de Vaugneray. Les lycéens sont dirigés sur Charbonnières.
Les locaux de la mairie de 1857 ne pouvaient plus suffire au logement des services d’une commune en forte croissance, même après la libération de la partie consacrée à l’école en 1997. La municipalité s’est mise en quête d’un bâtiment de dimensions appropriées aux besoins. Plutôt que d’entreprendre une nouvelle construction a été saisie l’opportunité d'une mise en vente. La maison, situé à l’entrée du bourg, avait été construite en 1930 par un pâtissier lyonnais comme résidence secondaire puis rachetée par un médecin de Villeurbanne. C’est sa fille, veuve Coche qui a consenti à cette transaction. L’inauguration a eu lieu le 10 octobre 2011. Quelques travaux d’aménagement ont été nécessaires. Ils ont été réalisés dans le respect du style puriste initial. Avec ses deux niveaux de trois travées, sous son toit de tuiles rouges à quatre pans, son élégant perron encadré de colonnes, le bâtiment fait honneur à la commune,.

La médiathèque municipale offre accès à diverses activités culturelles (expositions, concerts, pièces de théâtre, contes, conférences), un poste informatique public d'accès à Internet et permet la consultation sur place ou l'emprunt de livres, CDs et DVDs. Ses collections sont renouvelées en partie sur budget municipal et en partie grâce aux services de la médiathèque départementale du Rhône dont 400 000 documents sont réservables et livrés par navette mensuelle ou choisis et récupérés Chaponost. La convention avec la médiathèque départementale du Rhône permet par ailleurs aux inscrits de la bibliothèque municipale d'accéder à des services numériques spécifiques.Elle fait aussi partie du réseau Medi@val, regroupant 8 autres médiathèques de Marcy l'étoile, St Genis les Ollières, Grézieu la Varenne, Ste Consorce, Vaugneray, Messimy et Thurins. Les Pollionnois disposent aussi aujouird'hui d'une salle des fêtes.

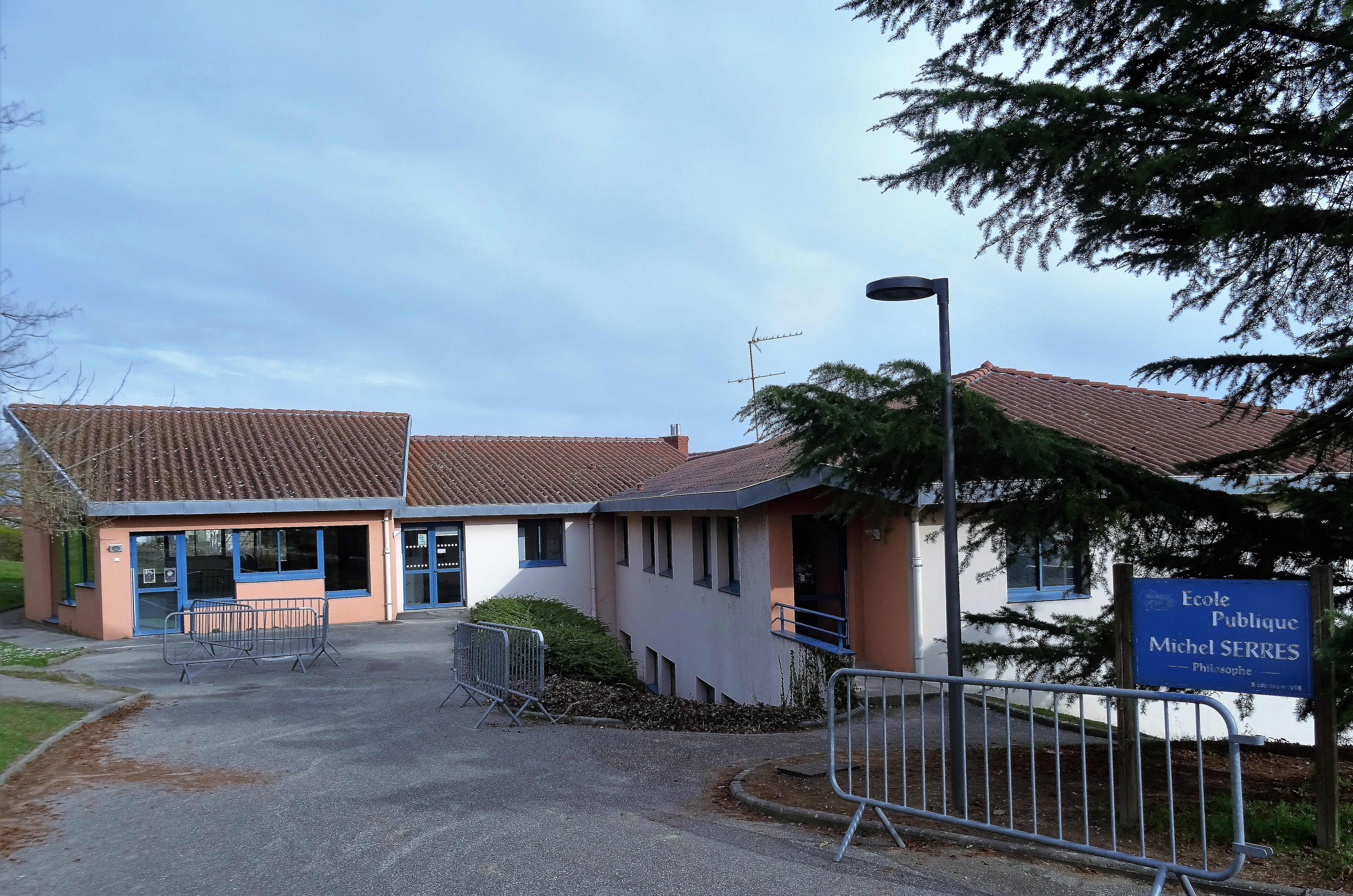
groupe scolaire Michel Serres
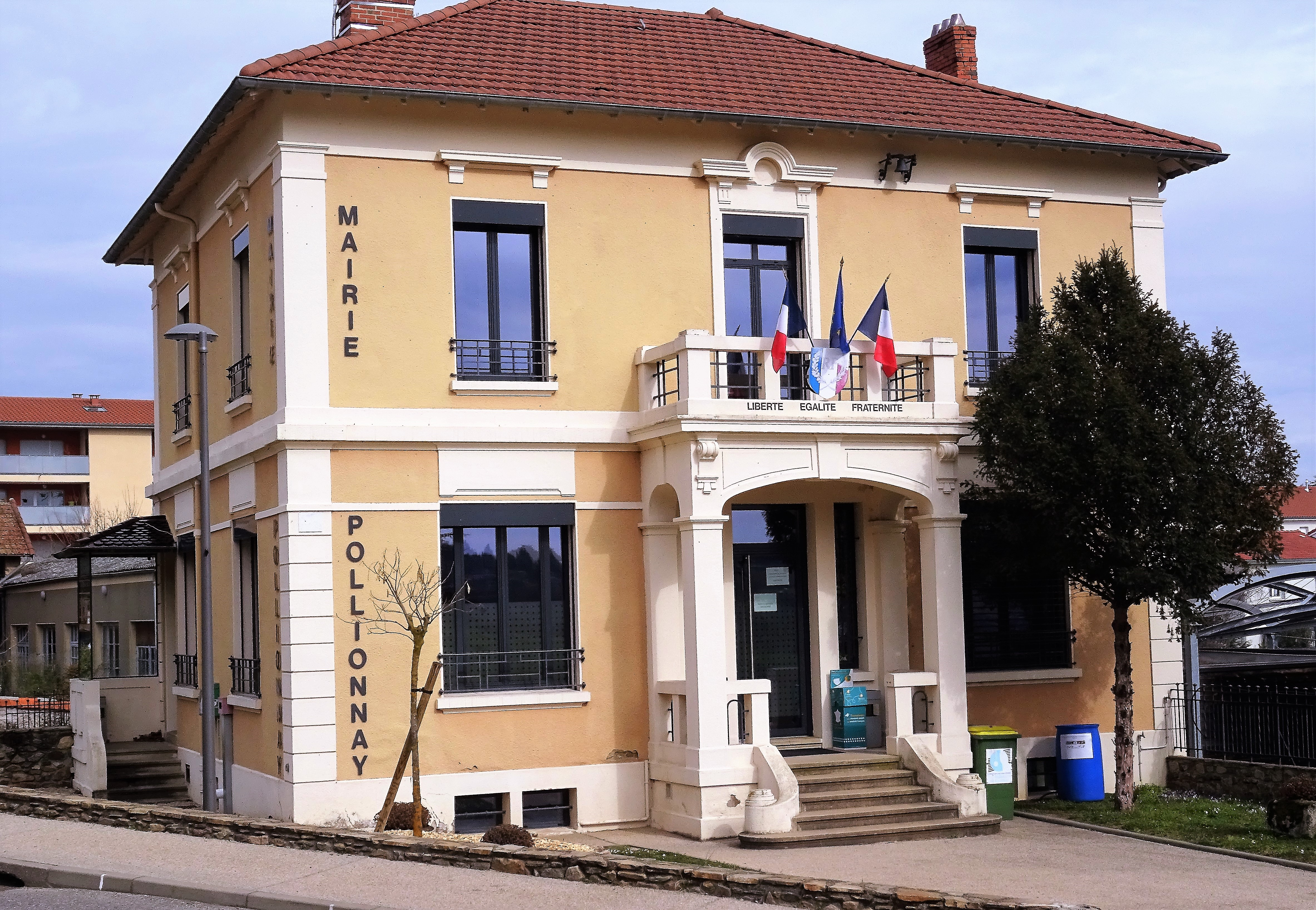
Mairie d e Pollionnay
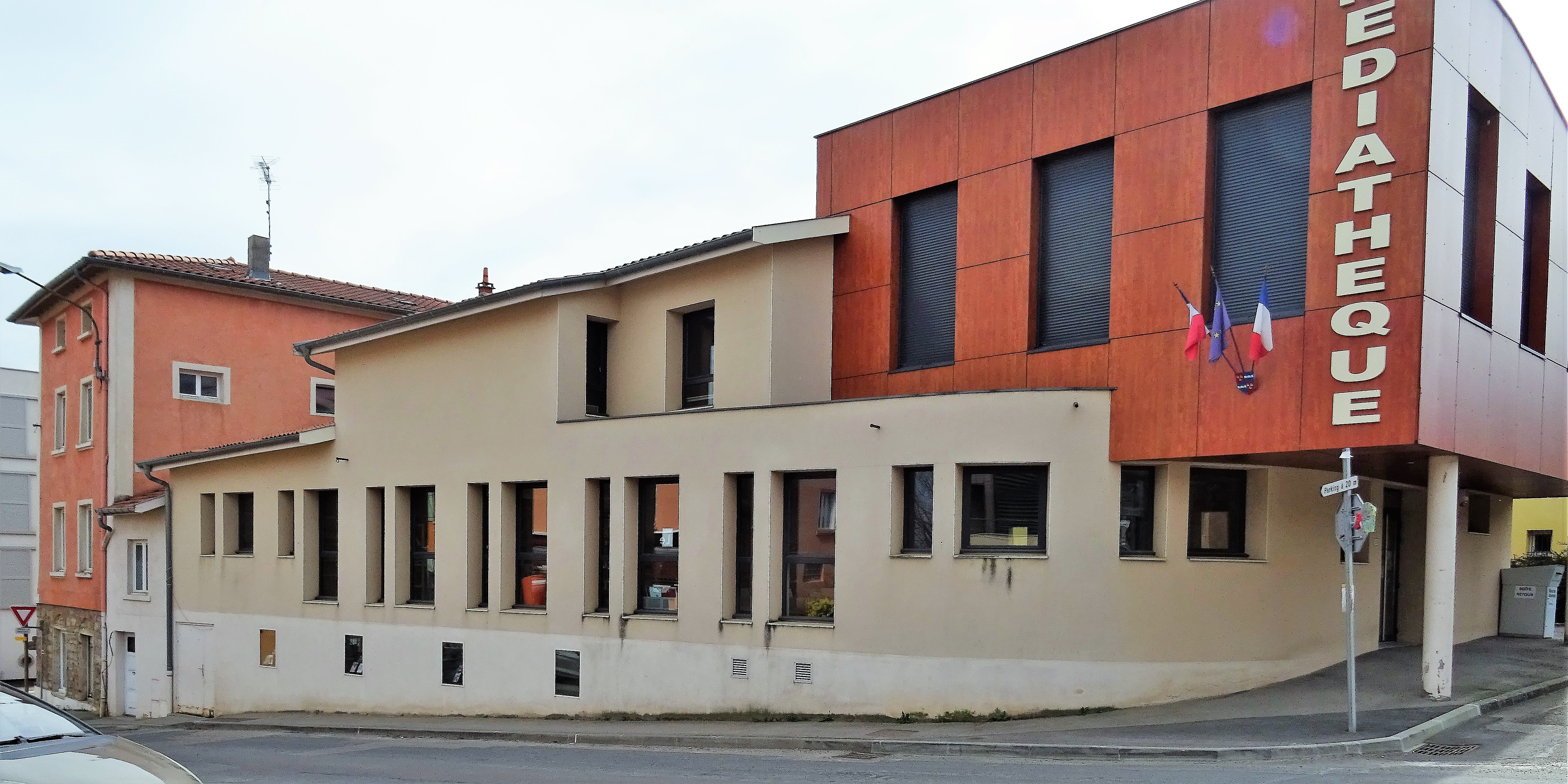
médiathèque de Pollionnay
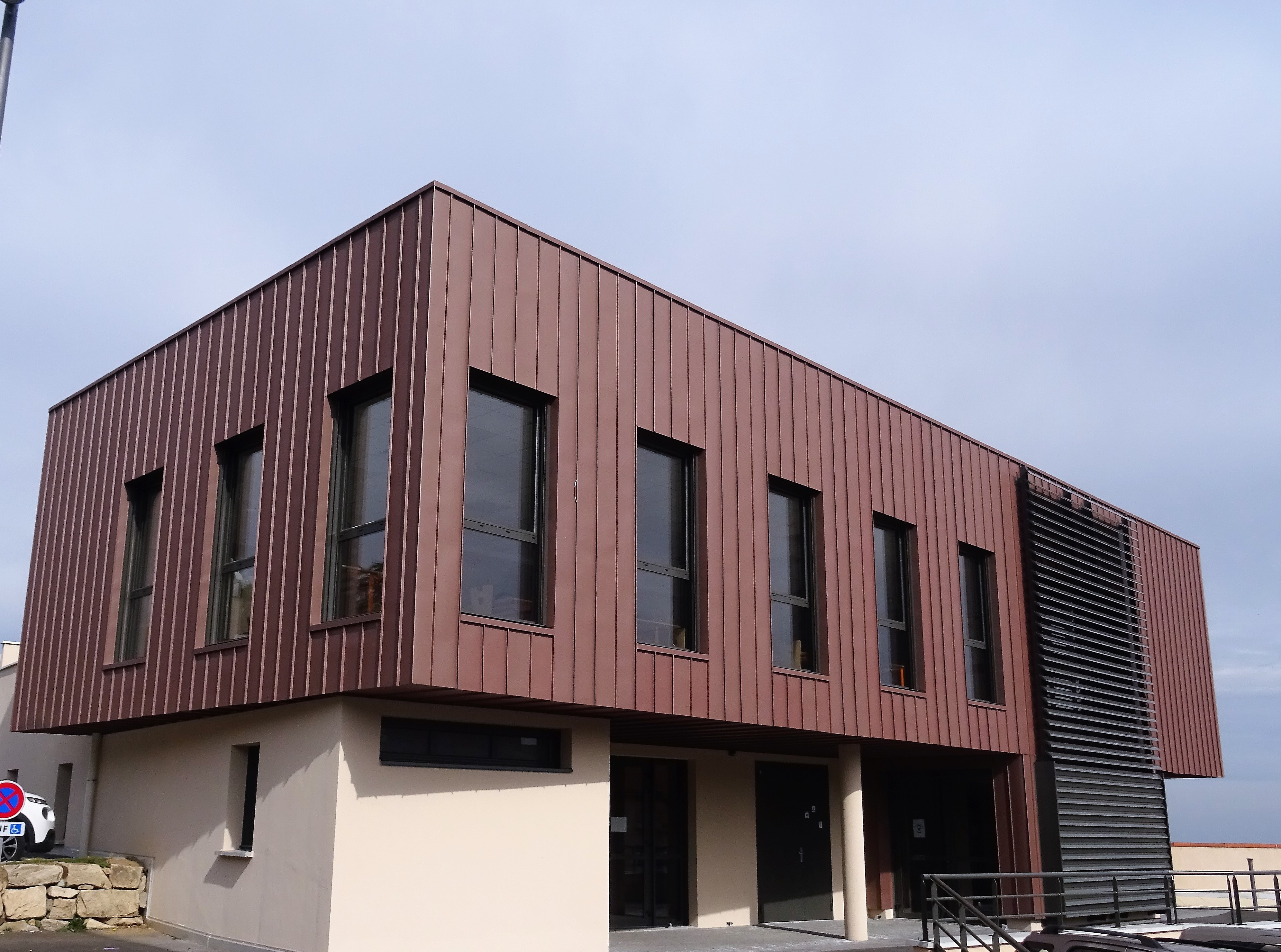
salle des fêtes de Pollionnay

#### Maisons de santé
La situation de Pollionnay, adossée à la montagne à l’écart des voies de circulation mais dans la grande proximité de Lyon a pu, dans le passé, expliquer l’étonnant succès d’une célèbre entreprise. Le restaurant ouvert en 1932 par la mère Brazier au col de la Luère à 700 mètres d’altitude avait acquis une renommée internationale et était fréquenté par les plus grandes personnalités du monde politique et du Gotha international. Il a fermé en 1974. Des avantages du même ordre aident à comprendre la nouvelle vocation de la commune pour le regroupement d’établissements de soins hospitaliers sur le replat des Presles. L’accès en est aisé, à deux pas du bourg. La vue s’étend sur un immense horizon jusqu’à la chaîne des Alpes. La première institution s’est logée dans le château Desprez. Il s’agit de la très ancienne propriété d’une famille de notaires de Vaugneray au XVIIIe siècle mais le bâtiment actuel a été construit vers 1850 par l’avocat et procureur royal Desprez qui en est resté propriétaire jusqu’en 1911. Il ne manque pas d’allure avec son toit mansardé couvert de tuiles écaillées. Sous le nom de Centre de soins de suite-réadaptation des Presles il a ouvert en 1955 et a compté jusqu’à 118 lits. La patientèle pouvait se détendre dans le parc à l’anglaise attenant avec son bassin à rocaille. Il a été transféré en 2018 à Sainte-Foy-lès-Lyon. Deux autres établissements de soins accueillent sur le même site des personnes âgées. La résidence intercommunale Jean Villard peut accueillir une centaine de pensionnaires. Avec 80 places, les Aurélias, établissement privé, sont spécialisés dans l’accueil des patients atteints de la maladie d’Alzheimer ou présentant des troubles apparentés.

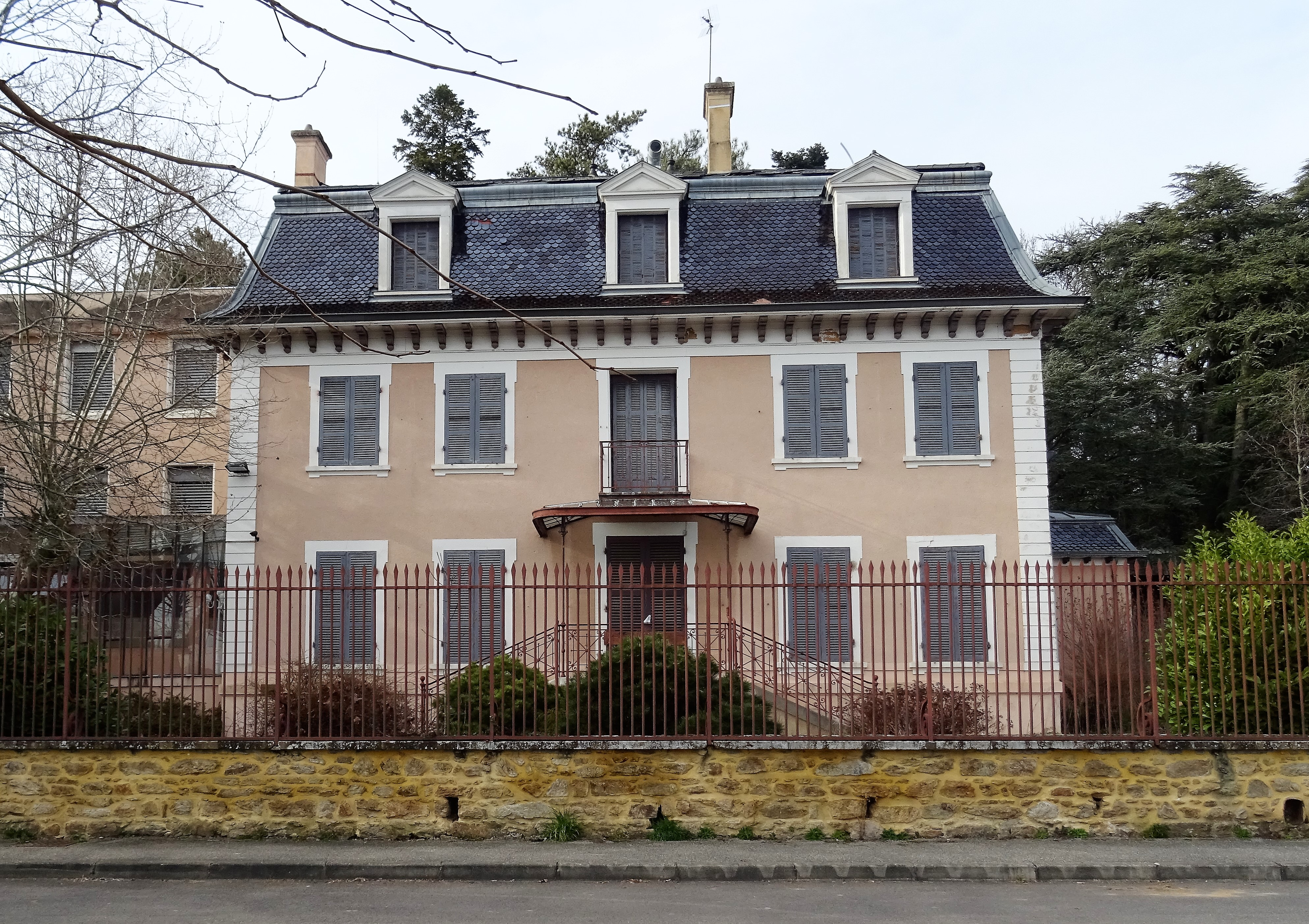
Château Desprez
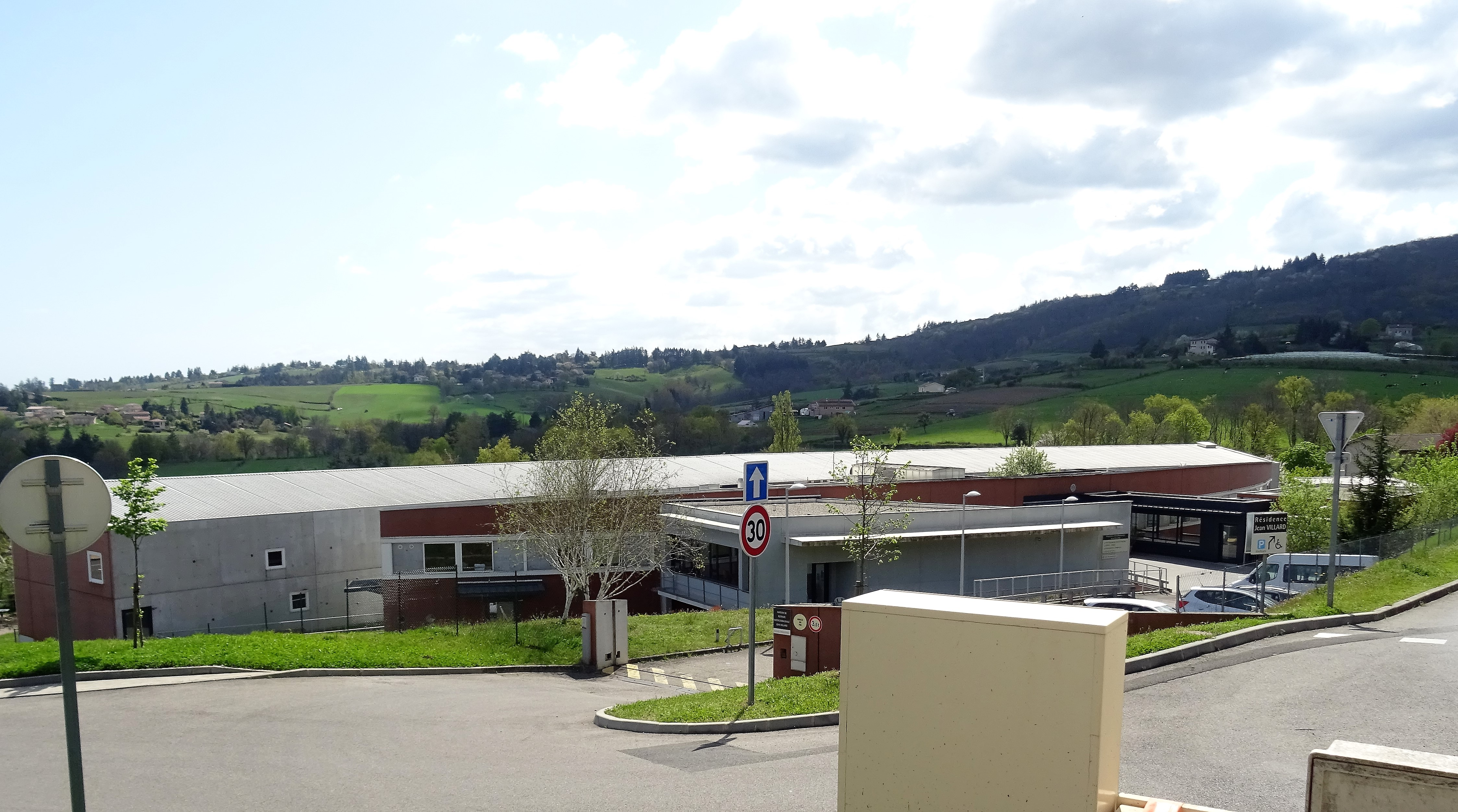
Jean Villard côté ouest
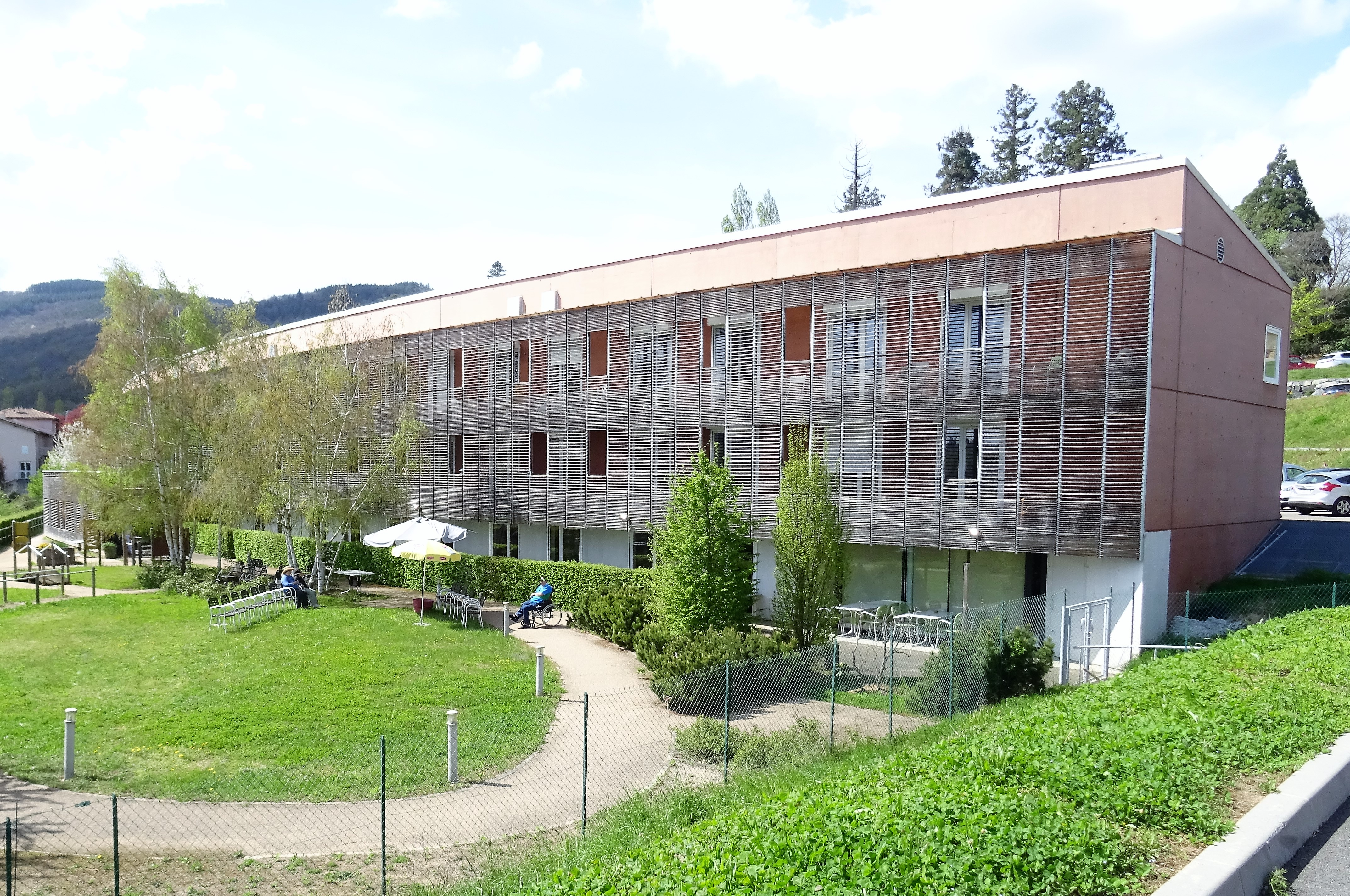
Jean Villars côté est
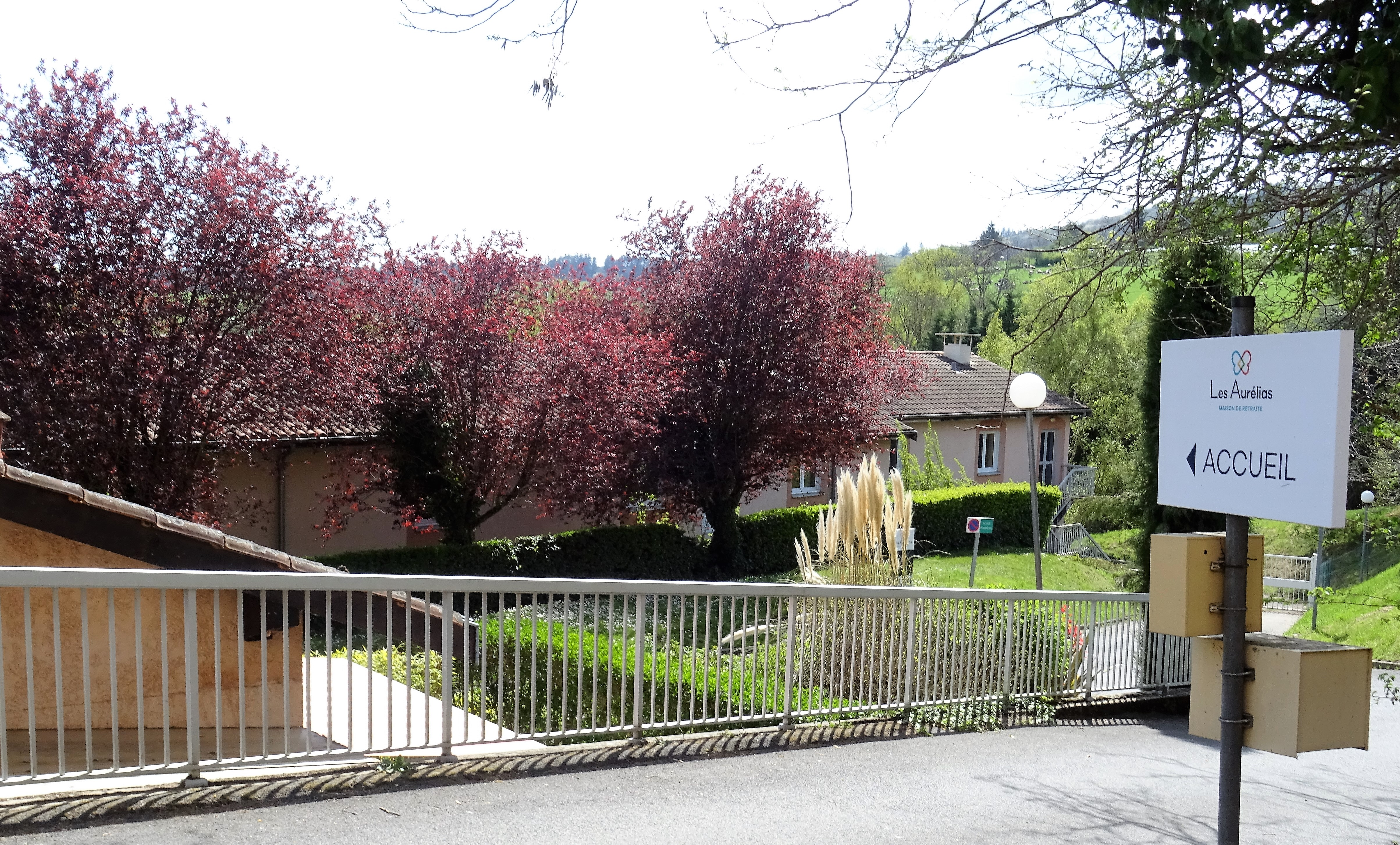
Les Aurélias

### Liste des maires
| Période                                  | Période                       | Identité                      | Étiquette | Qualité                                                          |
| ---------------------------------------- | ----------------------------- | ----------------------------- | --------- | ---------------------------------------------------------------- |
| Les données manquantes sont à compléter. |                               |                               |           |                                                                  |
| 1880                                     | 1920                          | Jean-Pierre Dumortier         |           | Viticulteur                                                      |
| 1920                                     | 1921                          | Paul Peillon                  |           | Dirigeant de la Maison Peillon, Merieux & Cie Décédé en fonction |
| 1922                                     | 1928                          | Jean-Pierre Dumortier         |           | Viticulteur                                                      |
| 1928                                     | 1937                          | Marius Guerpillon             |           |                                                                  |
| 1937                                     | 1961                          | Jean-Benoît Morel (1900-1961) |           | Décédé en fonction                                               |
| 1961                                     | mars 1989                     | Marcel Fougerouse             |           |                                                                  |
| mars 1989                                | juin 1995                     | Raymond Duclos                |           |                                                                  |
| juin 1995                                | mars 2008                     | Gilbert Marignier             |           |                                                                  |
| mars 2008                                | mai 2020                      | Jean-Pierre Marquier          | DVD       | Retraité                                                         |
| mai 2020                                 | En cours (au 19 janvier 2021) | Philippe Tissot               | DVD       | Cadre administratif, ancien premier adjoint                      |

## Urbanisme

### Typologie
Au 1er janvier 2024, Pollionnay est catégorisée ceinture urbaine, selon la nouvelle grille communale de densité à sept niveaux définie par l'Insee en 2022.
Elle est située hors unité urbaine. Par ailleurs la commune fait partie de l'aire d'attraction de Lyon, dont elle est une commune de la couronne,. Cette aire, qui regroupe 397 communes, est catégorisée dans les aires de 700 000 habitants ou plus (hors Paris),.

### Occupation des sols
L'occupation des sols de la commune, telle qu'elle ressort de la base de données européenne d’occupation biophysique des sols Corine Land Cover (CLC), est marquée par l'importance des territoires agricoles (46 % en 2018), en diminution par rapport à 1990 (50,5 %). La répartition détaillée en 2018 est la suivante : 
forêts (44,7 %), prairies (24,8 %), zones agricoles hétérogènes (17,7 %), zones urbanisées (9,3 %), terres arables (3,5 %). L'évolution de l’occupation des sols de la commune et de ses infrastructures peut être observée sur les différentes représentations cartographiques du territoire : la carte de Cassini (XVIIIe siècle), la carte d'état-major (1820-1866) et les cartes ou photos aériennes de l'IGN pour la période actuelle (1950 à aujourd'hui).

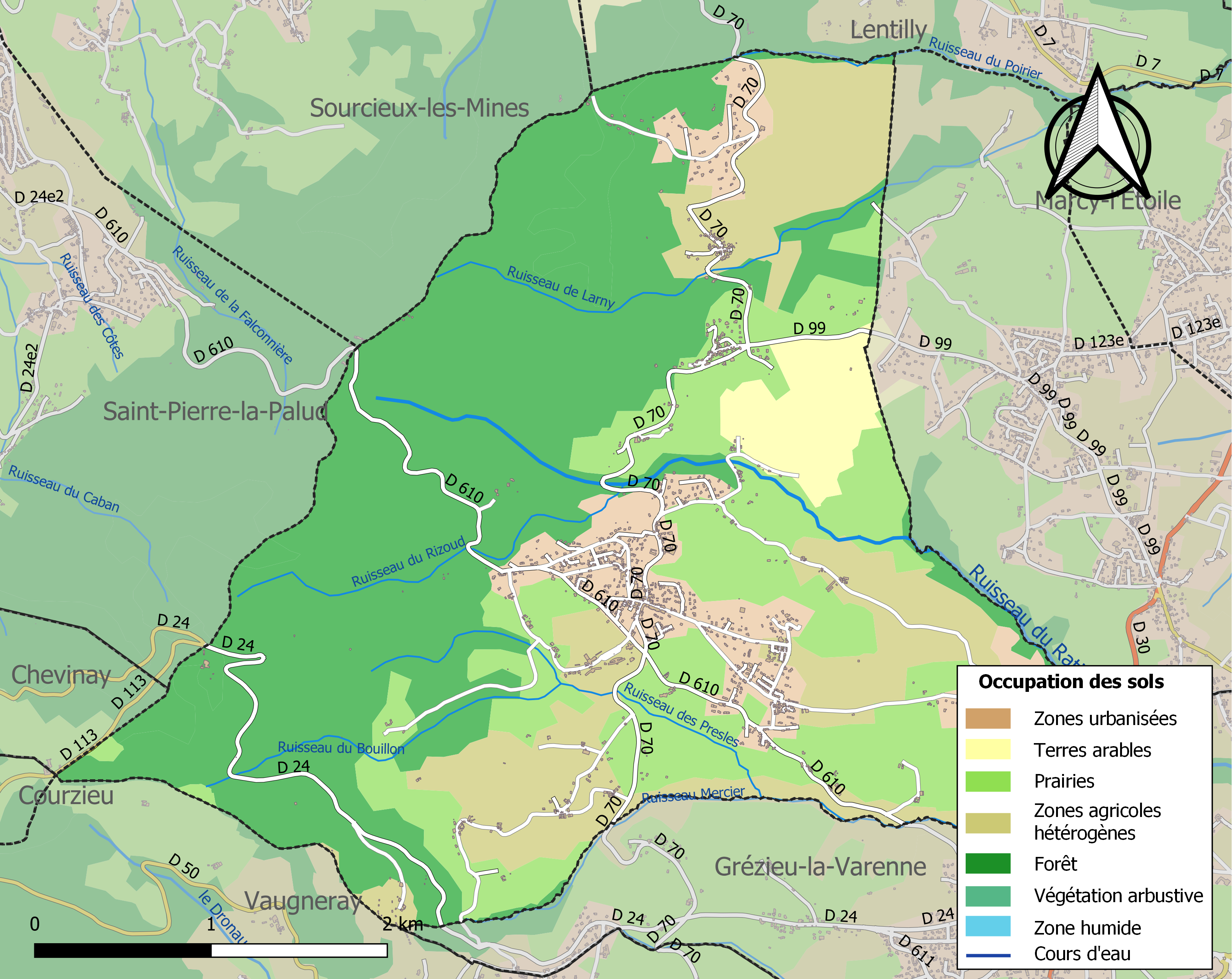
Carte des infrastructures et de l'occupation des sols de la commune en 2018 (CLC).

## Population et société

### Démographie

#### Évolution démographique
L'évolution du nombre d'habitants est connue à travers les recensements de la population effectués dans la commune depuis 1793. Pour les communes de moins de 10 000 habitants, une enquête de recensement portant sur toute la population est réalisée tous les cinq ans, les populations de référence des années intermédiaires étant quant à elles estimées par interpolation ou extrapolation. Pour la commune, le premier recensement exhaustif entrant dans le cadre du nouveau dispositif a été réalisé en 2008.

En 2022, la commune comptait 2 966 habitants, en évolution de +18,07 % par rapport à 2016 (Rhône : +3,93 %, France hors Mayotte : +2,11 %).
| 1793 | 1800 | 1806 | 1821 | 1831 | 1836 | 1841 | 1846 | 1851 |
| ---- | ---- | ---- | ---- | ---- | ---- | ---- | ---- | ---- |
| 902  | 624  | 804  | 844  | 818  | 798  | 840  | 892  | 860  |

| 1856 | 1861 | 1866 | 1872 | 1876 | 1881 | 1886 | 1891 | 1896 |
| ---- | ---- | ---- | ---- | ---- | ---- | ---- | ---- | ---- |
| 888  | 833  | 859  | 833  | 802  | 774  | 815  | 803  | 702  |

| 1901 | 1906 | 1911 | 1921 | 1926 | 1931 | 1936 | 1946 | 1954 |
| ---- | ---- | ---- | ---- | ---- | ---- | ---- | ---- | ---- |
| 693  | 712  | 611  | 550  | 533  | 506  | 548  | 541  | 601  |

| 1962 | 1968 | 1975 | 1982  | 1990  | 1999  | 2006  | 2008  | 2013  |
| ---- | ---- | ---- | ----- | ----- | ----- | ----- | ----- | ----- |
| 533  | 676  | 866  | 1 088 | 1 262 | 1 580 | 1 823 | 1 892 | 2 205 |

| 2018  | 2022  | - | - | - | - | - | - | - |
| ----- | ----- | - | - | - | - | - | - | - |
| 2 761 | 2 966 | - | - | - | - | - | - | - |

#### Pyramide des âges
En 2018, le taux de personnes d'un âge inférieur à 30 ans s'élève à 33,7 %, soit en dessous de la moyenne départementale (40,2 %). À l'inverse, le taux de personnes d'âge supérieur à 60 ans est de 25,7 % la même année, alors qu'il est de 21,9 % au niveau départemental.
En 2018, la commune comptait 1 349 hommes pour 1 412 femmes, soit un taux de 51,14 % de femmes, légèrement inférieur au taux départemental (51,92 %).
Les pyramides des âges de la commune et du département s'établissent comme suit.
| Hommes | Classe d’âge | Femmes |
| ------ | ------------ | ------ |
| 1,5    | 90 ou +      | 5,3    |
| 8,2    | 75-89 ans    | 10,6   |
| 13,8   | 60-74 ans    | 11,9   |
| 19,0   | 45-59 ans    | 17,4   |
| 22,5   | 30-44 ans    | 22,3   |
| 14,5   | 15-29 ans    | 11,7   |
| 20,5   | 0-14 ans     | 20,8   |

| Hommes | Classe d’âge | Femmes |
| ------ | ------------ | ------ |
| 0,7    | 90 ou +      | 1,7    |
| 6,2    | 75-89 ans    | 8,4    |
| 13     | 60-74 ans    | 14,2   |
| 18,4   | 45-59 ans    | 17,7   |
| 20,3   | 30-44 ans    | 19,5   |
| 21,8   | 15-29 ans    | 21,1   |
| 19,6   | 0-14 ans     | 17,4   |

## Économie

### Revenus de la population et fiscalité
Le revenu net imposable moyen par ménage pollionnois était de 30 070 € en 2007, ce qui est supérieur à la moyenne départementale de 24 782 € de 2007.

### Emploi
Le taux d'activité des 15 à 64 ans en 2007 était de 73,2 %, alors que le niveau départemental était de 71,6 %.
Le taux de chômage des 15 à 64 ans en 2007 était de 3,9 %, alors que le niveau départemental était de 10,1 %.
Pollionnay compte 42,6 % d'actifs au sein de sa population pour une moyenne nationale de 45,2 % ainsi que 24,8 % de retraités pour une moyenne nationale de 18,2 %, 24,4 % de jeunes scolarisés pour une moyenne nationale de 25 % et 8,2 % d'autres personnes sans activité pour une moyenne nationale de 11,6 %.
|                             | Agriculteurs | Artisans, commerçants, chefs d'entreprise | Cadres, professions intellectuelles | Professions intermédiaires | Employés | Ouvriers |
| --------------------------- | ------------ | ----------------------------------------- | ----------------------------------- | -------------------------- | -------- | -------- |
| Pollionnay                  | 1,8 %        | 15 %                                      | 15 %                                | 26,9 %                     | 25,1 %   | 16,2 %   |
| Moyenne Nationale           | 2,4 %        | 6,4 %                                     | 12,1 %                              | 22,1 %                     | 29,9 %   | 27,1 %   |
| Sources des données : INSEE |              |                                           |                                     |                            |          |          |

## Patrimoine

### Patrimoine civil
La commune comprend un château datant du XVe siècle, avec un donjon bâti sur les ruines d'une forteresse romaine. Quelques blocs de pierre à la base en témoignent.
|                                                          |
| Dessin de Joannès Drevet dans Aux environs de Lyon, 1892 |

|                     |
| Vu depuis la route. |

### Patrimoine environnemental
- La réserve naturelle régionale de la mine du Verdy (RNR 79) à Pollionnay est une des douze « réserves nationales régionales » (RNR)  de Rhône-Alpes. Première réserve naturelle volontaire du Rhône en 1990, première réserve naturelle régionale du Rhône en 2008, elle est aussi une des plus petites réserves naturelles de France avec 0,053 5 hectare.
- L'ensemble boisé du col de la Croix du Ban au col de Malval sud est classé en espace naturel sensible d'intérêt écologique faunistique et floristique (ZNIEFF).

#### Risques naturels
La seule contrainte forte à prendre en compte se situe au niveau de la mine du Verdy : risque d'éboulement et de glissement de terrain.

## Équipements ou Services

### Enseignement
- école publique Michel-Serres.

### Culture
- médiathèque municipale[48]. Elle offre accès à diverses activités culturelles (expositions, concerts, pièces de théâtre, contes, conférences), un poste informatique public d'accès à Internet et permet la consultation sur place ou l'emprunt de livres, CDs et DVDs. Ses collections sont renouvelées en partie sur budget municipal et en partie grâce aux services de la médiathèque départementale du Rhône dont 400 000 documents sont réservables et livrés par navette mensuelle ou choisis et récupérés Chaponost. La convention avec la médiathèque départementale du Rhône permet par ailleurs aux inscrits de la bibliothèque municipale d'accéder à des services numériques spécifiques[49].Elle fait aussi partie du réseau Medi@val, regroupant 8 autres médiathèques de Marcy l'étoile, St Genis les Ollières, Grézieu la Varenne, Ste Consorce, Vaugneray, Messimy et Thurins.
- école de musique.

### Sports
- stade municipal ;
- centre hippique labellisé "école française d'équitation" ;
- deux circuits VTT permanents des monts du Lyonnais sont balisés au départ de Pollionnay.
- site d'escalade (bloc) au col de la Croix du Ban[71].

### Santé
- deux maisons de retraite (Publique et privée)

## Personnalités liées à la commune
- Eugénie Brazier[72] (1895-1977) : célèbre grande chef cuisinier française (2 fois trois étoiles au guide Michelin pour ses deux restaurants de Lyon et du col de la Luère à Pollionnay) de 1933 à 1968.
- Geneviève Dumont[73] : sculpteur d'art. L’association Geneviève-Dumont expose à Pollionnay les œuvres de Geneviève Dumont, femme sculpteur passionnée par l’utilisation des matériaux modernes. Ses recherches esthétiques la conduisirent à un art profondément original. Enseignant les arts plastiques, elle réalisa de nombreuses commandes publiques, en particulier dans la région lyonnaise.
- Alfred Ferraz (1907-1989), architecte français, est mort à Pollionnay.